# Namur
Pour les articles homonymes, voir Namur (homonymie).
Namur (en néerlandais : Namen ; en wallon : Nameur) est une ville francophone de Belgique, capitale de la Wallonie depuis 1986, et chef-lieu de la province de Namur. La ville occupe une position centrale à 62,5 km au sud-est de Bruxelles, à 40 km à l'est de Charleroi et à 66 km à l'ouest de Liège. Sa position au confluent de la Meuse et de la Sambre en fait un nœud de communication important. Le territoire communal couvre une superficie de 175 km2 la plaçant au rang de septième ville belge selon ce critère alors que sa population au 1er janvier 2025 de 115 029 habitants la classe neuvième.
Occupé dès le Néolithique, le confluent de la Sambre et de la Meuse a vu naître la cité romaine au début de notre ère. Ancien fief des comtes de Namur rattaché successivement aux maisons de Flandre et de Hainaut, de Courtenay, de Luxembourg, puis de Dampierre, possession des ducs de Bourgogne puis de l'Empire habsbourgeois, la citadelle de Namur fut l'enjeu de nombreux sièges au cours des siècles. Malgré les dégâts subis par les conflits, la ville conserve un riche patrimoine. Elle est également le siège du diocèse qui porte son nom depuis sa création en 1559.
Aujourd'hui capitale régionale, la ville est le siège du Parlement de Wallonie, du Gouvernement wallon et du Service public de Wallonie. Sur le plan culturel, Namur est la ville hôte de plusieurs évènements internationaux tels que le Festival international du film francophone, du festival d'arts forains Namur en mai, du Verdur Rock et des Solidarités et du KIKK Festival ainsi que d'un marathon international. Elle accueille également plusieurs établissements d'enseignement supérieur dont une université.
En raison des différents projets urbanistiques (tels que le Pavillon sur les hauteurs de la citadelle, le NID sur la pointe du Grognon ou encore le hub créatif Trakk) réalisés depuis 2012 pour valoriser l'intelligence numérique à Namur, celle-ci reçoit une reconnaissance par l'Unesco qui l'intègre à son réseau des villes créatives,.
Namur compte deux éléments inscrits au patrimoine de l’humanité par l’UNESCO : le beffroi de Namur (patrimoine de l’humanité) et les joutes sur échasses de Namur (patrimoine culturel immatériel de l’humanité). Il s'agit également d'une ville reconnue par la Fédération Wallonie-Bruxelles pour son action en faveur de la langue wallonne.

## Géographie

### Situation générale
Située au confluent de la Sambre et de la Meuse, Namur se trouve à environ 62,5 km au sud-est de Bruxelles, aux confins de la Hesbaye, du Condroz, et de l'Entre-Sambre-et-Meuse. Le centre de la ville actuelle est implanté dans la plaine alluviale du confluent, en rive gauche de la Meuse.
La superficie totale de la commune, depuis la fusion des communes de 1977, est de 17 569 hectares.

### Communes limitrophes
| La Bruyère Gembloux | Éghezée       | Fernelmont     |
| Jemeppe-sur-Sambre  | Namur         | Andenne        |
| Floreffe            | Profondeville | Assesse Gesves |

### Hydrographie

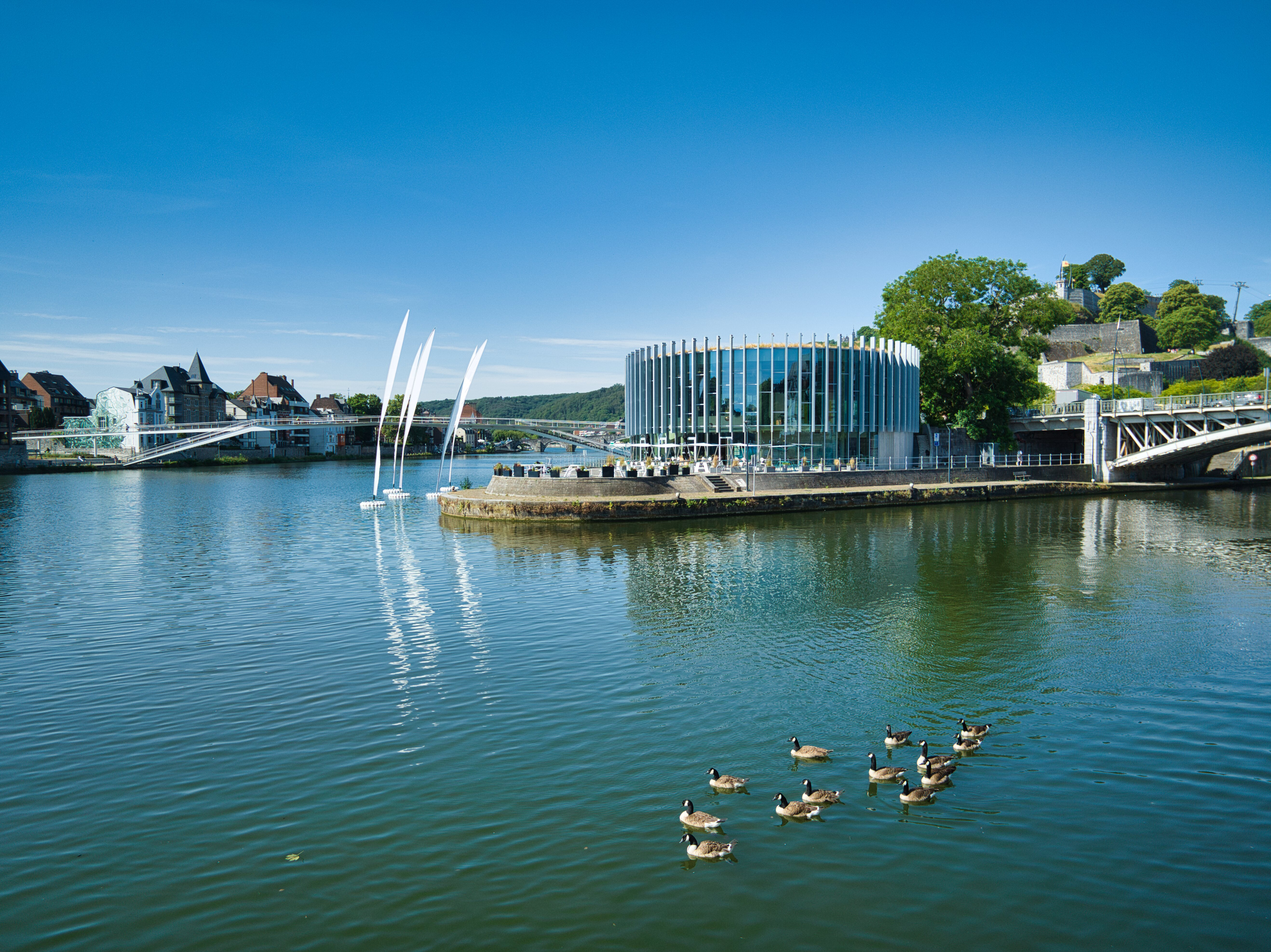
Le confluent de la Sambre et de la Meuse

L'ensemble du territoire de Namur relève du bassin de la Meuse, laquelle traverse la commune en s'écoulant du sud vers le nord. La Meuse reçoit à Namur, en rive gauche, l'un de ses principaux affluents, la Sambre, ainsi que la modeste contribution du Houyoux (dont le cours est voûté tout au long de sa traversée, excepté dans le quartier de Saint-Servais). À l'exception de ces deux rivières, le territoire de la commune ne compte aucun cours d'eau d'importance notable, une particularité due à son sous-sol calcaire.
l'île de Dave, se situe sur le territoire de la Ville de Namur. Il s'agit d'un Site de Grand Intérêt Biologique (SGIB) tout comme l'île Vas-t'y-Frotte située quelques kilomètres en aval.

### Relief et géologie
Le cours de la Meuse moyenne s'est développé dans une vallée en auge, bordée par de hautes falaises calcaires, nettement visibles en amont (Dave) et en aval (Marche-les-Dames) de Namur. La Sambre paresse quant à elle dans des plaines au relief plus faiblement marqué, y décrivant de larges boucles. Au confluent des deux cours d'eau, la ville s'est développée au pied d'un massif rocheux et dans la plaine alluviale entre Sambre et Houyoux (pour la partie "dans les murs), à l'extrémité de la course de ceux-ci. Les zones de maraichage (hors les murs) s'établissant du côté de Salzinnes et de Jambes. L'altitude moyenne varie de 85 m dans la vallée de la Meuse à 260 m à la Marlagne (au sud-ouest de la ville).

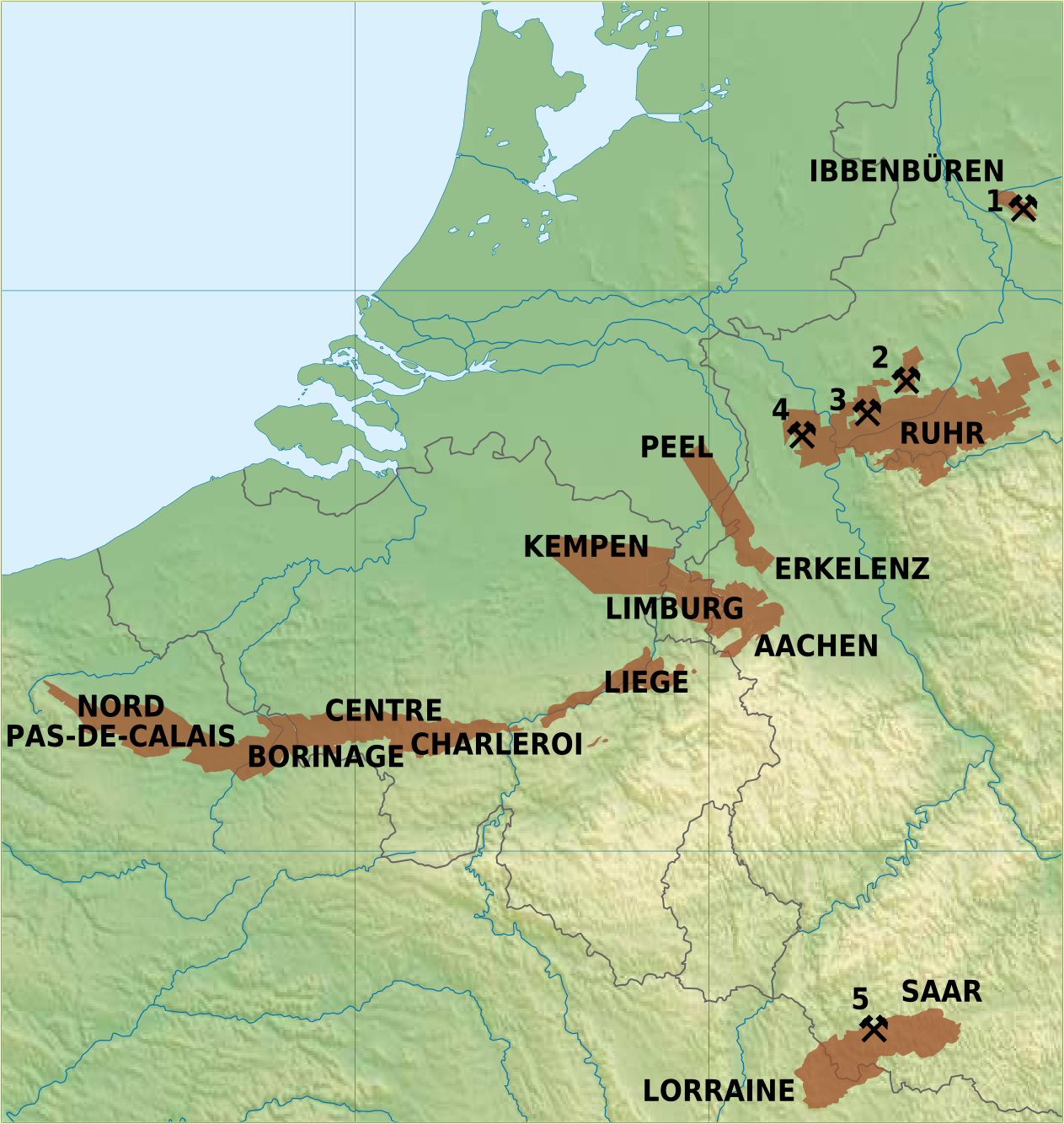
Carte des bassins houillers en Wallonie et alentours

Namur se trouve par ailleurs à l'extrémité ouest d'une interruption du sillon houiller reliant Liège à Valenciennes par le Borinage. Les rares couches de houille maigre se situent à faible profondeur à Namur, affleurant par endroits, s'enfonçant vers l'ouest, ce qui favorise l'exploitation par des groupes d'ouvrier aux capitaux limités. Si la qualité est limitée, la proximité réduit les coûts de transports à une époque où la charrette à bœufs est la principale option. Quelques concessions - ainsi que des exploitations non déclarées - sont attestées dès le XVIIe siècle à la Marlagne, à Géronsart et même sur les flancs de la citadelle où un puits reste actif jusqu'en 1954. Le développement s'accélère ensuite, pour alimenter le chauffage domestique ou les machines à feu dont celle de la mine de Vedrin.

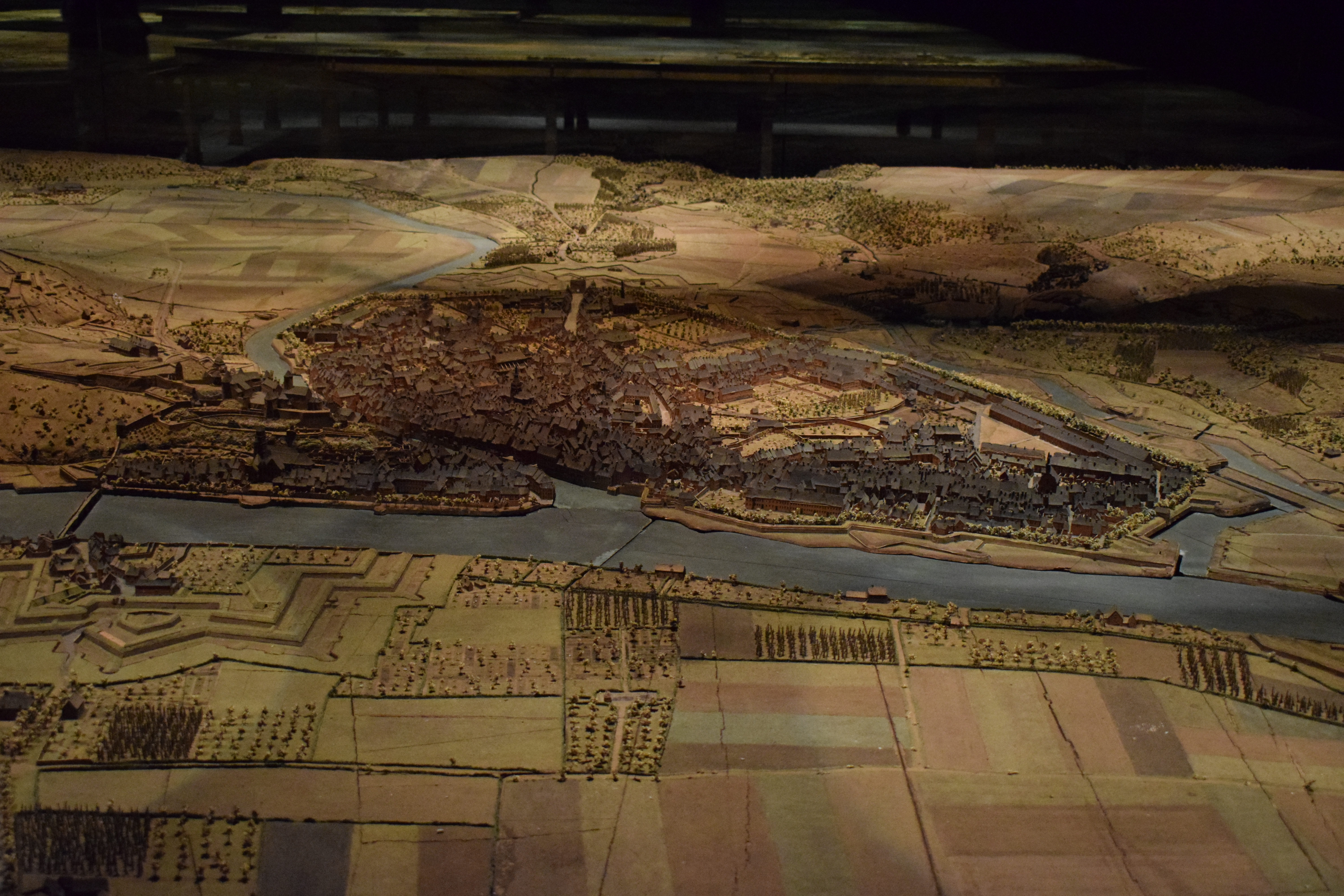
Le plan- relief de 1747

Un plan-relief de la ville de Namur a été établi entre 1747 et 1748 par l'ingénieur Larcher d'Aubencourt. Il se trouve au sous-sol du musée des beaux-arts de la ville de Lille, alors qu'une capture numérique a été réalisée en vue d'un partage en ligne. Il est composé de 12 tables en bois pour un total de 7,7 × 6,5 m à une échelle de 1/600e. Une copie récente de taille réduite se trouve au Centre du Visiteur Terra Nova à la Citadelle de Namur.

### Climat
Namur jouit globalement d'un climat tempéré d'influence océanique. Toutefois, sa topographie génère d'importants écarts de température entre le sommet de la Citadelle (boisé, exposé au nord-ouest) et le quartier de La Plante, à son pied (exposé au sud et jouissant du rôle modérateur de la Meuse). En hiver, il n'est pas rare de voir le sommet de la citadelle enneigé et pas le bas de la ville.

### Urbanisation

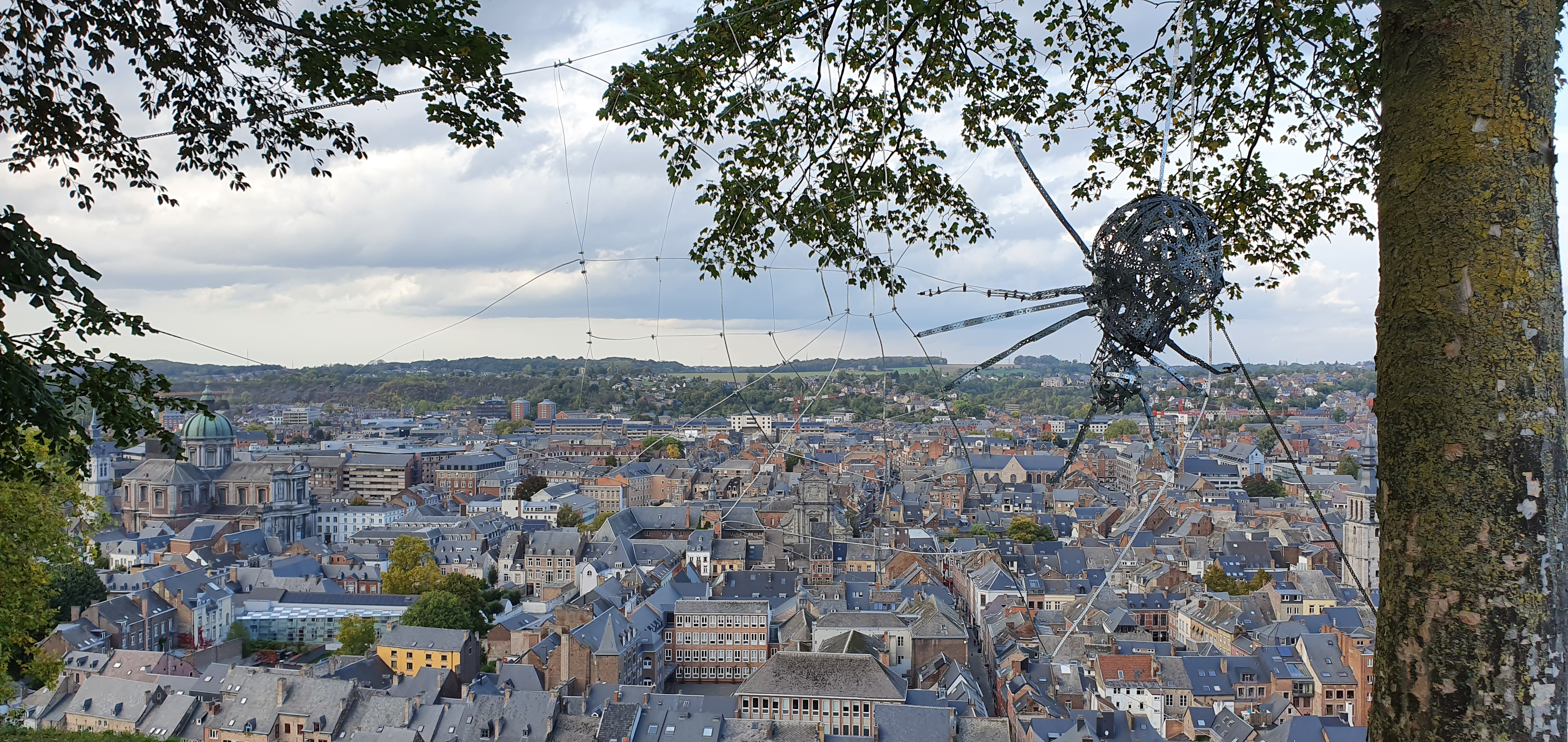
Namur, vue de la Citadelle.

Si l'occupation de l'espace tend aujourd'hui à se densifier, l'urbanisation namuroise a connu deux grandes formes dominantes. La première prévalut jusqu'au XIXe siècle ; l'espace bâti était alors concentré à l'intérieur des fortifications successives de la ville. La seconde, profitant du démantèlement de la quatrième enceinte, de la maîtrise progressive des cours d'eau et du développement de voies de communication (routières et surtout ferroviaires), adopta les caractéristiques d'une étoile à cinq branches. Dans le sens des aiguilles d'une montre, ce sont ainsi les chaussées de Louvain, de Liège, de Marche, Dinant et Charleroi qui commandent l'urbanisme, secondées par les voies de chemin de fer reliant l'arrière-pays namurois à la métropole. À partir des années 1970 et 1980 toutefois, l'urbanisme tend à se densifier entre ces différentes branches, répondant à la démocratisation de l'automobile, à une poussée démographique, ainsi qu'à une meilleure gestion de la part des autorités.
Les fouilles archéologiques menées dans le centre-ville et sur les plateaux environnants ont précisé le développement historique de la cité, centré sur le lieu-dit du Grognon, soit l'espace situé au confluent des deux cours d'eau. Le premier noyau urbain remonte au début de notre ère ; des infrastructures civiles et d'habitat situées au confluent étaient alimentées notamment par les productions de villas, installées pour l'essentiel sur les plateaux au nord de Namur. Lors de la débâcle de l'occupation romaine, la cité s'est resserrée sur le quartier installé au Grognon. Rapidement, pourtant, profitant d'une plus grande stabilité autour de l'an Mil, la ville reprend ses droits sur la rive gauche de la Sambre. Quatre enceintes se succéderont jusqu'à la fin des Temps Modernes, maintenant l'habitat dans la « corbeille », aujourd'hui délimitée par les cours d'eau, le boulevard Cauchy et le parc Louise-Marie. Ce n'est qu'au cours des premières décennies de la période belge (après l'indépendance de 1830), et grâce au démantèlement complet des remparts après 1865, que l'urbanisme gagna les faubourgs de Salzinnes, Saint-Servais, Belgrade, Jambes ou Wépion par exemple. Bien que ces quartiers périphériques ne fussent pas totalement inhabités, c'est le développement des infrastructures qui leur donna la structure actuelle.
La citadelle enfin est ancrée au sommet d'un imposant massif rocheux, fortifié sur ses flancs est et nord ; la fonction militaire du site et l'escarpement des roches ont rendu impossible l'urbanisation de ces côtés ; démilitarisée en 1901, la zone a peu à peu été bâtie au cours de la première moitié du XXe siècle et accueille aujourd'hui un quartier cossu.
La périphérie de la ville se déploie, au nord, sur le versant méridional des plateaux de Hesbaye (Belgrade, Champion, Bouge), et dans une moindre mesure sur les abords de ces plateaux (Beez, Vedrin). À l'est et au sud, le rebord des plateaux du Condroz n'a été massivement urbanisé que dans la deuxième moitié du XXe siècle ; bien que situés sur l'autre rive de la Meuse, ces quartiers font partie de la commune de Namur depuis le regroupement des communes, en 1977 (Jambes, Erpent). Dans les vallées de la Sambre et de la Meuse, l'habitat s'étire entre la roche et l'eau (Wépion, La Plante, Dave), sur les collines (Wépion) ou dans la plaine alluviale là où cela est possible (Flawinne, Salzinnes, Jambes). Vers le sud et l'ouest, l'éperon de l'actuelle citadelle s'élargit et se couvre de bois (la Marlagne) avant d'atteindre le territoire de Wépion et de Malonne. À l'ouest de la ville, les terres autrefois inondables de Salzinnes sont occupées par une vaste gare de triage de la Société nationale des chemins de fer ; de part et d'autre de la Sambre et à mi-hauteur, Flawinne s'est développé sur la rive gauche, faisant face à Salzinnes.

### Voies de communication
La position de Namur peut être qualifiée de stratégique, compte tenu de son histoire, de son environnement naturel et des infrastructures de communication.
- Elle est située à la jonction de deux voies navigables ; la Sambre (1 350 tonnes de gabarit) s'y jette dans la Meuse (9 000 tonnes de gabarit), faisant de Namur un point de passage entre la mer du Nord, le bassin du Rhin et celui de la Seine. La Sambre arrive du Hainaut ; elle est reliée au bassin de l’Escaut via le canal du Centre, le plan incliné de Ronquières et l’ascenseur de Strépy-Thieu, que des travaux en territoire français relieront bientôt au bassin de la Seine. Elle s'écoule globalement en suivant un axe ouest/est avant de se jeter dans la Meuse, au lieu-dit le Grognon. La Meuse arrive des Ardennes françaises, selon un axe sud/nord, et bifurque à Namur vers l'est, en direction de Liège, Maastricht et Rotterdam. Au sud, elle est connectée au bassin du Rhin via le canal de l'Est et la Moselle.
- Namur se situe également au croisement de lignes ferroviaires, reliant, selon un axe nord-sud, Bruxelles et Anvers au Grand-Duché du Luxembourg. Un axe ouest-est traverse également Namur, reliant le bassin parisien et Lille à Liège et aux Pays-Bas. Accessoirement, une ligne secondaire dessert la vallée de la Meuse vers Dinant et Gedinne. Depuis 1890, une importante gare de formation gère le transport de fret à Ronet. La gare la plus importante de la commune est la gare de Namur, située entre le centre-ville et Bomel. Elle est la première gare wallonne en nombre de passagers[13]. En 2020, elle connaît une refonte complète en devenant une gare multimodale de trains et de bus. Une seconde gare se trouve à Jambes. En plus de ces deux gares, Namur compte plusieurs points d'arrêts à Dave-Saint-Martin, Flawinne, Jambes-Est, Marche-les-Dames, Naninne et Ronet.
- Deux axes autoroutiers se croisent au nord de la ville également, suivant la même orientation que les lignes des chemins de fer : la E411, qui relie Bruxelles au Grand-Duché de Luxembourg, et la E42, venant de l'ouest (Tournai et Lille), qui se dirige vers Liège, les Pays-Bas et l’Allemagne. Ces deux autoroutes passent à quelques kilomètres du centre-ville, au contraire de la RN4, descendant de Bruxelles vers Arlon, ainsi que de la RN92 longeant la Meuse, qui traversent Namur.
- À environ 30 km de l'aéroport de Charleroi-Bruxelles-Sud (spécialisé en vols à bas prix), 67 km de Zaventem – Bruxelles National (aéroport généraliste) et 40 km de Liège – Bierset (spécialisé en charters et en marchandises), Namur est au centre d'un triangle formé par trois aéroports internationaux.
- Autrefois, Namur disposait de lignes de tram, reliant le centre et la périphérie de la ville. Toutes les lignes ont été démantelées dans les années 1950 et 1960, au profit du trafic automobile.
- De nombreuses lignes de bus urbaines et périurbaines convergent vers la gare : elles sont gérées par le TEC Namur-Luxembourg.
- Un index des rues de Namur a été rédigé par la Ville de Namur en 2013[14]. Voir aussi Namur - Liste des Voiries officielles[15].

### Ponts, viaducs, passerelles et écluses
Namur est une ville au confluent des cours d'eau importants que sont la Sambre et la Meuse. La ville est sise au cœur d'une région dites de « Pays des Vallées ». Au cours des années de nombreux ponts ont été aménagés pour faciliter le transit des hommes et des marchandises. Ils sont ici repris dans un ordre « de balade » suivant la Meuse d'amont en aval jusqu'au viaduc de Beez et remontant vers la Sambre jusqu'au Barrage écluse de Salzinnes.
- Le barrage-écluse de La Plante
- Le pont de Jambes, au-dessus de la Meuse, relie le quartier Notre-Dame à Jambes depuis les Temps Modernes, à peu de distance du pont médiéval. Il fut élargi au XXe siècle.
- L'Enjambée, passerelle cyclo-piétonne entre les rives droite (niveau du Confluent) et gauche de la Meuse (à hauteur de la Villa Balat).
- Le pont des Ardennes enjambe la Meuse et relie le faubourg Saint-Nicolas, en rive gauche, au quartier administratif de Jambes, autour du rond-point Joséphine Charlotte, en rive droite.
- Le pont du Luxembourg
- Le pont des Grands Malades
- La passerelle des Grands Malades
- Le viaduc de Beez
- Le pont de France, dernier pont traversant la Sambre, relie Namur à la pointe du Grognon.
- Le pont du Musée au pied de l'ancienne halle al'Chair, se situe à l'aplomb d'un gué fréquenté dès l'époque romaine, ainsi qu'en attestent de nombreuses monnaies retrouvées dans le cours de la Sambre.
- Le pont de l'Évêché, face au palais épiscopal de Namur, enjambe la Sambre et relie Namur au pied de la Citadelle.
- La passerelle Saint-Aubain
- Le pont de la Libération traverse la Sambre et relie Namur à Salzinnes, à proximité du parc Louise-Marie.
- Le barrage-écluse de Salzinnes

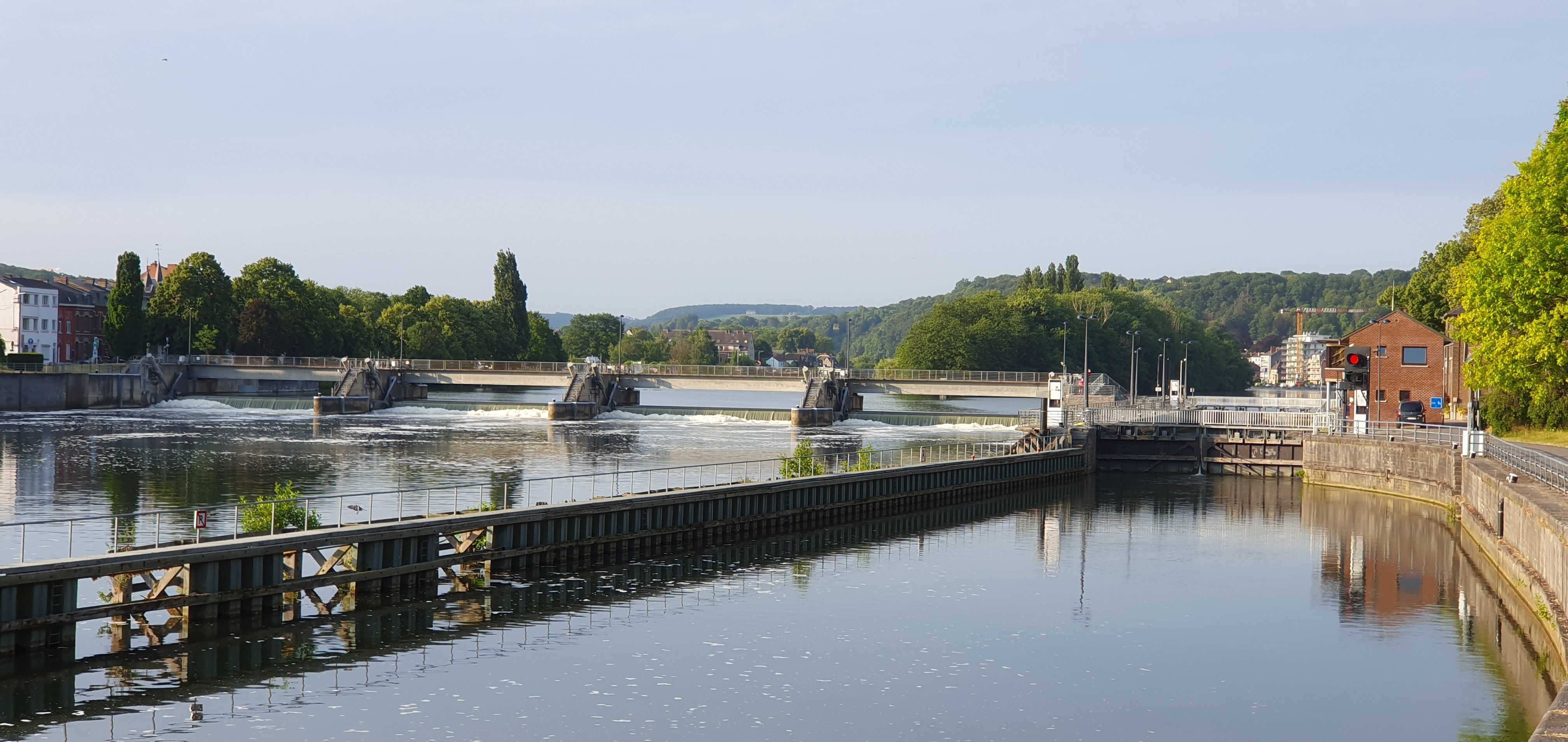
L'écluse de La Plante
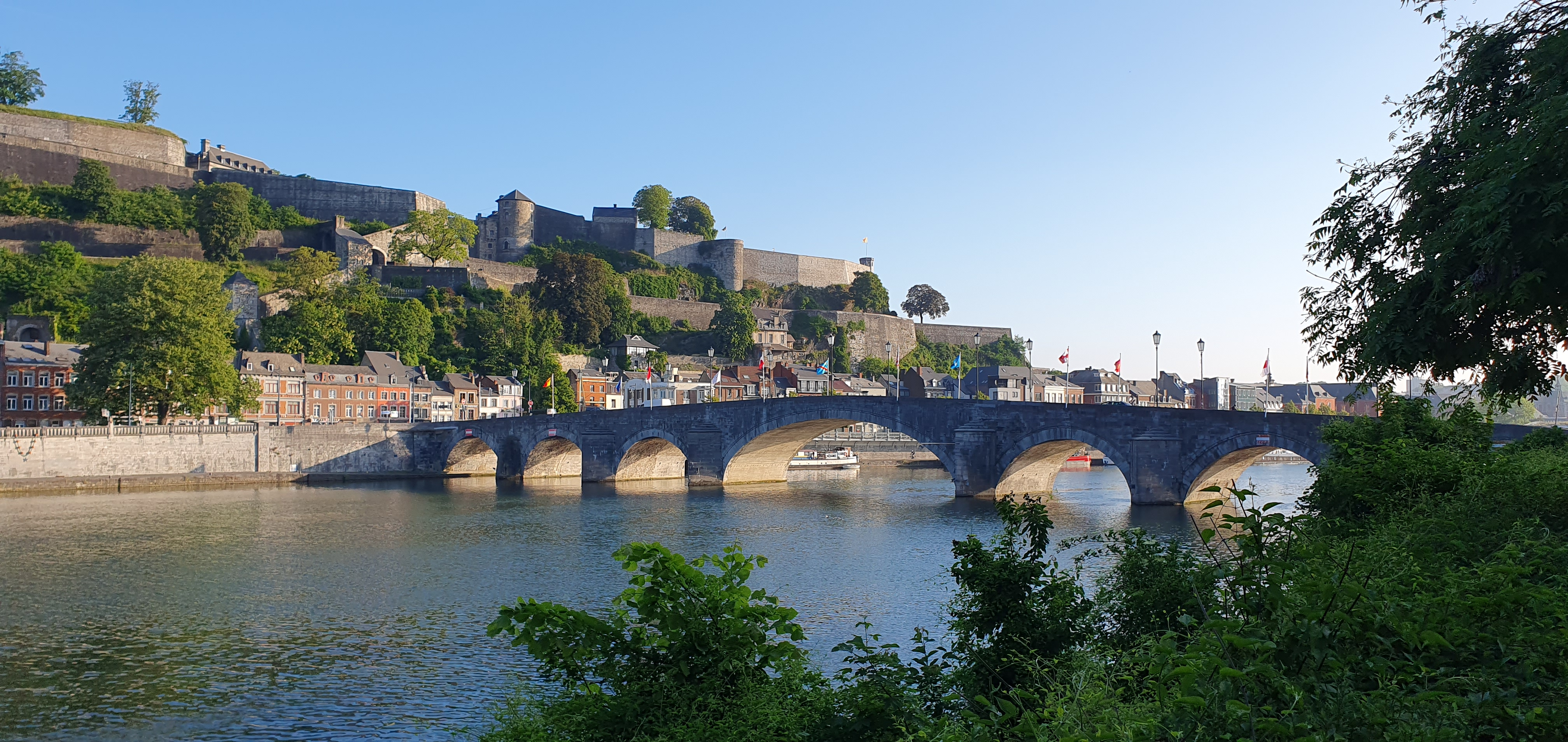
Le pont de Jambes.
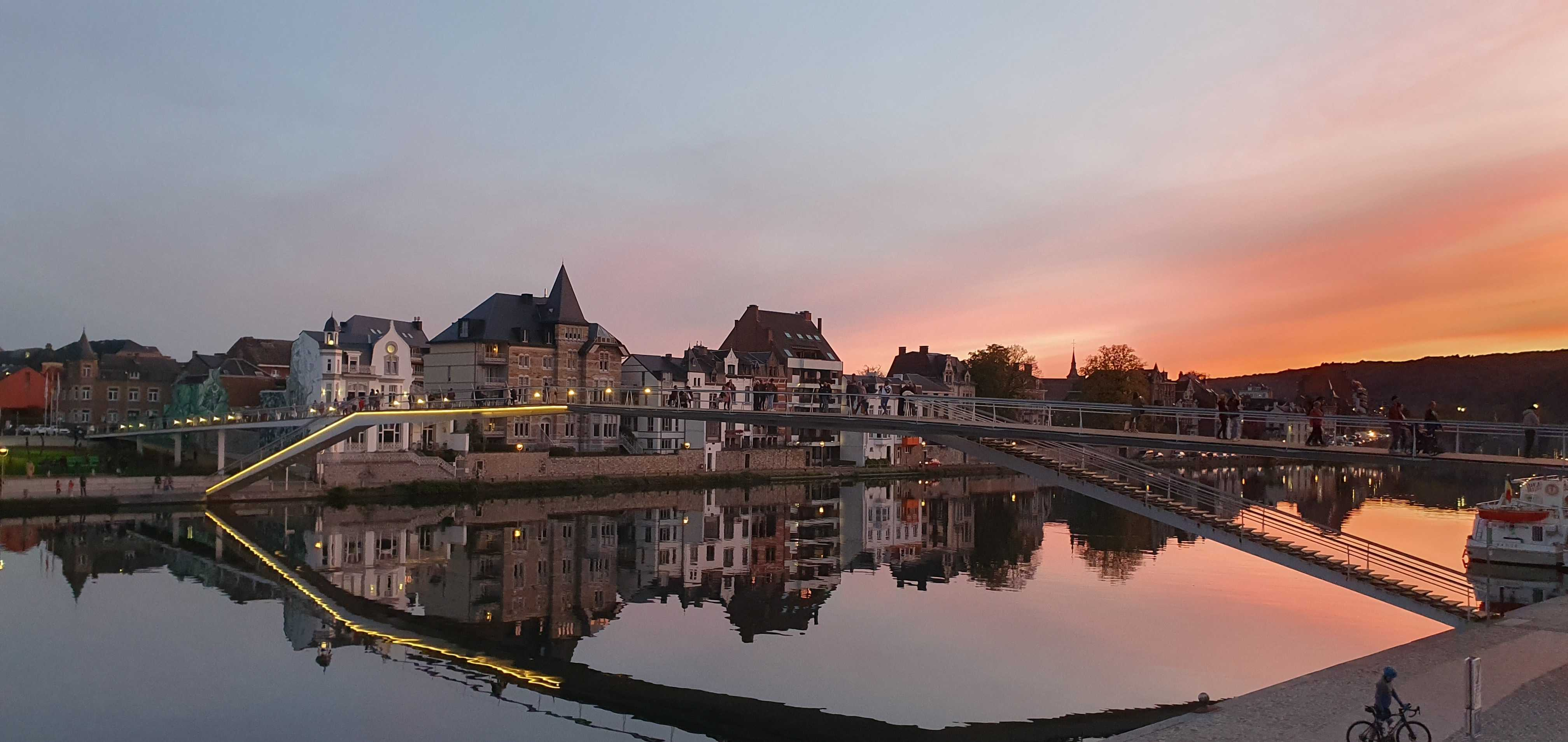
L'Enjambée
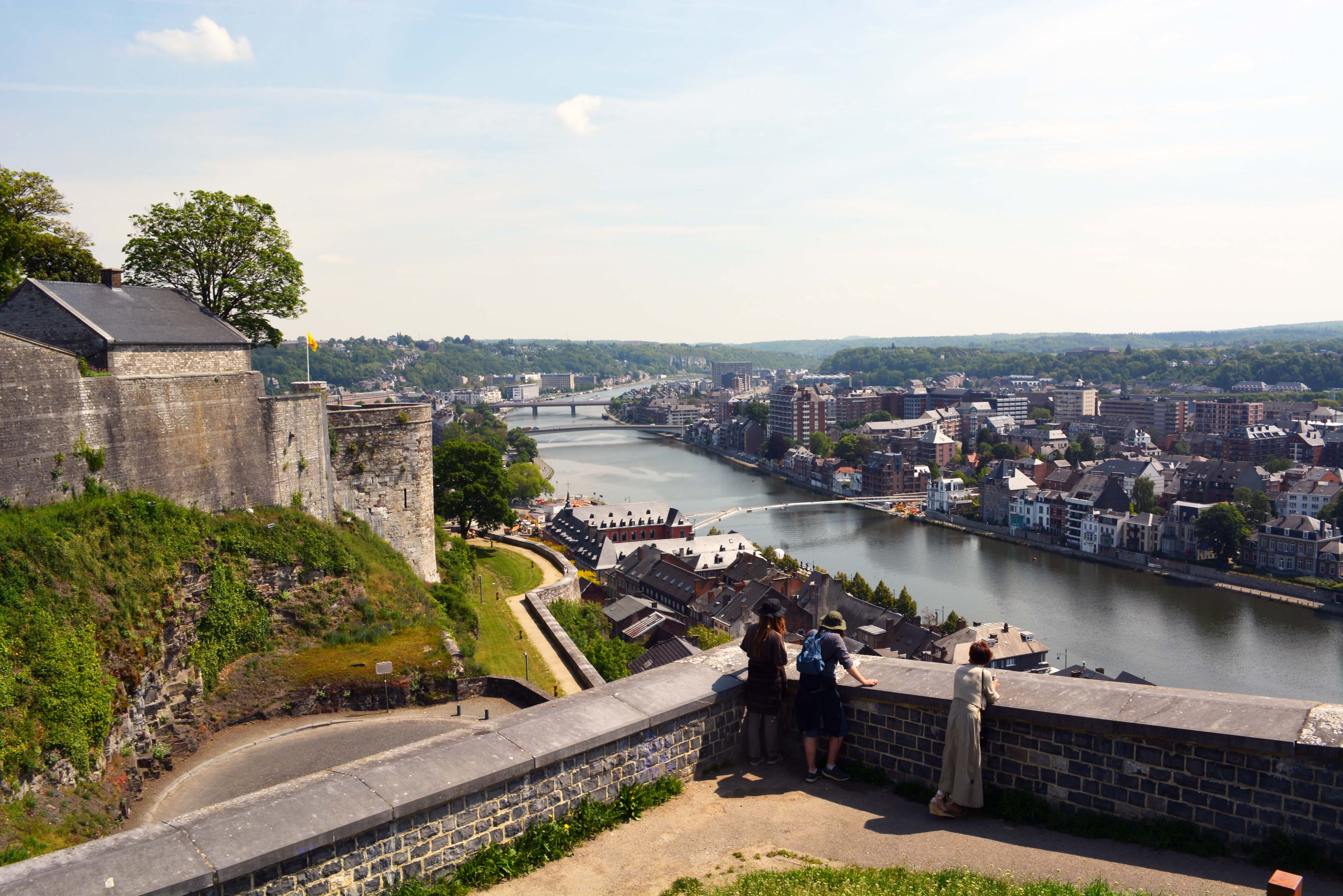
Vue de la Meuse depuis la Citadelle - 2019.
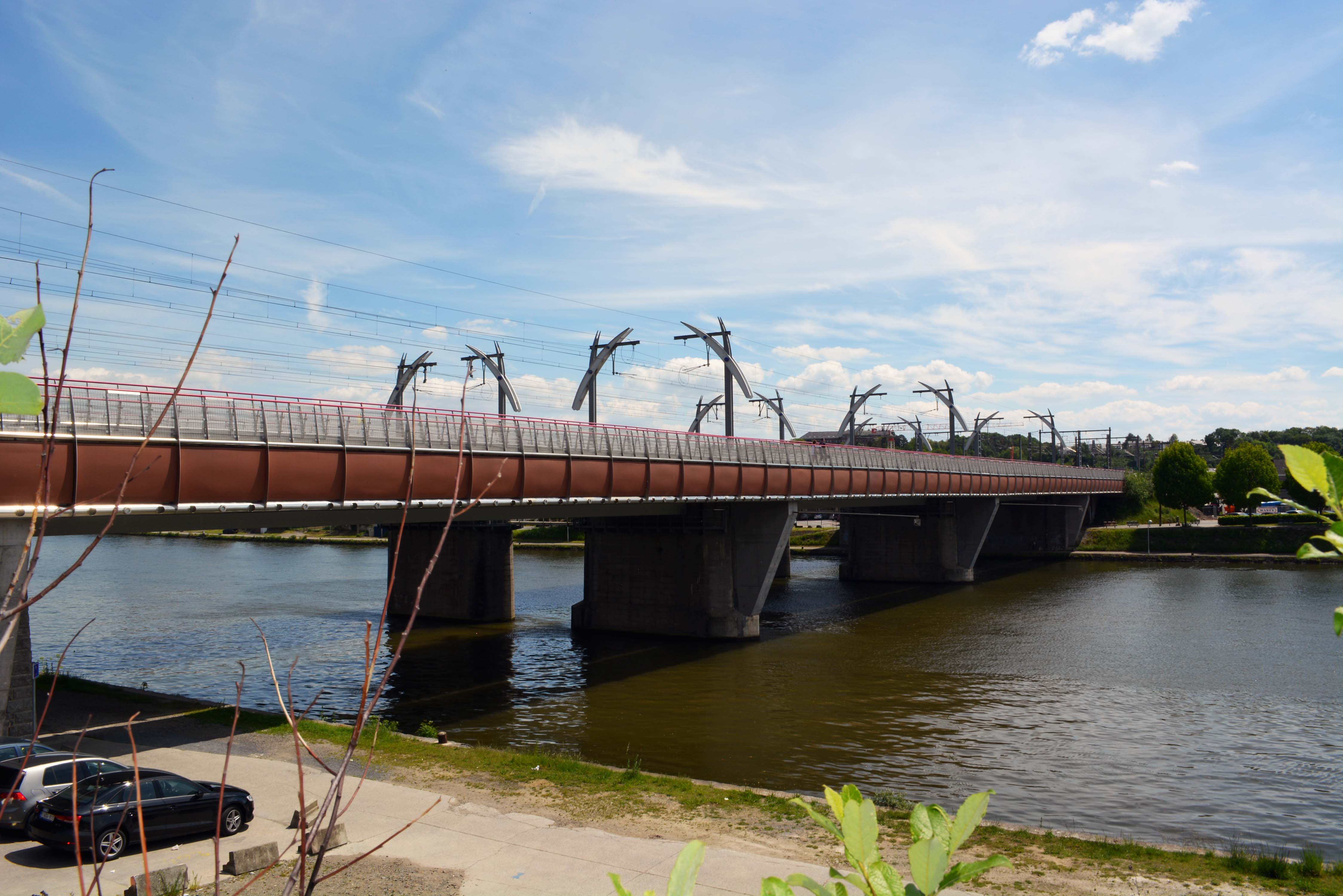
Le pont du Luxembourg.
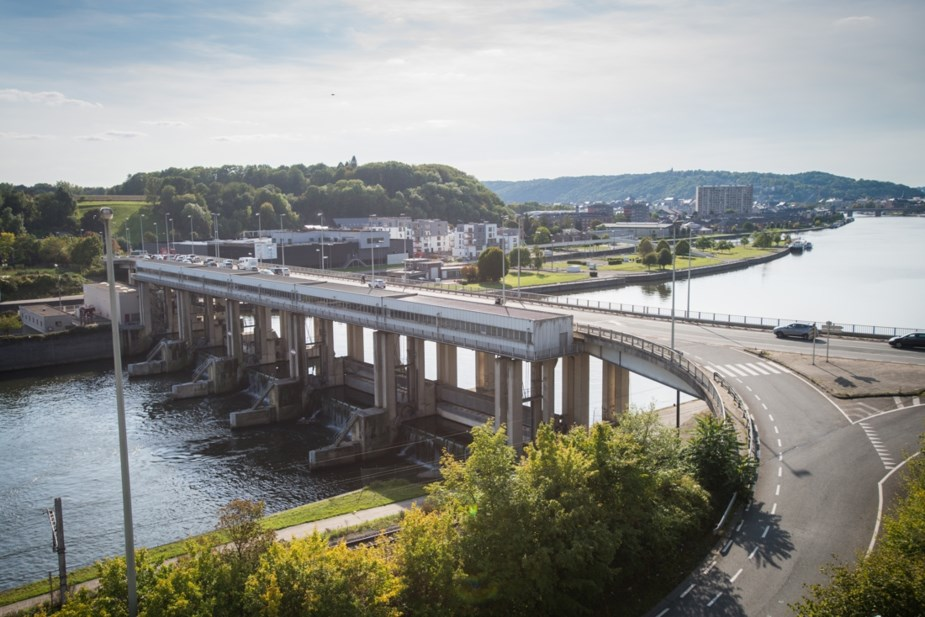
Le pont des Grands-Malades.
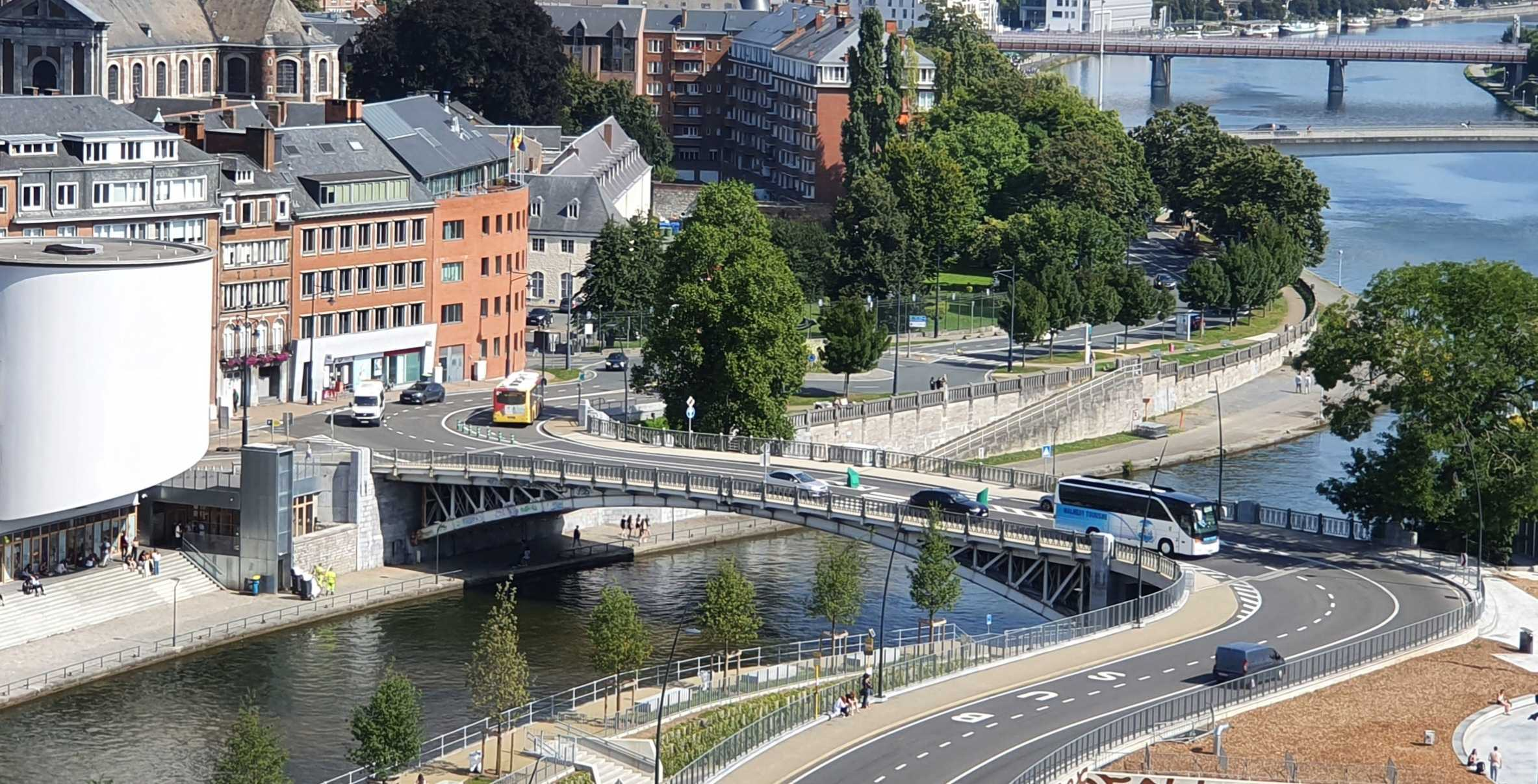
Le pont de France
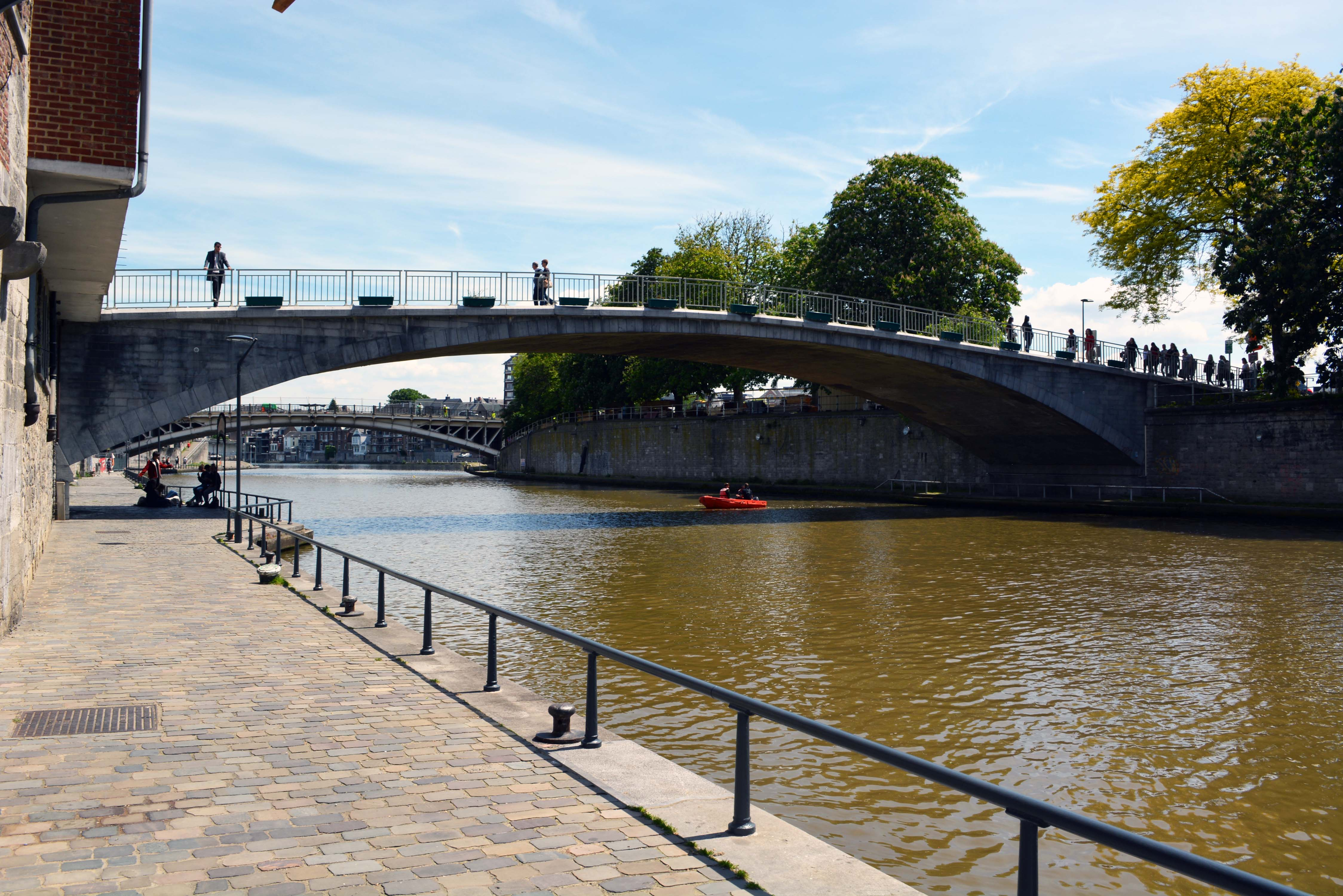
Le pont du Musée.
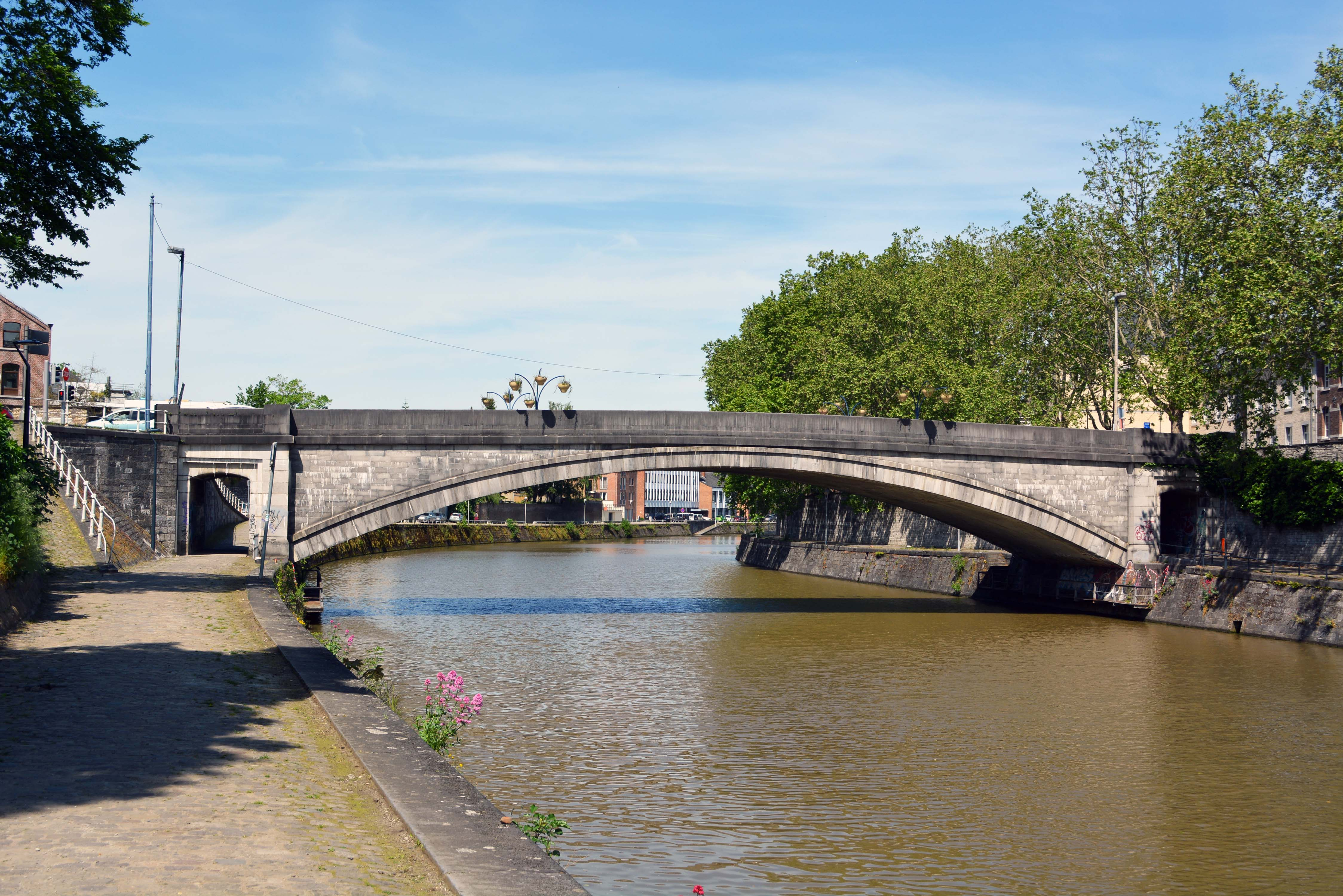
Le pont de l'Évêché.
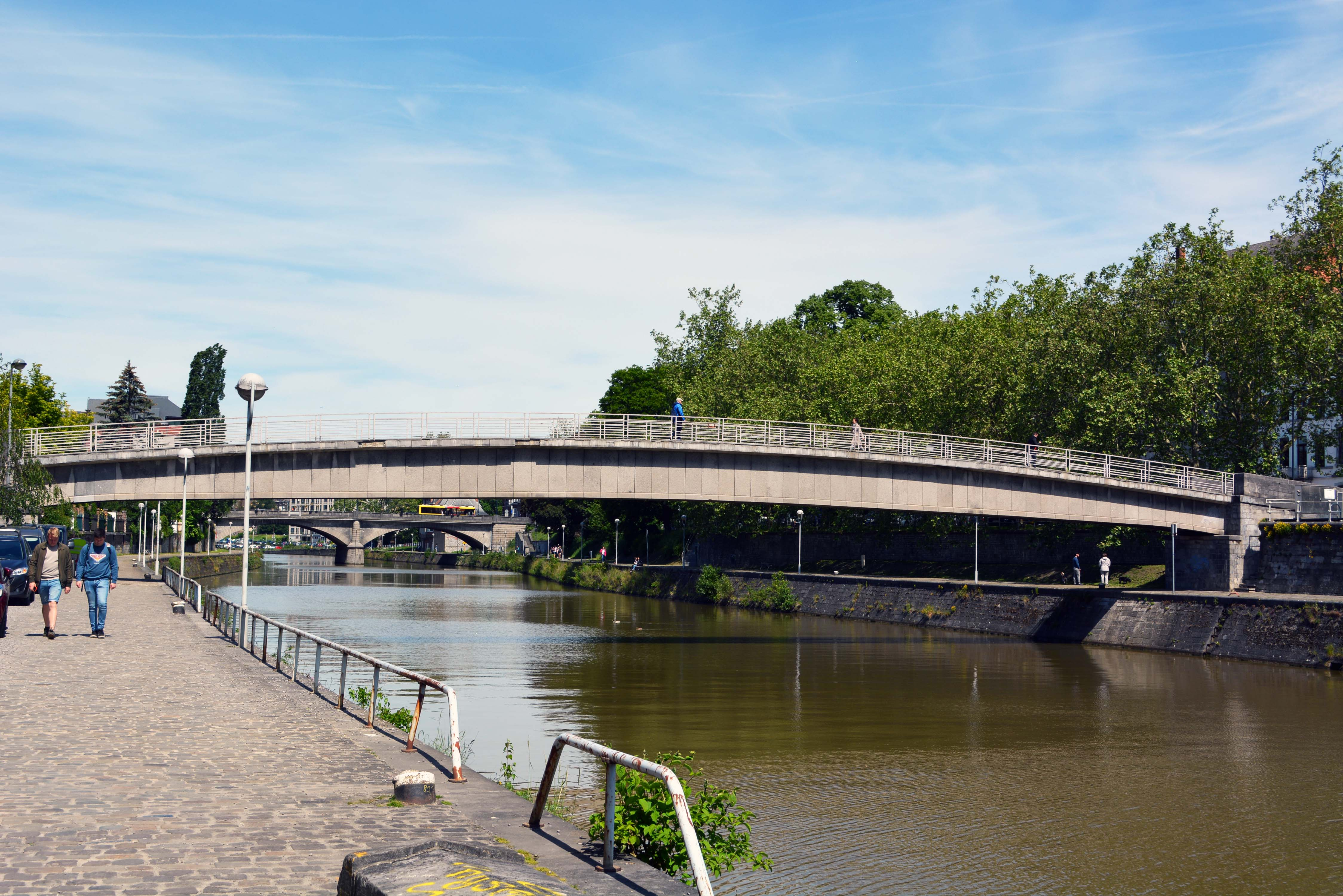
La passerelle Saint-Aubain.
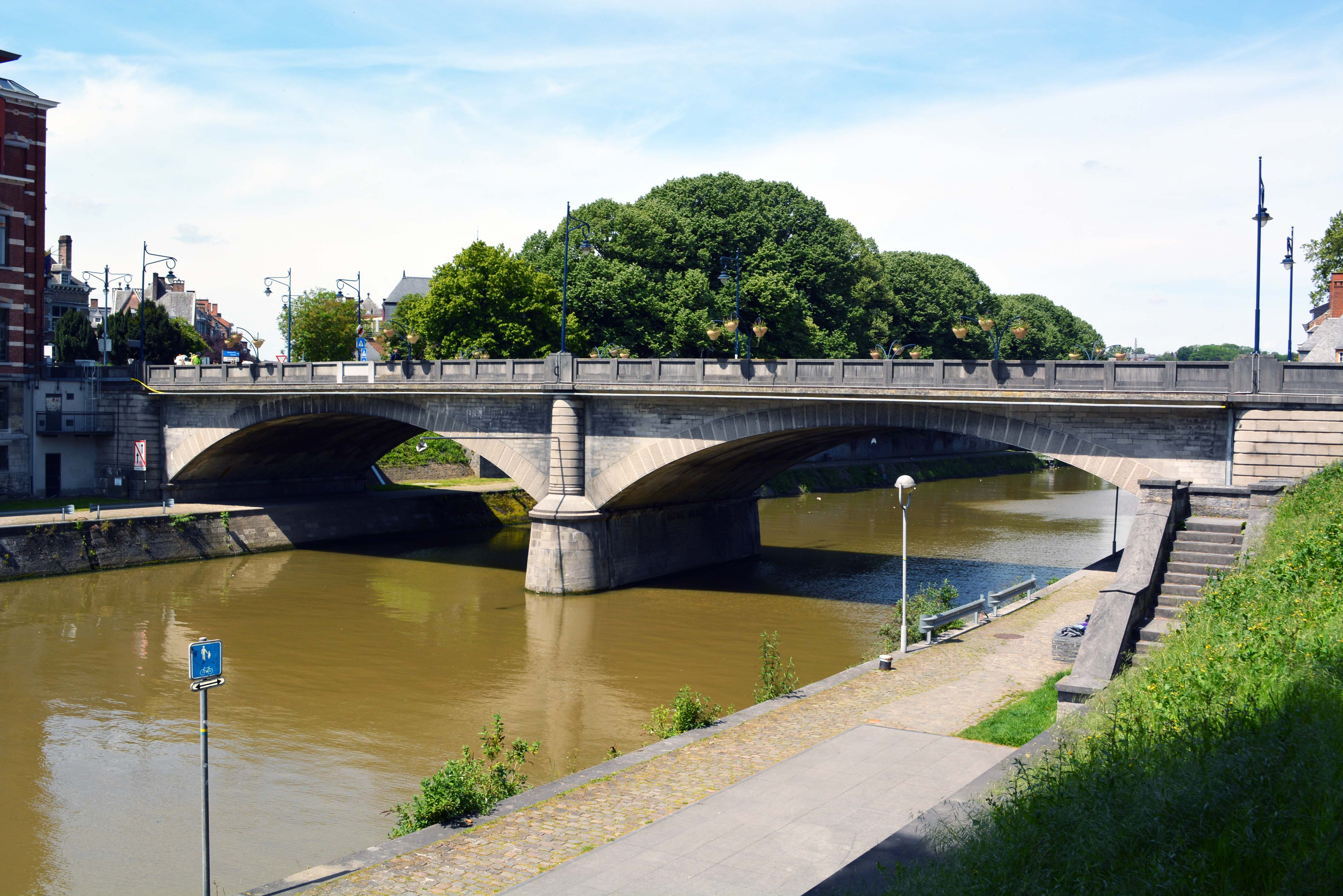
Le pont de la Libération.
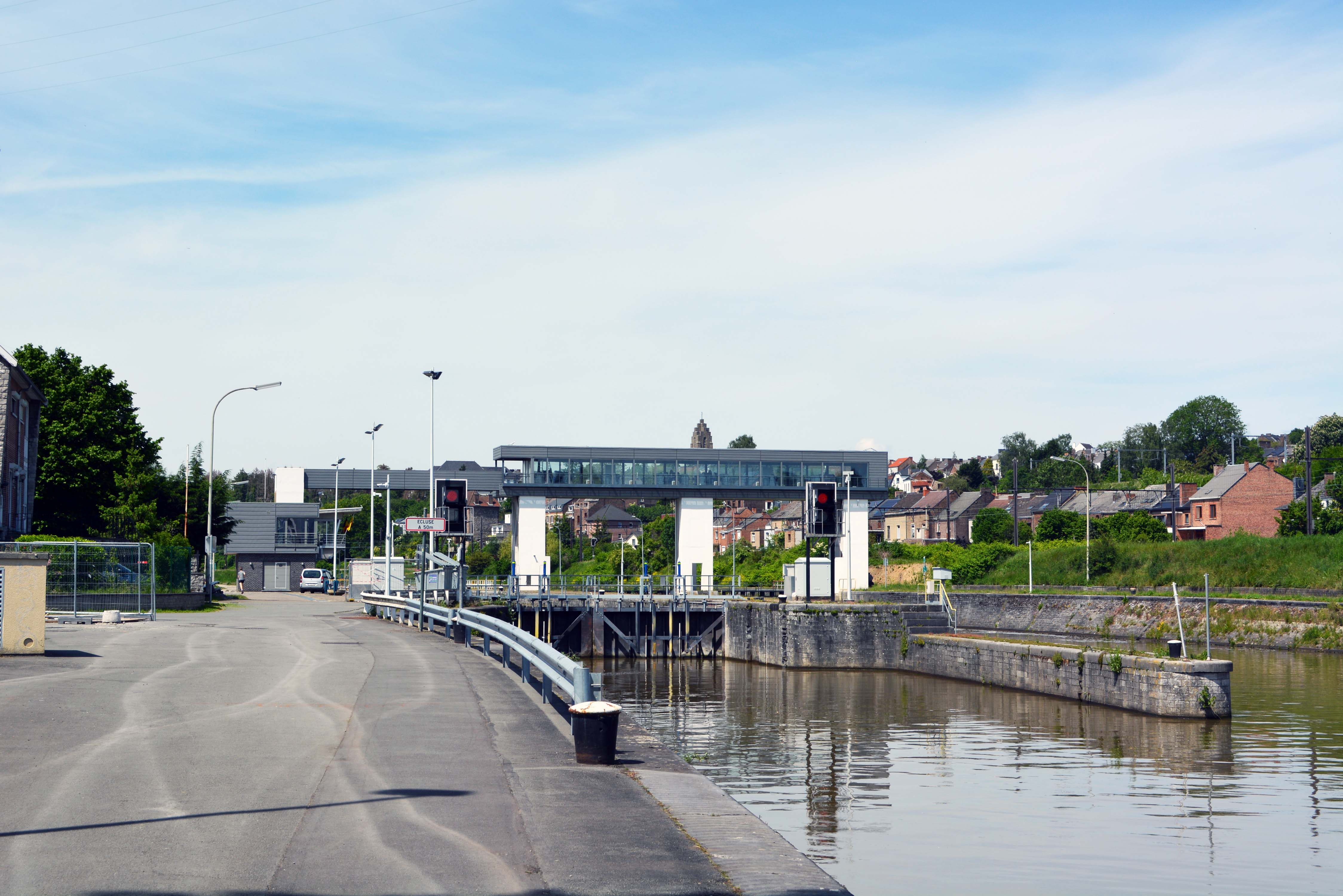
Barrage-écluse sur la Sambre.

Autres ponts, viaduc et passerelles :
- le viaduc de Temploux ;
- le pont de Louvain ;
- le pont d'Heuvy ;
- la passerelle d'Herbatte.

## Histoire

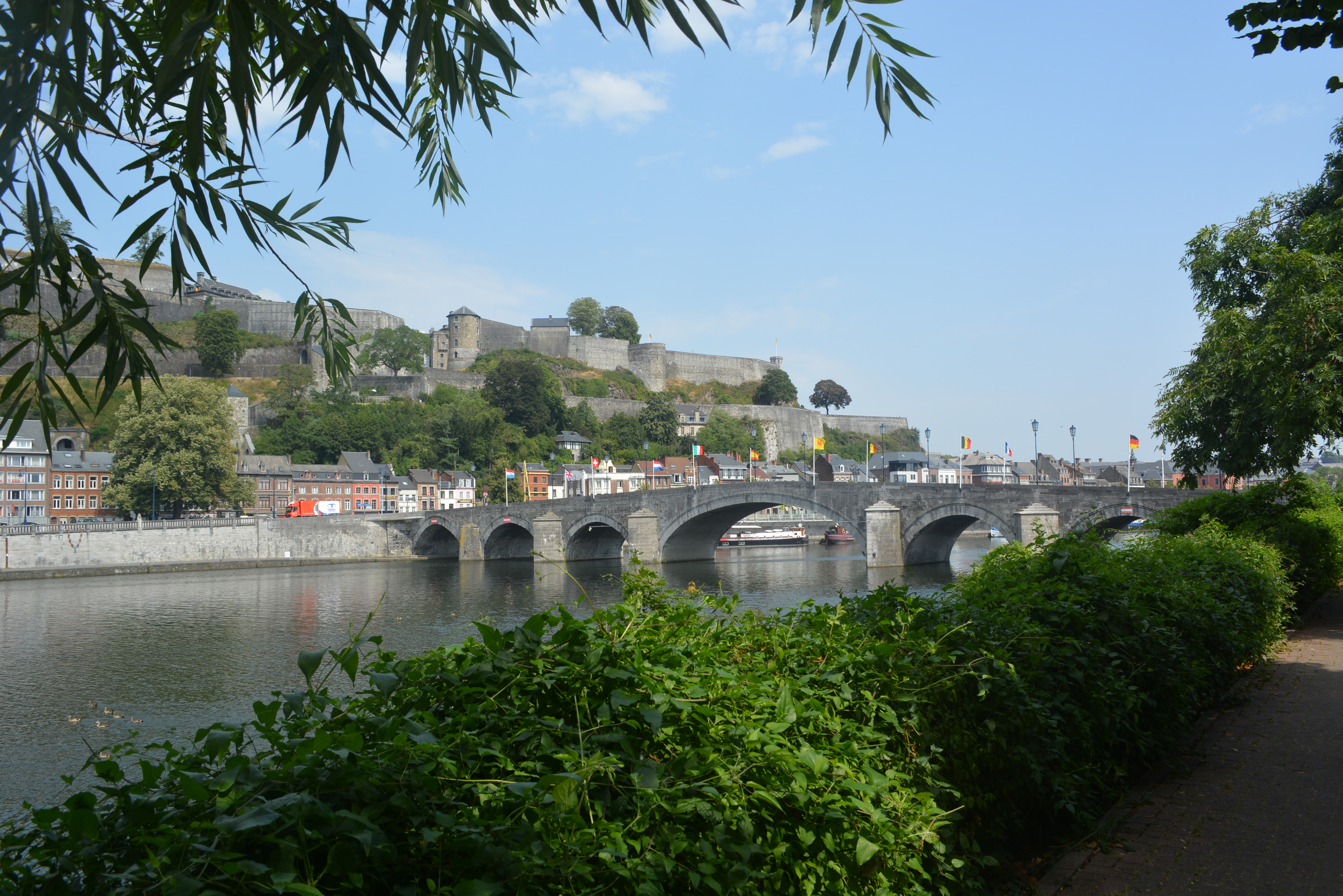
La Meuse, le pont de Jambes et la citadelle.

962 : Namucho - XIIe siècle : Namuco.

### Héraldique
D’or au lion de sable, armé, lampassé et couronné de gueules. L’écusson sommé d’une couronne à 10 perles sur le bandeau et 3 haussées.
En 1190, Philippe le Noble hérite du comté de Namur. Il adopte pour écu l’or au lion de sable, armé et lampassé de gueules et brisé d’un bâton péry en bande (c’est-à-dire le lion noir à langue rouge sur fond jaune avec la brisure de la bande, indiquant une branche cadette). Le lion namurois est donc à l’origine le lion flamand, puisque Philippe le Noble est le fils cadet de Baudouin, comte de Flandre et de Hainaut.
En 1216, les Courtenay succèdent à la maison de Hainaut. Leur blason est d’or à trois tourteaux de gueules. Le lion est toujours présent aux XIIIe et XIVe siècles sur le grand sceau de la Ville, étant visible sur la bannière flottant au beffroi, symbole de liberté communale. Le contre-sceau reste d'or au lion de sable, armé et lampassé de gueules. Lorsque Baudouin de Courtenay est déchu, les tourteaux sont délaissés, mais le lion reste car l’animal apparaît sur le contre-sceau de Baudouin et sur l’ancien sceau namurois reçu de Philippe le Noble. Au XIIIe siècle, Guy de Dampierre, comte de Flandre et familier du lion, adopte l’animal et en fait frapper sa monnaie namuroise.
Au XIVe siècle, la couronne apparaît avec Jean I, cadet de la maison de Flandre, issu du second mariage de Guy de Dampierre. Avant son avènement, Jean porte le lion non-couronné et brisé d’un filet. Une fois en possession de la terre de Namur, il couronne le lion pour se distinguer de son frère aîné Guillaume qui porte également la cotice (barre oblique).
La ville modifie son blason avec Guillaume II en supprimant définitivement la marque de cadet (brisure). Le lion couronné devient caractéristique du lion namurois car la couronne permet de distinguer le lion namurois des autres lions flamands, brabançons ou hennuyers. Jusqu’à la période révolutionnaire, le lion couronné simple est le seul blason namurois. Avec l’invasion française, la ville de Namur adopte pour ses armes le 23 février 1793 l’effigie de la déesse de la liberté dite Raison, debout, tenant la pique surmontée du bonnet phrygien d’une main et s’appuyant de l’autre sur un faisceau. Sous l’Empire, l’aigle napoléonien remplace la déesse de la liberté. En 1814, Namur reprend son ancien emblème héraldique : le lion couronné.
À noter : La Ville et la Province de Namur ont des blasons différents. La Ville adopte le lion couronné sans brisure : d’or au lion de sable, armé, lampassé et couronné de gueules. L’écusson sommé d’une couronne à 10 perles sur le bandeau et 3 haussées. La Province utilise un lion brisé sans couronne : d’or au lion de sable, armé et lampassé de gueules, brisé d’un filet en bande de gueules brochant. La large bande rouge est apparue au XIXe siècle, la brisure héraldique n’étant en principe qu’un mince filet.

Blason du Comte de Flandre.
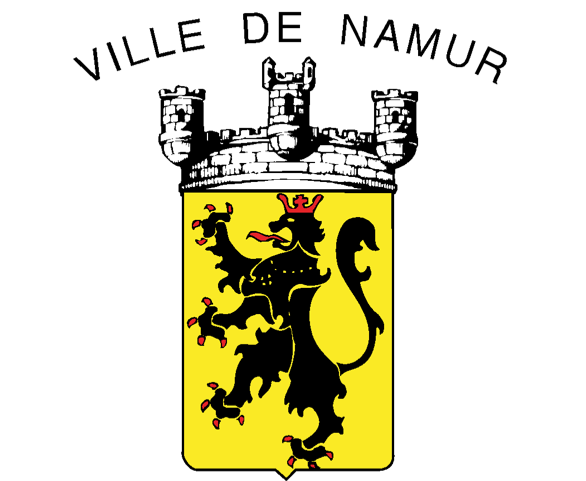
Blason de la ville utilisé avant les années 2000.
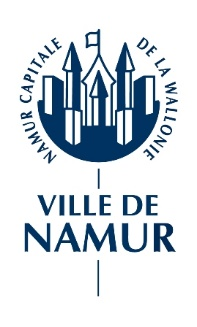
Ancien logo de la Ville de Namur
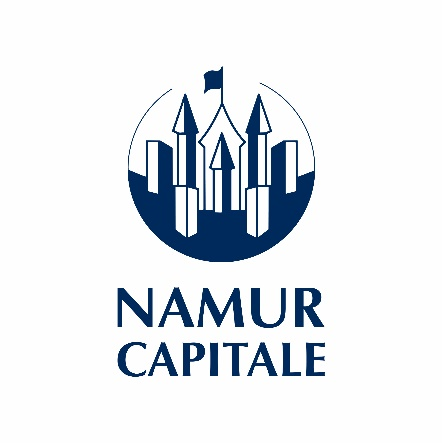
Logo actuel de la Ville de Namur

### Sceau topographique
Un château fort à six tours entourées d’une enceinte crénelée, trois des tours sommées d’une croix et le donjon central surmonté d’une bannière au lion couronné.
Pour ses logos et bannières, la Ville de Namur a repris et modifié le grand sceau médiéval, lui donnant une couleur bleue qui n’est pas traditionnellement connue ou familière, et remplaçant le lion par le coq wallon. Par la suite, la Ville modifia de nouveau le sceau en différentes versions simplifiées. Le sceau topographique de la Ville de Namur montre donc, de façon stylisée, des tours et une enceinte. Il s’agit du donjon namurois dominant le confluent de la Sambre et de la Meuse ; au second plan, la tour ronde brochant sur le mur à pignon représente le clocher de Saint-Pierre-au-Château, ancien beffroi jusqu’à sa disparition au siège de 1745.

Sceaux topographiques de la Ville de Namur
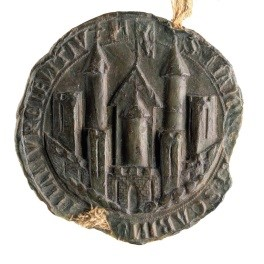
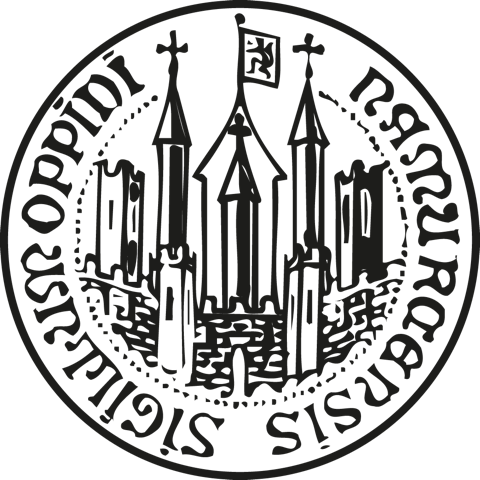

### Toponymie et archéologie
Namur tirerait son nom du dieu gaulois NAM, selon la légende. Durant l'évangélisation de la Gaule, saint Materne aurait annulé ce culte et rendu NAM muet, nam mutus, d'où le nom donné au lieu, Namur. Plus réaliste, l'origine serait la propriété (suffixe celtique - uco) de Namo, anthroponyme gaulois. L'origine exacte du nom de la ville reste toutefois inconnue. La première mention de la ville, « Namuco », sur une monnaie, remonte à la période mérovingienne, autour du VIe siècle apr. J.-C. L'histoire de la ville est quant à elle bien documentée par les archives et par les nombreuses opérations archéologiques. Au cours des deux dernières décennies, c'est une partie du Grognon qui fit l'objet de fouilles, entre 1990 et 1996 (fouilles du sous-sol de l'hospice Saint-Gilles, sondages place Saint-Hilaire, fouilles sous le quartier du Grognon en rive gauche de la Meuse) ainsi que la place d'Armes et la place du Marché-aux-Légumes. Plus récemment, il y eut de nombreuses interventions de plus ou moins longue durée autour de la gare, dans la rue des Brasseurs, autour de l'hospice d'Harscamp, et l'ancienne école des Bateliers. Au cours des trois dernières années, l'installation de collecteurs d'eaux usées dans le centre ancien a permis la fouille de deux endroits stratégiques pour la connaissance archéologique ; une partie de la place Maurice-Servais et les abords de l'ancienne halle al'Chair.

### Préhistoire et Protohistoire
Des sondages archéologiques opérés au confluent (le Grognon), sous l'ancienne place Saint-Hilaire, ont révélé une occupation du site remontant au Mésolithique, soit 6 700 ans avant notre ère. Le Néolithique final a vu également une occupation sporadique de la pointe du confluent. Toutefois, il ne s'est agi que de sondages, opérés en 1991 par le ministère de la Région wallonne. Il y a tout lieu de penser qu'une fouille opérée sur une plus large surface révélerait une occupation plus importante.[Interprétation personnelle ?] L'endroit est en effet stratégique : à proximité de l'eau, les analyses palynologiques et zooarchéologiques ont révélé un environnement boisé, riche en gibier. Quelques dizaines de mètres plus haut, l'éperon rocheux offre enfin un abri sûr et un bon poste d'observation. Plus loin, tant en amont qu'en aval, sur la Sambre et sur la Meuse, des occupations préhistoriques ont été observées et fouillées, de Hastière à Sclayn (vallée de la Meuse), jusqu'à Spy (vallée de la Sambre), où deux squelettes néandertaliens furent découverts en 1886 : l'Homme de Spy.

### Période romaine (52 ACN. - 476 PCN.)
Namur est une ville historique, dont la première urbanisation remonte à la conquête romaine. Sur la rive droite de la Meuse, à Jambes, un cimetière romain du Haut-Empire (-52 - fin IIIe siècle), connu depuis 1888, a fait l'objet de fouilles de sauvetage au début des années 1990. En rive gauche, les opérations archéologiques n'ont qu'effleuré le niveau romain au Grognon, mais plusieurs habitations du Bas-Empire (fin IIIe siècle - 476) ont été identifiées, bâties sur une terrasse artificielle, au confluent. Ailleurs dans la ville, d'autres sites ont révélé une occupation remontant au Haut-Empire. Un autre cimetière du Haut-Empire est connu au nord de la « corbeille » de Namur, au lieu-dit (inusité aujourd'hui) de la Motte-le-Comte. Cette période vit le développement du vicus de part et d'autre de la Sambre, avant un repli sur le Grognon au cours du Bas-Empire. Les premières occupations militaires attestées de la citadelle remontent à cette période ; une garnison romaine a pu y séjourner jusqu'au Ve siècle de notre ère. Le réseau voyer de la ville a été partiellement identifié, comprenant un axe majeur suivant l'axe de l'actuelle rue Notre-Dame et traversant la Sambre à gué, sous le pont l'enjambant aujourd'hui. Anecdote ou vérité scientifique, certains historiens prêtent même à Jules César une présence dans la ville.

### Moyen Âge (476-1492)
Les premiers siècles du Moyen Âge sont mal connus. La transition mérovingienne a vu l'occupation de la ville se résumer essentiellement au Grognon ; le confluent a toujours gardé ses atouts stratégiques. Un quartier d'artisans s'y est développé, à proximité des premiers dispositifs portuaires connus dans la ville. Mais les opérations archéologiques successives ont fortement nuancé ce repli, puisque des bâtiments d'époque romaine tardive, situés sur la rive opposée de la Sambre, ont pu être réoccupés après la fin de la période romaine. Par ailleurs, un ensemble de tombes sans mobilier (VIe ou VIIe siècle) avait été examiné dans les années 1920, autour de l'église Saint-Remi (disparue), dans l'actuelle rue de Marchovelette.
Peut-être la future citadelle est-elle déjà fortifiée, mais les transformations ultérieures ne permettront pas de l'affirmer. Sur le Grognon, les fouilles des années 1990 ont mis au jour un embryon de port sur la Meuse, constitué de deux rampes d'accostages successives (fin VIe siècle puis fin VIIe siècle), destinées à haler les bateaux, perpendiculairement au courant, afin d'en permettre le transfert des marchandises. Diverses monnaies d'origine parfois lointaine achèvent de placer Namur sur la route du commerce fluvial de longue distance.
Lors de la période carolingienne, le dispositif portuaire ne cessera de se renforcer, notamment par l'implantation de pieux de chêne, destinés à consolider les berges à la pointe du confluent. Au même moment, certaines rues sont empierrées en rive droite de la Sambre, à l'intérieur d'un périmètre limité par un fossé, avant la deuxième moitié du XIe siècle.
À noter que vers 1420, le namurois enregistre de mauvaises récoltes.

#### L'heure des comtes
La période carolingienne voit se structurer les différents comtés du pays. Ces territoires administratifs étaient gérés par un fonctionnaire impérial, dont la charge devint progressivement héréditaire. Ainsi, vers 908, Bérenger est le premier comte nommément cité à Namur ; de cette époque datent les premières fortifications de l’éperon barré qui surplombe la ville. Le milieu du Moyen Âge voit apparaître de grands changements dans la cité, qu'il conviendrait de développer : de nombreuses publications en font état, et ce qui suit n'en est qu'un résumé.
L'installation des premiers comtes de Namur, à la fin du Xe siècle, s'accompagna d'une présence du christianisme : au pied de la citadelle, en terre épiscopale, un chapitre de chanoines est apparu peut-être un peu plus tôt que le XIe siècle, sous l'impulsion de l'évêque de Liège, bientôt prince-évêque. La paroisse de Notre-Dame, avec sa collégiale aujourd'hui disparue, veillait sur le Grognon. En réaction, la famille comtale installe « sa » paroisse à un jet d'eau bénite du bourg médiéval. Ce qui deviendra la cathédrale Saint-Aubain en 1051 fut érigée par le comte Albert II en marge de la cité, mais disposait d'un petit quartier d'habitations, avec maisons de chanoines, d'un cimetière, peut-être même d'une enceinte. Est-ce dans l’espoir de se réconcilier, le comté donnera à l’évêché un prince-évêque namurois, Frédéric, fils d’Albert III, qui régnera sur la principauté entre 1119 et 1121. Peu après, un second chapitre comtal est installé, cette fois au château, à la pointe actuelle de la citadelle. Un minuscule quartier capitulaire, comprenant même un cimetière, y prend place pour desservir l'église Saint-Pierre-au-château (aujourd'hui disparue, la chapelle a accueilli un arsenal à la période hollandaise).
Le comté sera transmis jusqu'à Henri l'Aveugle, comte de Namur et de Luxembourg, petit-fils d'Albert III. D'abord sans descendance, il dut léguer le comté de Namur à son beau-frère Baudouin IV de Hainaut. Mais la naissance tardive d'Ermesinde contrecarra les plans hennuyers ; il s'ensuivit un conflit soldé par le partage du comté.
À la mort de Baudouin V, le territoire qu'il avait réuni comprenait les comtés de Hainaut, de Flandre et de Namur. La Flandre revint à l'aîné, Baudouin VI, les autres comtés à Philippe le Noble. Celui-ci mourut sans descendance ; le comté échut en 1212 à sa sœur, Yolande, mariée au futur empereur latin de Constantinople, Pierre II de Courtenay, puis à leur fille Marguerite, elle-même suivie de son frère Baudouin II de Courtenay.
En 1256, Henri V de Luxembourg s'empara du comté de Namur, en l'absence de Baudouin II de Courtenay, occupé à Constantinople. Les droits du comté ayant été cédés au comte de Flandre Gui de Dampierre, c'est lui qui engage le combat contre le Luxembourg et récupère le comté en épousant la fille d'Henri. Leurs petits-fils, Jean II, Philippe III et Guillaume Le Riche se succédèrent rapidement. Les enfants de Guillaume firent de même, avant que Jean III, dernier comte de Namur, ne vendît le comté en 1421 à Philippe le Bon, duc de Bourgogne. Namur est incluse dans les Pays-Bas bourguignons.
Continuellement harcelée par la France de Louis XI, la couronne bourguignonne est convoitée à la mort de Charles le Téméraire, en 1477. Si la France acquiert à cette occasion le sud des anciens Pays-Bas bourguignons, le nord revient à Marie, la fille de Charles, mariée à la maison autrichienne des Habsbourg. Ce bouleversement place Namur sur une frontière fluctuante, entre les deux grandes puissances.
D'un point de vue topographique, Namur ne connaîtra pas de profonde mutation au cours de la deuxième moitié du Moyen Âge. Le vicus s'est développé sur les deux rives de la Sambre, profitant de son statut de ville comtale. En rive droite, le Grognon ne se transformera guère, serré entre la roche et l'eau ; la première enceinte fera l'objet de plusieurs campagnes reconstructions à peu près au même moment que les deux enceintes de la rive gauche. Au nord de la Sambre, deux enceintes (les deuxième et troisième enceintes de la ville) entoureront progressivement la « corbeille » actuelle, d'abord autour du quartier actuel de la place d'Armes et de la rue de l'Ange, puis jusqu'à Saint-Aubain.
Plus en amont, sur la Meuse, on ne peut pas affirmer l'existence d'un pont avant 1250, mais la première mention qui en fait état le place déjà au sud du Grognon, à l'emplacement qu'il occupe encore aujourd'hui. Entre l'église Notre-Dame et la pointe du Grognon, un hôpital est mentionné dès 1229. Les fouilles menées en 1991 par la Région wallonne révèlent un premier bâtiment, apparu au XIIe siècle, accompagné d'un cimetière. Ce qui deviendra le Grand hôpital, qui accueille aujourd'hui le Parlement de Wallonie, déménagera vers 1250 et s'agrandira plusieurs fois jusqu'au XVIIe siècle.

#### Les enceintes:20 siègesen vingt siècles

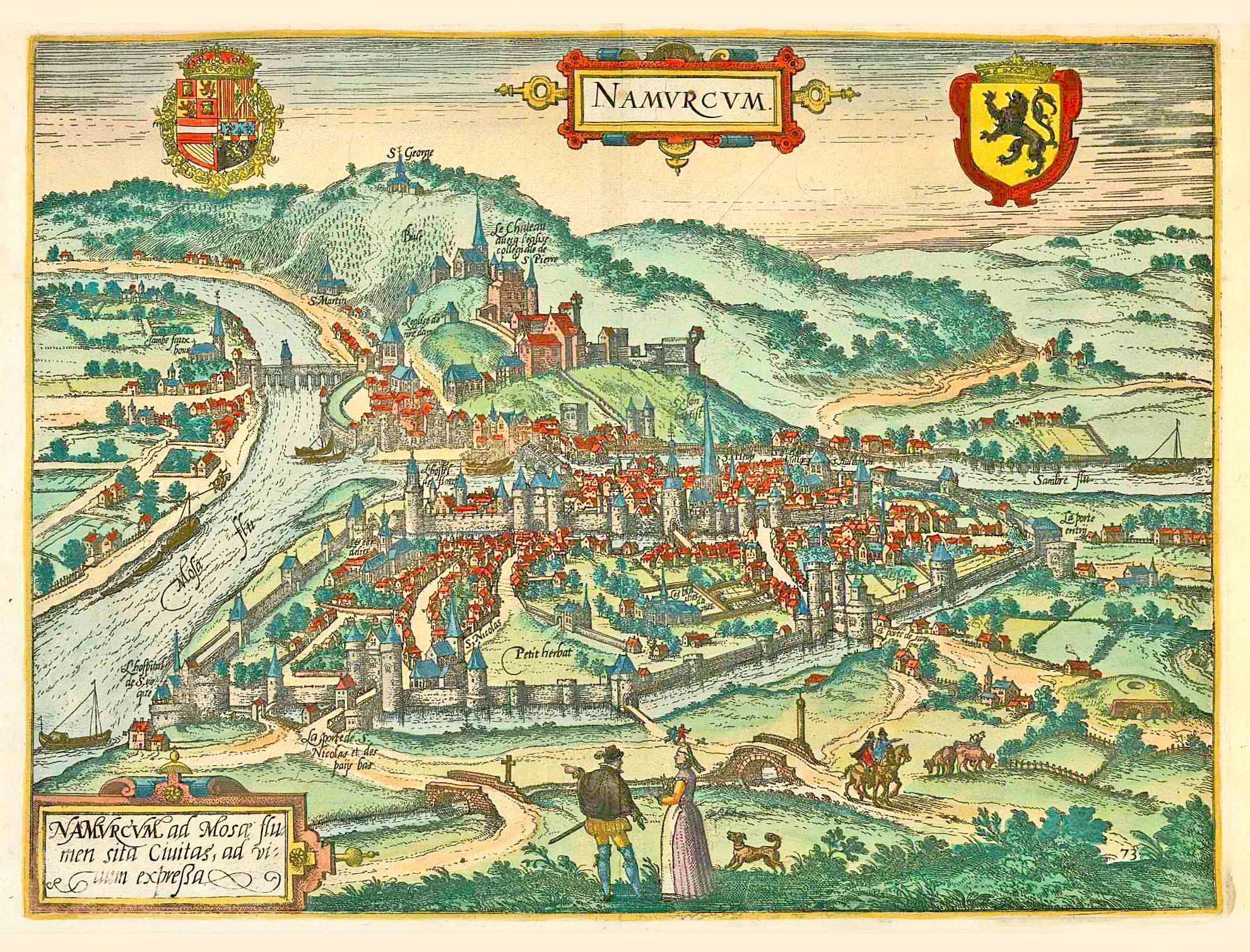
Vue à vol d'oiseau de Namur tirée de l'ouvrage de Louis Guichardin, Description de Touts les Pais-Bas, autrement appellés la Germanie Inferieure, ou Basse Allemagne, Anvers, C. Plantin, 1582

Entre le château et l'église vivait la population, désormais installée sur les deux rives de la Sambre depuis la période carolingienne. Au Grognon, l'an Mil voit aussi apparaître les premières fortifications. Probablement un débarcadère progressivement fortifié, une première muraille protège la pointe du Grognon des éventuelles attaques venues du fleuve, et des assauts du fleuve lui-même. Avant la canalisation, en effet, le cours majeur des fleuves et des rivières pouvait être dévastateur au moment des crues. La ville connut, au rythme de l'accroissement de sa population, quatre enceintes successives. La deuxième enceinte, apparue au cours du XIe siècle, enserre désormais le cœur de la ville, passant à travers l'actuelle place d'Armes et se refermant juste au bord de l'actuelle place Maurice Servais.

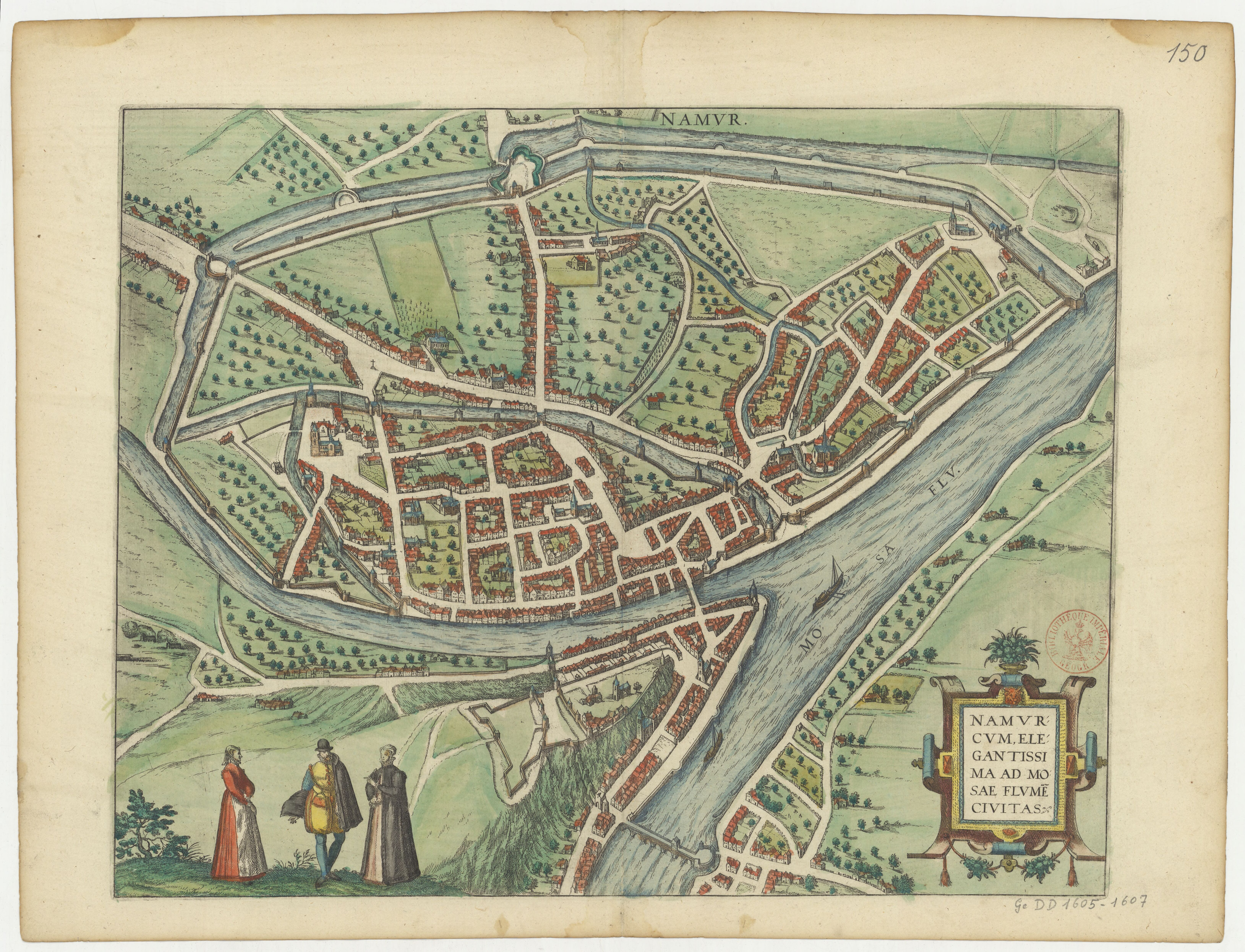
Plan de Namur au milieu du XVI édité par Braun et Hogenberg. On y voit encore le tracé de la troisième enceinte quasiment intacte (à l'exception d'une percée au niveau de l'actuelle rue du séminaire et du futur palais du gouvernement, devenu palais de justice au XIX qui n'est pas représenté, ce qui permet de dater le relevé dont découle cette carte d'avant sa construction en 1631, durant la période espagnole) avec ses fossés toujours sous eau alors que la quatrième enceinte se dessine déjà, avec des fossés qui n'ont pas encore laissé la place aux bastions du siècle suivant. Un bras du Houyoux entre dans l'enceinte à hauteur de l'actuelle place Léopold, se dirige vers la place Rogier et l'arrière du grand manège pour se séparer après les Célestines en deux bras, suivant les rues du Lombard et des Tanneries, avant de rejoindre la Meuse en serpentant autour des bâtiments de l'hospice d'Harscamp, à l'époque couvent des Récollets

La troisième enceinte, au cours du XIIIe siècle, réunit le noyau de la ville et le quartier du chapitre de Saint-Aubain. Une déviation du Houyoux, un ruisseau s'écoulant du nord au sud, vers la Meuse, assurait la mise en eau des fossés. Trois tours sont conservées dans le paysage de la ville aujourd'hui, aux abords de la place d'Armes et dans la rue Basse-Marcelle. C'est probablement à cette époque que le pont de Meuse est doté d'une tour-porte (dite "Beauregard") sur l'une de ses piles, car Jambes ne relève pas du comté de Namur. Au XVe siècle, Philippe le Bon fait établir une tête de pont côté Jambes : le boulevard (au sens ancien) du pont de Meuse, entouré par le fleuve, défendu et relié à la rive par un ouvrage en bois. Dans l'axe du pont se trouve une porte vers la plante et un mur d'enceinte qui monte à l'assaut de la citadelle, jusqu'à rejoindre les fortifications du château, en passant par la tour César (ou tour "sur la Rochette"), toujours présente aujourd'hui.
La quatrième enceinte, dite de Charles Quint, élargit le périmètre de la ville sous les actuels boulevards périphériques. La tête de pont Jamboise est renforcée à la fin du XVe siècle et entourée d'une seconde ceinture de fossés secs. Au Grognon, les reconstructions successives du rempart suivront le même schéma. L'espace vital ne s'en trouvera pas vraiment élargi, puisque la roche et l'eau enserrent le quartier.
À ces quatre enceintes pourrait s'ajouter la hollandaise, qui développe le tracé de Charles Quint en épaississant de plusieurs centaines de mètres le système défensif de la ville. Plusieurs projets visent également à bastionner la rive droite de la Meuse, mais aucun ne sera réalisé avant le siège de 1692. À partir des XVIe et XVIIe siècles, l'importance de la fonction militaire de Namur s'accroît en raison de sa position stratégique au confluent de deux voies d'eau importantes. Son système défensif qui est amélioré par Menno van Coehoorn et est encore perfectionné par Vauban en fait la place forte la plus importante des Pays-Bas méridionaux et l'une des 10 places fortes les plus convoitées d'Europe. L'artillerie mobile de Louis XIV, avec ses canons posés sur affuts pouvant être tractés par des chevaux répond à l'artillerie de défense fixe et décuple la portée des armes des assaillants. Les collines au nord et au sud de la ville deviennent des lieux de choix pour y positionner ces batteries de siège, ce que firent les armées du roi de France pour prendre la ville en 1692. Soucieux de pallier la faiblesses dont son armée a profité, Vauban fait donc ériger durant les 3 années qu'ils occupent la ville des forts sur ces collines. S'ils ont totalement disparu aujourd'hui, leurs noms - Balart, Coquelet (initialement une modeste ferme fortifiée, dotée d'une tour d'observation), Saint-Fiacre, Piednoir / Lespinois ou Saint-Antoine (le moins élevé et le seul dont subsiste quelques fondations visibles, entre les rues Artoisenet et Nanon) - se perpétue dans celui des rues qui rejoignent ces lunettes.
Si Vauban est passé maître dans l'art des fortifications, ses forts du nord présentent un inconvénient : d'accès aisé depuis la ville, ils ne surplombent pas vraiment les plaines avoisinantes, montrant rapidement leurs limites lors de la reprise de la ville par les Hollandais en 1695. Ces derniers, toujours sous la direction de van Coehoorn, renforcent Coquelet, créent un nouveau fort devant Saint-Antoine et au nord des carrières et ajoutent des fossés bastionnés devant les quatre forts de Vauban, formant une ligne entre les deux nouveaux ouvrages et ponctuée par les vallons d'Arquet et celui formant l'actuelle rue des Carrières. Par ailleurs, si Vauban n'aura par le temps de concrétiser ses projets pour Jambes, van Coehoorn fera construire une nouvelle ceinture bastionnée autour de la tête de pont de Jambes, rasant au passage l'église Sainte-Calixthe qui bordait l'édifice préexistant. Quelques années plus tard, la France a repris le contrôle et Vauban fait construire un fort (dit "Biv(ou)ac") face à la porte Saint-Nicolas, sur la rive droite, afin de défendre cette dernière.
Le traité d'Aix-la-Chapelle met fin en 1748 aux guerres entre la France et les Provinces-Unies en instituant les Pays-Bas autrichiens comme état tampon, héritier des Pays-Bas espagnols. L'empereur Joseph II décrète le démantèlement de la place fortifiée de Namur et met en vente les forts, ainsi que le bastionnement qui entourent les murailles de la ville. La déconstruction effective vise d'abord le fort d'Orange et le bastionnement de l'enceinte, si bien que les armées révolutionnaires françaises trouvent en 1792 une ville moins bien protégée que celle que leurs prédécesseurs monarchistes avaient été obligés de quitter quelques décennies plus tôt, qui plus est avec une population acquise à leur cause à la suite de la révolution brabançonne. La garnison, sous commandement autrichien, se rend donc aux Français sous la pression de sa propre population. Durant les périodes françaises et hollandaises du début du XIXe siècle, les traces évoquant l'état des défenses de la ville sont contradictoires. Les premières cartes d'état major de la jeune Belgique indépendante mentionnent encore certains forts, sans qu'il soit établi s'il s'agit de fondations ou de ruines plus ou moins  importantes.
Le nouveau pouvoir belge, tenu à la neutralité, donne aux villes mosanes de Liège et Namur un rôle de barrage contre toute velléités de la Prusse ou de la France de s'envahir mutuellement. La portée des canons et la puissance de leurs projectiles continuant à croitre, il n'est plus question d'enceintes mais de ceintures de forts enterrés. La Position fortifiée de Namur est construite par l'armée belge vers 1880 (9 forts entourant Namur).

### Les Temps modernes jusqu'à la révolution belge (1492-1830)
Au cours de la période séparant le Moyen Âge de l'indépendance du pays, Namur passera aux mains de presque toutes les grandes puissances européennes : Bourgogne, Pays-Bas, France, Espagne, Autriche.
D'abord bourguignonne par rachat depuis 1421, Namur entre dans le giron des Pays-Bas des Habsbourg à la fin du Moyen Âge. La guerre d'usure menée par Louis XI contre les États Bourguignons a conduit à la scission du territoire convoité ; le sud de la Bourgogne revenant au trône français, le nord (comprenant à peu près l'actuel Benelux) à la maison habsbourgeoise d'Autriche, lorsque Marie de Bourgogne décède, en 1482. Namur deviendra ensuite espagnole sous Charles Quint (1500-1558), petit-fils de Marie de Bourgogne et héritier de la couronne ibérique. Au cours du XVIe siècle, la ville connaîtra une relative prospérité, due surtout à la puissance espagnole. De cette période date l'érection du diocèse de Namur (1559) et l'arrivée de plusieurs ordres religieux, notamment des Jésuites.
En 1519, l'itinéraire postal néerlandais (de), qui relie la Belgique à l'Italie, passe par Namur.
Le XVIIe siècle est bien plus perturbé. Après la division des Provinces-Unies, le nord du territoire passe sous la souveraineté hollandaise. Le sud, par contre, sera grandement convoité, bien qu'il reste sous la domination autrichienne. Un conflit éclate entre Louis XIV et une coalition austro-anglo-ibérique, chacun tentant de s'emparer des territoires de l'actuelle Belgique. Au cours de la guerre de la Ligue d'Augsbourg, Namur subit deux sièges successifs. Prise une première fois par les Français commandés par le maréchal de Luxembourg assisté par Vauban et en présence de Louis XIV, en 1692 elle est reprise trois ans plus tard par les alliés commandés par Guillaume d'Orange, roi d'Angleterre, et Maximilien-Emmanuel de Bavière, gouverneur des Pays-Bas espagnols. Vaincue par la Ligue d'Augsbourg, la France abandonne les Pays-Bas méridionaux à l'Autriche.

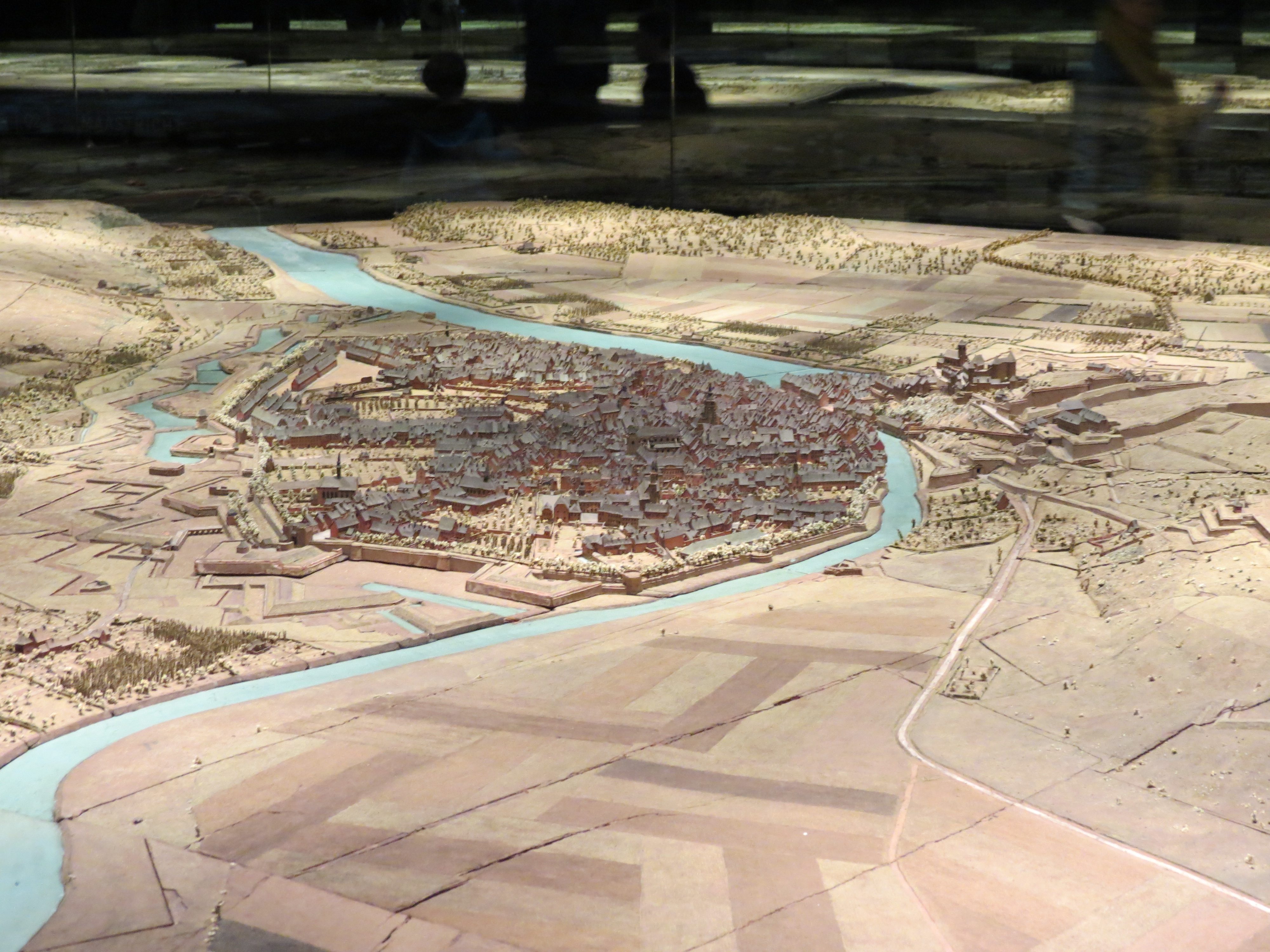
Namur en 1750, tel que cartographiée en relief par l'ingénieur français Larcher Daubancourt. L'angle de vue correspond à celui du point de vue de l'Avenue Marcel Gourdin à Belgrade, plongeant vers la Sambre avec à l'avant plan en rive droite les "bas prés" de Salzinnes, et en rive gauche le quartier sainte Croix (autour de ce qui deviendra la place d'Hastedon) puis le bassin qui borde le rempart de la vierge, bassin qui deviendra le parc Louise-Marie. Un quartier autour du nouvel arsenal imaginé par de Vauban s'est développé en effaçant les vestiges de la troisième enceinte qui le séparaient de la cathédrale. On voit clairement qu'à la suite de la guerre de la Ligue d'Augsbourg, les fossés autour de la quatrième enceinte ont été remaniés et pour constituer un large embastillonnement;mieux à même de défendre la ville contre l'artillerie plongeante (mortiers) (des forts seront d'ailleurs créés sur les collines entourant la ville pour empêcher l'installation de l'artillerie ennemie)

D'un point de vue topographique, la cité évolue peu, mais l'urbanisme est profondément modifié par les conflits. Au XVIIe siècle, une enceinte bastionnée, érigée sous la domination espagnole, remplace les vieux remparts médiévaux de la ville et agrandit son périmètre. Seul le parc Louise-Marie, ancienne zone de mouillage des bateaux intégrée dans les remparts, garde un souvenir de cette quatrième enceinte (aujourd'hui sous les boulevards périphériques et les voies de chemin de fer). Située à proximité d'une frontière disputée par la France, Namur est alors une véritable forteresse. Le centre historique fut partiellement détruit ou incendié lors des sièges de 1692 et 1695. Les chroniqueurs de l'époque mentionnent la présence de pièces d'artillerie au pied des remparts de la citadelle, au cœur de l'agglomération. La fin des guerres de Louis XIV éloigne Namur des champs de bataille. La ville va dès lors s'adonner à une reconstruction intensive qui lui donnera sa physionomie actuelle : maisons bourgeoises, églises, hôtels de maître ont été construits dans un style sobre et lumineux qui allie la brique et la pierre de taille.
En 1787 et 1790, les Pays-Bas autrichiens se soulèvent contre l'empereur Joseph II et déclarent en 1790 l'indépendance des États belgiques unis, initiant un mouvement révolutionnaire, avant la France de 1789. Rapidement rejointe par la principauté de Liège, la confédération ne vivra qu'un an, renversée par les troupes autrichiennes. Il faudra attendre encore 5 ans pour qu'en 1795 la Convention annexe les Pays-Bas autrichiens et la principauté de Liège à la France. Après le règne de Joseph II d'Autriche, Namur a été la préfecture du département français de Sambre-et-Meuse à partir de 1795 jusqu'à la fin du Premier Empire. Toutefois, au cours de ce siècle, Namur n'a plus réellement joué le rôle stratégique qui lui valut tant de sièges ; elle fut maintenue à l'écart des combats les plus violents. Après la défaite française de Waterloo, en 1815, le Congrès de Vienne fixe le rattachement des provinces belges aux Pays-Bas. De cette époque, la citadelle a gardé la physionomie qu'on lui connaît aujourd'hui.

### La période contemporaine (1815 - aujourd'hui)
Tout au long du XIXe siècle, Namur jouit de son calme provincial, loin de toute industrialisation massive ou des cercles de pouvoir, mais sa position stratégique sur la route des invasions lui vaut d'être à nouveau une cible de choix lors des deux guerres mondiales, malgré l'érection d'une ceinture de forts comparable à celle de Liège. Elle sera bombardée à plusieurs reprises.
Confirmation officielle de la décision de 1912 du Mouvement wallon de reconnaître Namur comme la ville la plus centrale de Wallonie, son statut de capitale de la Région wallonne par le décret porté par Bernard Anselme, alors député (PS) de l'opposition, la replace sous les feux de l'actualité, avec son originalité et ses richesses historiques et artistiques. Philippe Destatte défend l'opinion que le siège des institutions de la Communauté française de Belgique aurait dû également être situé à Namur. Le 24 août 1914, l'armée impériale allemande exécute 30 civils et détruit 110 maisons, lors des atrocités allemandes commises au début de l'invasion.Les unités mises en cause sont les 71e IR -Régiment d'Infanterie-, 5e RGG -Régiment de Grenadiers de la Garde-, 18e RAL - Régiment d'Artillerie Lourde.
La commune a été décorée de la croix de guerre 1914-1918.
Le 18 août 1944, la ville fut bombardée par erreur par les aviateurs américains ; il y eut plus de 330 tués et 2 000 bâtiments furent touchés.
La régionalisation du pays a permis de réaliser d'importants travaux de restauration et de revitalisation : centre historique, place d'Armes, hospice Saint-Gilles, gare SNCB, quartiers administratifs à Jambes, etc.

### Archives
Les Archives de l’État disposent à Namur d'un dépôt contenant les archives émanant des institutions ancrées à un moment ou à un autre sur le sol de l'actuelle province de Namur. Le public peut y consulter les archives des institutions publiques d'Ancien Régime (archives des institutions centrales et régionales du comté de Namur, etc.), de la période contemporaine (archives des tribunaux, des administrations communales, de l'administration provinciale, etc.), les archives notariales, les archives ecclésiastiques (abbayes, couvents, etc.) et les archives privées (archives d'entreprises, d'associations, de familles ayant joué un rôle dans la vie sociétale, etc.) dans la limite du caractère privé de certaines données.
Par ailleurs, le Service public de Wallonie a installé en 1998 son Service des Archives régionales aux anciens Moulins de Meuse à Beez, après d'importants travaux de rénovation. Le public peut y consulter les archives de l'administration wallonne et de certains cabinets ministériels wallons, ainsi que des archives privées mises en dépôt : collection de journaux namurois anciens (1829-1981) de la Société archéologique de Namur, archives du Comité central de Wallonie (créé en 1923 par François Bovesse pour organiser les Fêtes de Wallonie).

## Population et société

### Démographie: Avant la fusion des communes
- Source: INS recensements population

### Démographie: Commune fusionnée
Au 1er avril 2024, Namur avait une population de 115 800 habitants, 56 630 hommes et 59 170 femmes. Elle couvre une superficie de 175,93 km2, pour une densité de population de 558,22 habitants/km²,.
En tenant compte des anciennes communes entraînées dans la fusion de communes de 1977, on peut dresser l'évolution suivante :
- Source: INS, de 1831 à 1981=recensements population; à partir de 1990 = nombre d'habitants chaque 1 janvier[5]

### Démographie: Commune fusionnée - Evolution récente (1992-2024)
- Source : DGS nombre d'habitants chaque 1 janvier[5]

## Économie
Avec un port fluvial à proximité d'un nœud autoroutier, l'un des plus grands zonings industriels de la province (à Naninne) et la présence de nombreuses institutions régionales, provinciales et communales, la ville de Namur est l'un des piliers de l'économie de la province.
Namur est essentiellement une ville de services et de commerces. Le secteur tertiaire représente ¾ des emplois. La place qu’il occupe dans l’économie régionale croît année après année. Au total, le tertiaire emploie plus de 100 000 personnes – salariés et indépendants – réparties dans des secteurs aussi divers que les services aux entreprises, le tourisme ou l’enseignement.
Namur est le centre névralgique – politique et administratif – de la Wallonie et l'employeur public y est donc majoritaire. Namur a par contre plus de mal à attirer des acteurs du secteur privé comparé à d'autres villes wallonnes comme Charleroi, Liège ou Louvain-la-Neuve. Namur n'a pas encore réussi à se positionner clairement sur des pôles sectoriels bien identifiés dans le secteur privé.
Le nombre de commerces recensés à Namur s’élève à environ 2 700 dont 858 dans l’hypercentre (source GAU Namur). La rue de l’Ange est une des rues les plus achalandées de Wallonie avec un flux piétonnier de plus de 120 000 personnes par semaine.
Le tissu économique namurois repose très majoritairement sur de petites entités : TPE, PME et indépendants. On peut par exemple dénombrer plus de 96 % de PME occupant moins de 50 personnes.
Le secteur secondaire est pluriel. L’agroalimentaire occupe une place importante dans ce paysage. Tant dans la recherche que dans la production, on trouve de grands groupes et des PME à la renommée parfaitement assise.
Autre richesse naturelle namuroise : son sol. Une dizaine de carrières sont en activité et produisent, en recourant à des techniques de pointe, calcaire, grès, sable, marbre et surtout chaux et dolomie. Le leader mondial en chaux et dolomies est d’ailleurs namurois. Le métal et les fabrications métalliques réunissent un large spectre d’activités, allant des chantiers navals Meuse & Sambre, aux machines-outils à commandes numériques, en passant par le génie civil, les appareils chirurgicaux, les charpentes métalliques et les câbleries, jusqu’au matériel destiné à l’industrie nucléaire, etc. Le secteur de la construction est employeur incontournable de Namur.
Le BEP (Bureau Économique de la Province) a tissé un maillage de parcs d’activités économiques sur tout le territoire namurois ce compris la ville de Namur : zones industrielles, zones artisanales, zones mixtes PME-services, parcs thématiques. En 2010, Namur s’est ainsi vue doter d’un parc thématique consacré à l’éco-construction : le parc Ecolys. Il accueille des entreprises actives dans le secteur de la construction durable mais aussi des entreprises qui, dans la conception et la gestion de leurs installations, attestent d’un réel souci environnemental.
Ouvert en 2020, Care-YS vise à accueillir des entreprises actives dans le secteur de la santé, et plus spécifiquement dans les domaines : de l’autonomie des personnes âgées, malades ou handicapées, de la santé nutritionnelle et de l’e-santé. Le contexte actuel de reconfiguration du fonctionnement hospitalier favorise le maintien à domicile et la mutualisation des services. De même, les mutations médicales, sociales et numériques actuelles amènent les services à la personne à se spécialiser en développant des produits adaptés pour assurer l’autonomie et la prise en charge intégrée des patients. Ces évolutions constituent une opportunité pour le développement de nouvelles activités économiques dont les déclinaisons sont multiples: ergonomie, nouvelles technologies, domotique, compléments alimentaires naturels, mais aussi centralisation et mutualisation de services liés à la santé.
Namur dispose de deux incubateurs : TRAKK et LinKube. Le TRAKK est un hub creatif qui accueille des start-ups actives dans le secteur de l’économie créative, des espaces de co-working, un FabLab et propose un accompagnement. Le TRAKK abrite aussi LinKube, LinKube est un incubateur pour les étudiants de la Province de Namur. Il entre dans le dispositif étudiant-entrepreneur soutenu par la Sowalfin. L’objectif : permettre d’allier études et lancement de projet.

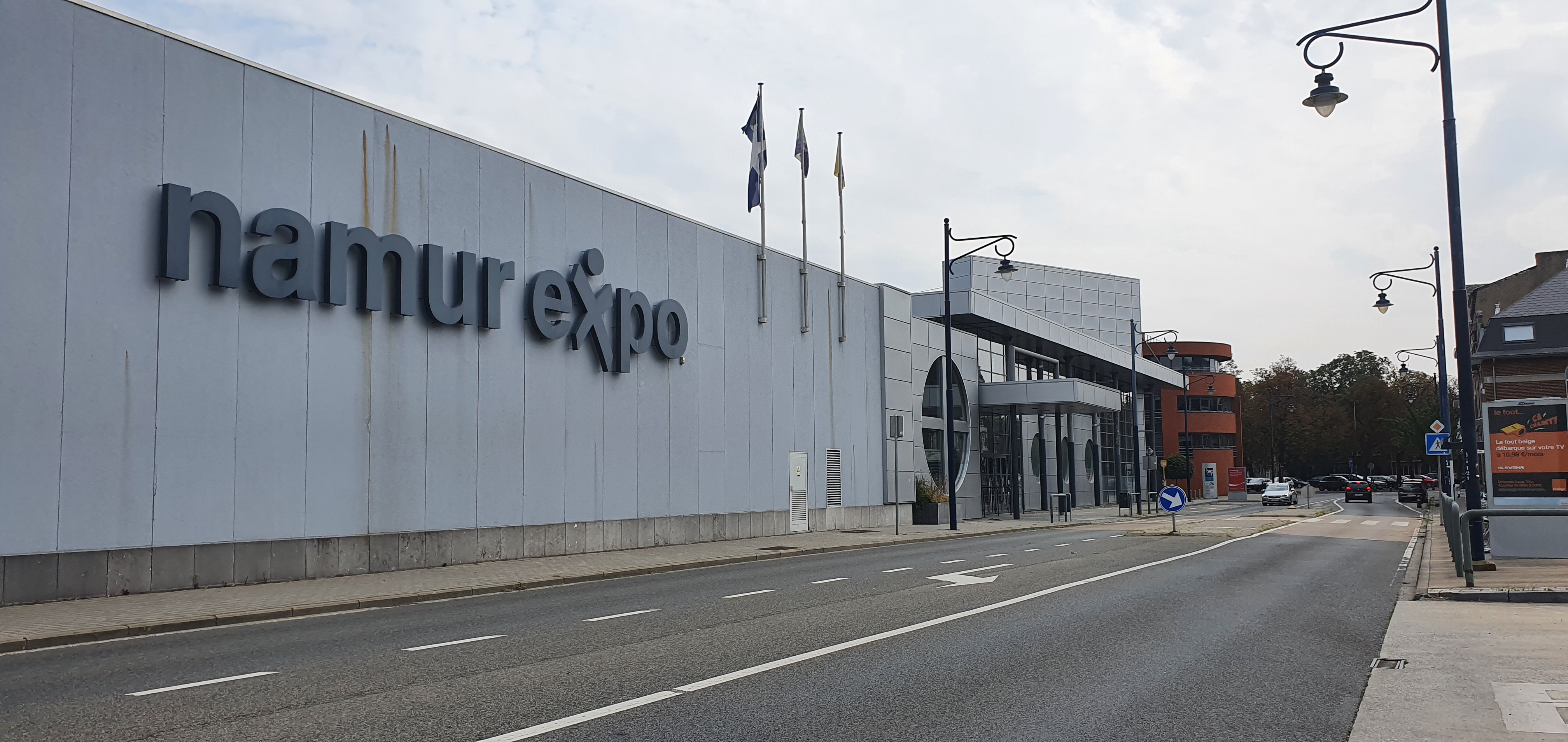
Namur Expo

Namur bénéficie d’un espace d’accueil de foires et salons de 12 000 m2 : Namur Expo. Propriété du BEP, l’infrastructure composée de deux halls, d’un vaste atrium d’accueil et d’un parking de 750 places est géré, en partenariat public-privé, par la société Easyfairs. Elle accueille chaque année des salons phares comme Antica, Bois & Habitat, Énergie & Habitat, Soins & Santé, etc.
En 2013, un salon consacré au réemploi a vu le jour à Namur. Il se déroule tous les deux ans à Namur-Expo : le salon Recupère. Il propose des solutions pour consommer différemment (éco-consommation, éco-design et réemploi font partie des thématiques abordées).

### Emploi
En juin 2018, le taux de chômage de la ville s'élevait à 11,4 % pour 6,2 % en Province de Namur.
À titre de comparaison, il s'élevait à 15,79 % en juin 2009 et 15,12 % en juin 2008.
En 2014, Namur a reçu le label « Cité des Métiers » délivré par le Comité International de Labellisation des Cités des Métiers à Paris.

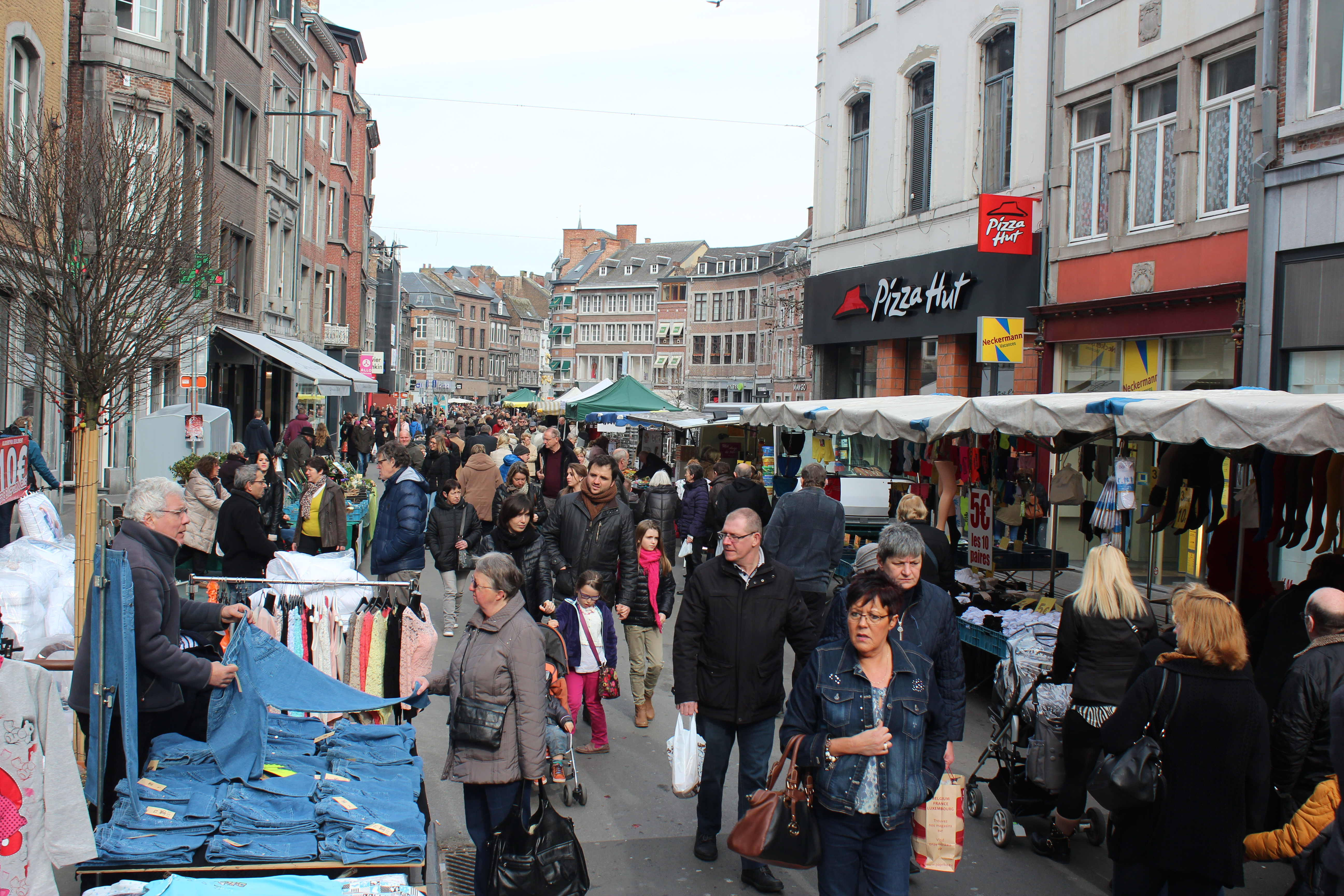
Marché de Namur

## Développement

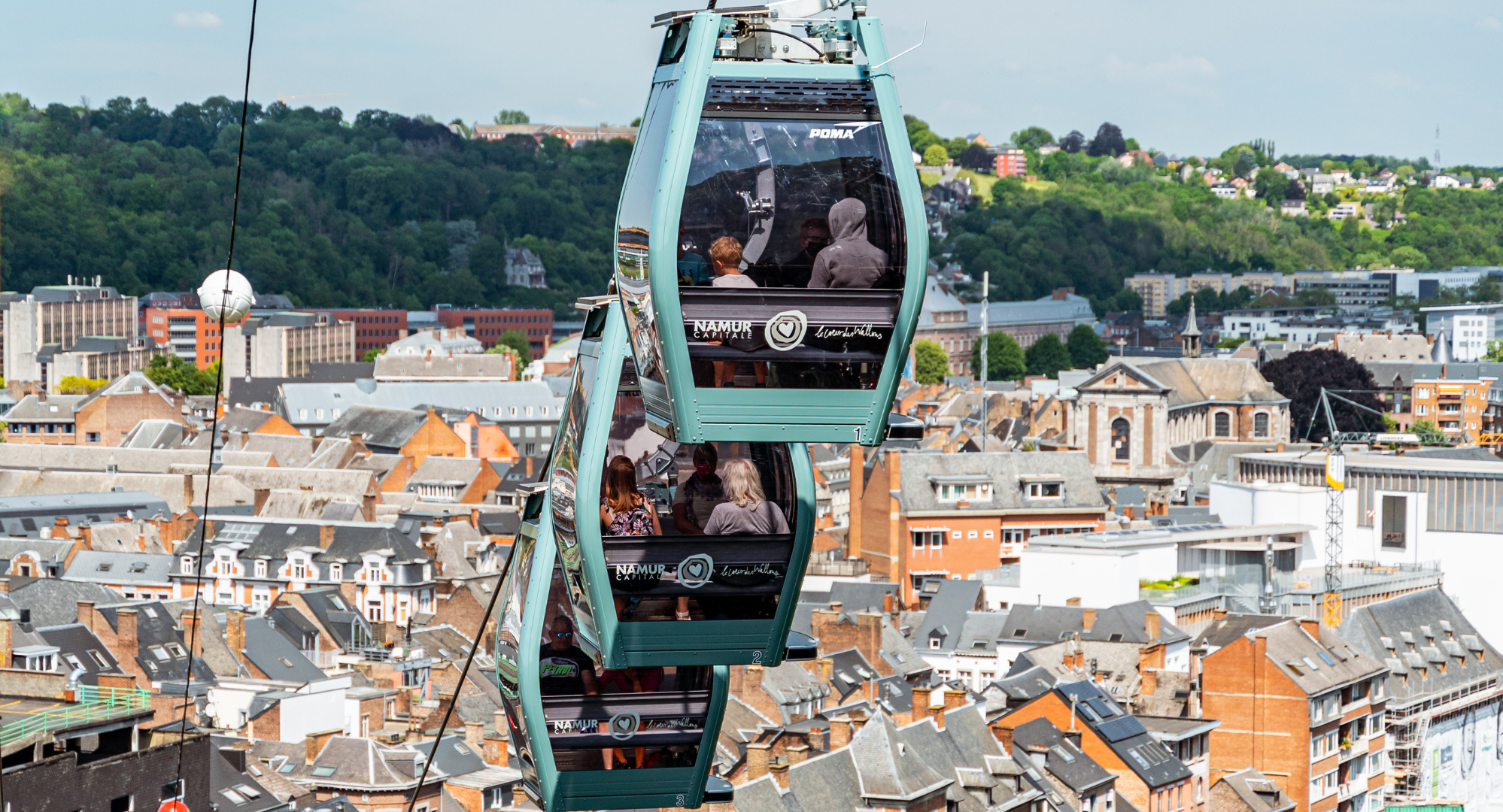
Trois cabines du téléphérique de la citadelle de Namur.

Namur est une ville qui connaît une importante refonte urbanistique depuis quelques années. Elle s'inscrit dans une dynamique de Ville Intelligente. Elle se classe 2e au classement des Smart Cities belges réalisé par Agoria. Récemment, dans la même logique, un label "Namur Capitale Digitale" en vue de créer une identité forte autour du concept de "smart territoire" a également vu le jour.
Quelques projets réalisés ou en cours de réalisation à Namur :
- Le TRAKK : un espace consacré aux industries culturelles et créatives et au numérique. Ce lieu est porté par le BEP, le KIKK et l'Université de Namur.
- Namur Congrès
- Namur Expo
- Namur Intelligente et durable (ID) qui prendra place au confluent de la Meuse et de la Sambre, sur l'espace de la Confluence et qui abritera le Pavillon de l'Aménagement urbain (une plateforme d'échange et de communication autour de la thématique de l'aménagement urbain durable)[38]
- Un téléphérique entre le centre urbain et la Citadelle[39] et l'aménagement de la place Maurice Servais[40]
- L'enjambée (passerelle cyclo piétonne)[41]
- Le Pavillon (vitrine du numérique wallon)[42]
- L'Espace Rogier (pôle culturel consacré au chant et à la danse[43]
- Le nouveau tribunal[44] et le quartier des casernes[45]
- Le Delta (pôle culturel de la Province de Namur)[46]
- La gare multimodale[47]
- Le système de transport intelligent[48]

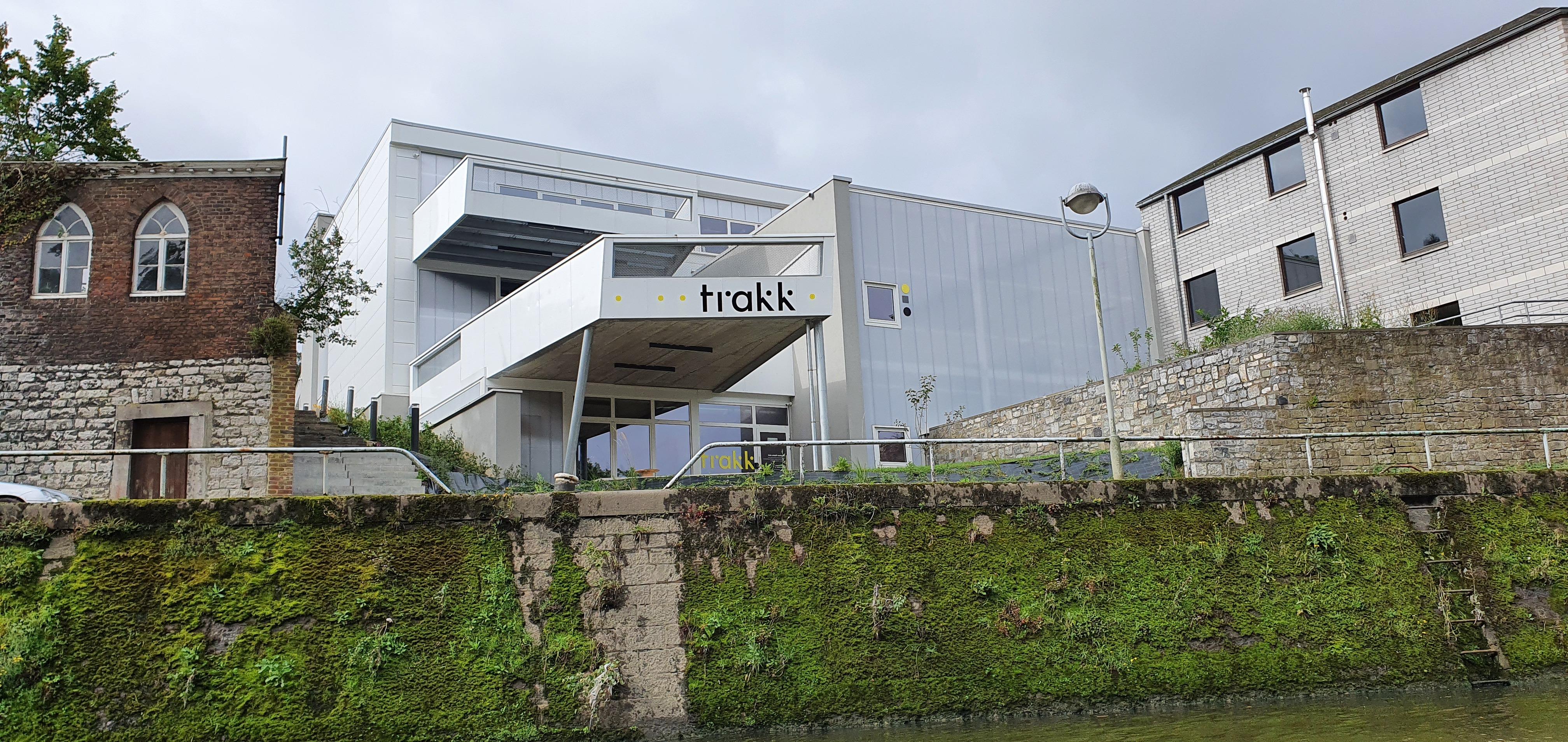
Trakk Namur

## Administration communale et Politique

### Hôtel de ville
L'hôtel de ville de Namur se situe au no 42 de la rue de Fer. Après la destruction de l’hôtel de ville situé sur l’actuelle place d’Armes, lors de la Première Guerre mondiale, les autorités communales s’installent dans un hôtel particulier de la rue de Fer, l’hôtel Kegeljan. En 1981, 4 ans après la fusion des communes en Belgique, la place manque et un plus vaste édifice s’adjoint au précédent. Entre 1997 et 2001, le bâtiment est remis en valeur et les Jardins du Maïeurs sont créés. Enfin, en 2008, une aile réservée aux échevins voit le jour.
Le mandat de Jacques Étienne, à l'issue des élections de 2006 met fin à une longue tradition socialiste. En effet, depuis les élections communales qui suivirent la fusion des communes en 1977, les socialistes avaient eu le monopole du siège de bourgmestre, avec Louis Namèche entre 1976 et 1982, Jean-Louis Close entre 1982 et 2000 et Bernard Anselme entre 2000 et 2006. La coalition CdH MR Ecolo sera reconduite en 2012 et en 2018 sous le mandat de Maxime Prévot.

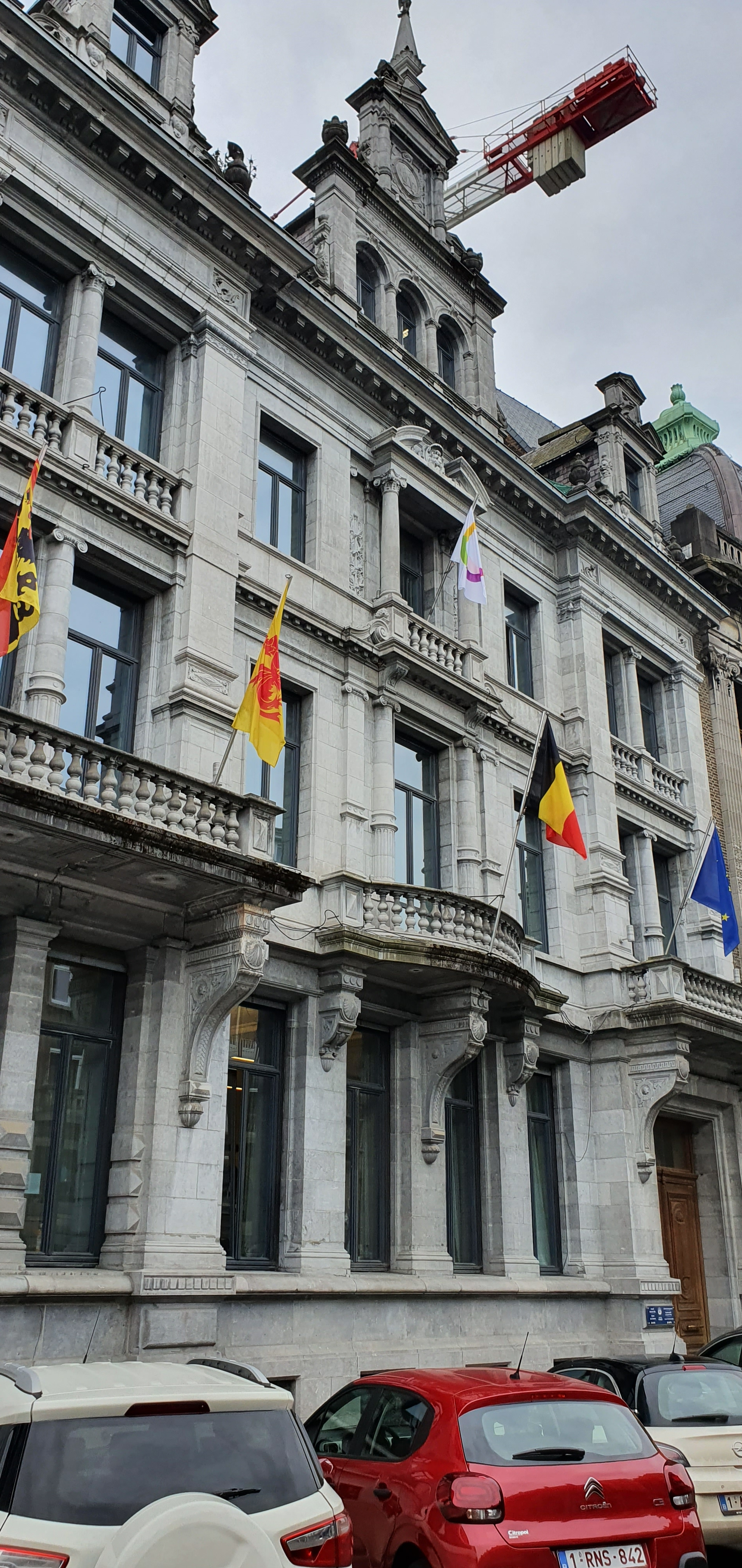
Ancien hôtel de ville occupé actuellement par le cabinet du Bourgmestre.
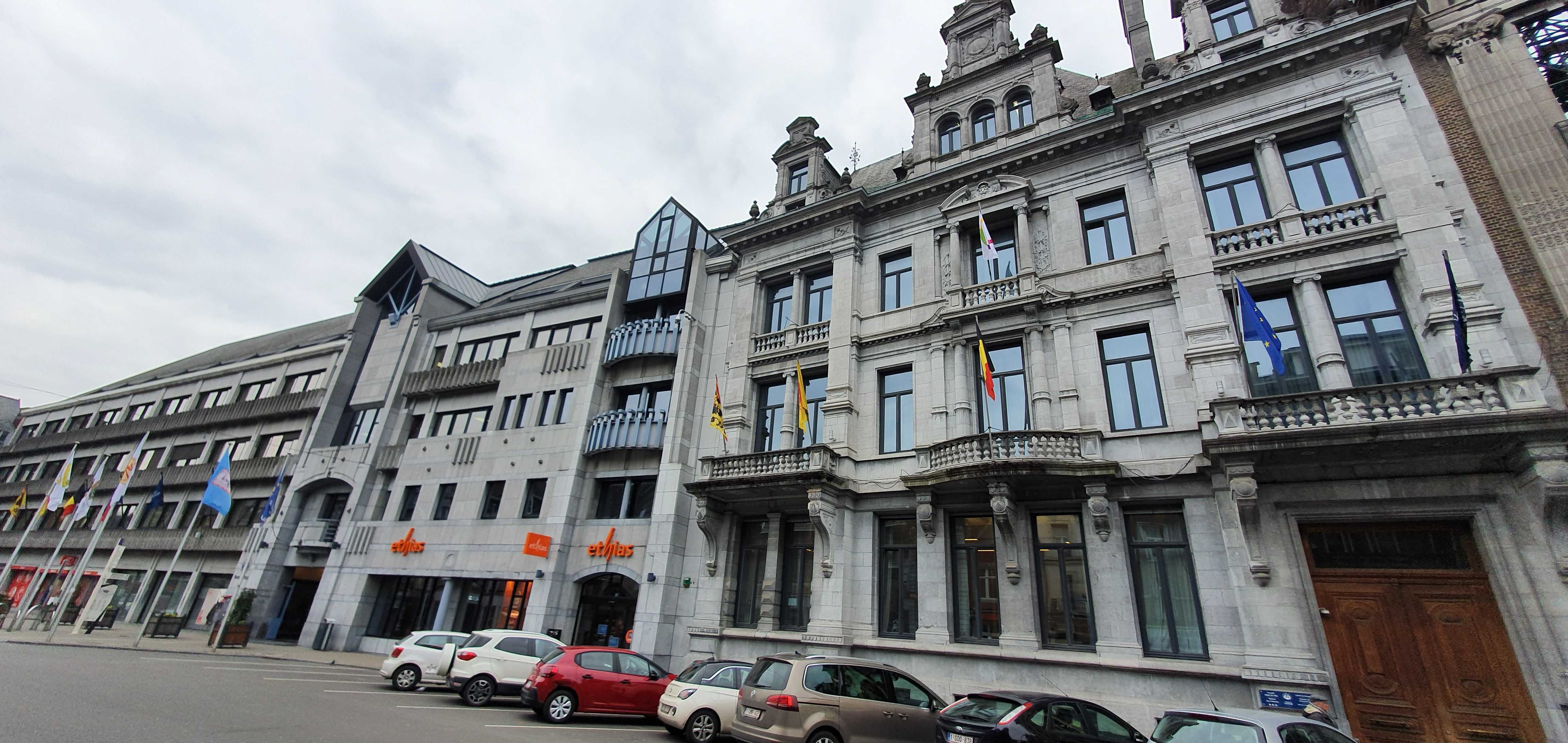
Photo de l'hôtel de ville.

### Liste des bourgmestres de Namur (depuis 1830)
Le premier bourgmestre de Namur est Jean-Baptiste Brabant, un homme politique de tendance catholique, qui naît à Namur le 29 août 1802. Après avoir participé au soulèvement de Namur en 1830, il est nommé bourgmestre par le gouvernement provisoire, alors qu'il n'a que vingt-huit. Il démissionne le 24 octobre 1838, et est remplacé par Charles Zoude. Jean-Baptiste Brabant est également congressiste et député de 1831 à 1848. Il meurt le 4 avril 1872. Une rue de Namur, reliant la rue du 1er Lanciers au pont des Ardennes, porte aujourd'hui son nom.
| Portrait                                                                | Identité                                               | Période | Période  | Durée  | Étiquette                  |
| Portrait                                                                | Identité                                               | Début   | Fin      | Durée  | Étiquette                  |
| ----------------------------------------------------------------------- | ------------------------------------------------------ | ------- | -------- | ------ | -------------------------- |
| Jean-Baptiste Brabant                                                   | Jean-Baptiste Brabant (29 août 1802 - 4 avril 1872)    | 1830    | 1838     | 8 ans  | Parti catholique           |
| Charles Zoude                                                           | Charles Zoude (6 novembre 1794 - 20 mai 1860)          | 1839    | 1842     | 3 ans  | Parti catholique           |
| Pas de portrait sous licence libre disponible pour François Dufer.      | François Dufer (13 mars 1793 - 23 mai 1871)            | 1842    | 1867     | 25 ans |                            |
| Xavier Lelièvre                                                         | Xavier Lelièvre (14 novembre 1805 - 22 août 1876)      | 1867    | 1876     | 9 ans  | Parti catholique           |
| Pas de portrait sous licence libre disponible pour Émile Piret-Pauchet. | Émile Piret-Pauchet (25 août 1827 - 10 juin 1894)      | 1876    | 1879     | 3 ans  |                            |
| Émile Cuvelier                                                          | Émile Cuvelier (31 mars 1816 - 16 août 1890)           | 1879    | 1890     | 11 ans |                            |
| Pas de portrait sous licence libre disponible pour Henri Lemaître.      | Henri Lemaître (17 janvier 1822 - 15 février 1904)     | 1891    | 1895     | 4 ans  | Parti libéral (d)          |
| Pas de portrait sous licence libre disponible pour Ernest Mélot.        | Ernest Mélot (8 juillet 1840 - 18 août 1910)           | 1895    | 1908     | 13 ans | Parti catholique           |
| Pas de portrait sous licence libre disponible pour Joseph Saintraint.   | Joseph Saintraint (31 mai 1852 - 10 mai 1924)          | 1908    | 1911     | 3 ans  |                            |
| Pas de portrait sous licence libre disponible pour Arthur Procès.       | Arthur Procès (11 juin 1857 - 28 août 1932)            | 1912    | 1921     | 9 ans  |                            |
| Pas de portrait sous licence libre disponible pour Joseph Saintraint.   | Joseph Saintraint (31 mai 1852 - 10 mai 1924)          | 1921    | 1924     | 3 ans  |                            |
| Pas de portrait sous licence libre disponible pour Fernand Golenvaux.   | Fernand Golenvaux (5 novembre 1866 - 21 décembre 1931) | 1924    | 1931     | 7 ans  | Parti catholique           |
| Louis Huart                                                             | Louis Huart (5 mai 1880 - 18 novembre 1964)            | 1932    | 1963     | 31 ans | Parti catholique           |
| Pas de portrait sous licence libre disponible pour Fernand Pieltain.    | Fernand Pieltain (8 juillet 1893 - 29 décembre 1972)   | 1964    | 1970     | 6 ans  | Parti catholique           |
| Pas de portrait sous licence libre disponible pour Émile Lebrun.        | Émile Lebrun (11 août 1912 - 1986)                     | 1971    | 1976     | 5 ans  | Parti catholique           |
| Pas de portrait sous licence libre disponible pour Louis Namèche.       | Louis Namèche (8 décembre 1915 - 3 août 1990)          | 1977    | 1982     | 5 ans  | Parti socialiste belge     |
| Pas de portrait sous licence libre disponible pour Jean-Louis Close.    | Jean-Louis Close (né le 11 mai 1947)                   | 1983    | 2000     | 17 ans | Parti socialiste           |
| Pas de portrait sous licence libre disponible pour Bernard Anselme.     | Bernard Anselme (né le 3 novembre 1945)                | 2001    | 2006     | 5 ans  | Parti socialiste           |
| Pas de portrait sous licence libre disponible pour Jacques Étienne.     | Jacques Étienne (né le 24 septembre 1949)              | 2006    | 2012     | 6 ans  | Centre démocrate humaniste |
| Maxime Prévot                                                           | Maxime Prévot (né le 9 avril 1978)                     | 2012    | En cours | 13 ans | Les Engagés                |

### Élections communales de 2024[49]
| Parti | Parti             | Voix  | Voix  | Sièges  | Sièges | Conseil |
| Parti | Parti             | %     | +/-   | Sièges  | +/-    | Conseil |
| ----- | ----------------- | ----- | ----- | ------- | ------ | ------- |
|       | Les Engagés       | 43,61 | 14,29 | 23 / 47 | 7      | Oui     |
|       | PS                | 15,59 | 2,88  | 7 / 47  | 2      | Non     |
|       | Ecolo             | 12,45 | 4,54  | 6 / 47  | 3      | Non     |
|       | MR                | 15,47 | 1,92  | 7 / 47  | 1      | Oui     |
|       | PTB               | 9,68  | 1,91  | 4 / 47  | 1      | Non     |
|       | DéFI              | 1,52  | 7'2   | 0 / 47  | 4      | Non     |
|       | Collectif Citoyen | 1,69  | 1,69  | 0 / 47  | 0      | Non     |
| Total | Total             | 100   | 100   | 47      | 47     | 30      |

### Législature actuelle (2024 - 2030)[50]
| Collège communal    |                     |             |
| ------------------- | ------------------- | ----------- |
| Bourgmestre empêché | Maxime Prévot       | Les Engagés |
| Bourgmestre f.f.    | Charlotte Bazelaire | Les Engagés |
| 1er Échevine        | Anne Barzin         | MR          |
| 2e Échevin          | Tanguy Auspert      | Les Engagés |
| 3e Échevine         | Stéphanie Scailquin | Les Engagés |
| 4e Échevin          | Pierre-Yves Dupuis  | Les Engagés |
| 5e Échevin          | Christophe Capelle  | Les Engagés |
| 6e Échevin          | Benoît Malisoux     | Les Engagés |
| 7e Échevine         | Charlotte Déom      | MR          |
| 8e Échevin          | Julien Lemoine      | Les Engagés |
| Présidente du CPAS  | Dorothée Klein      | Les Engagés |

### Quartiers administratifs
La commune de Namur est divisée en 46 quartiers administratifs. Ils quadrillent le territoire pour faciliter les comparaisons lors des recensements. Un certain nombre d'anciennes communes ne sont pas divisées et forment un quartier à part entière, qui porte le nom de la section. D'autres sections sont divisées, et il arrive que certains quartiers empiètent sur plusieurs anciennes communes.

## Capitale de la Wallonie

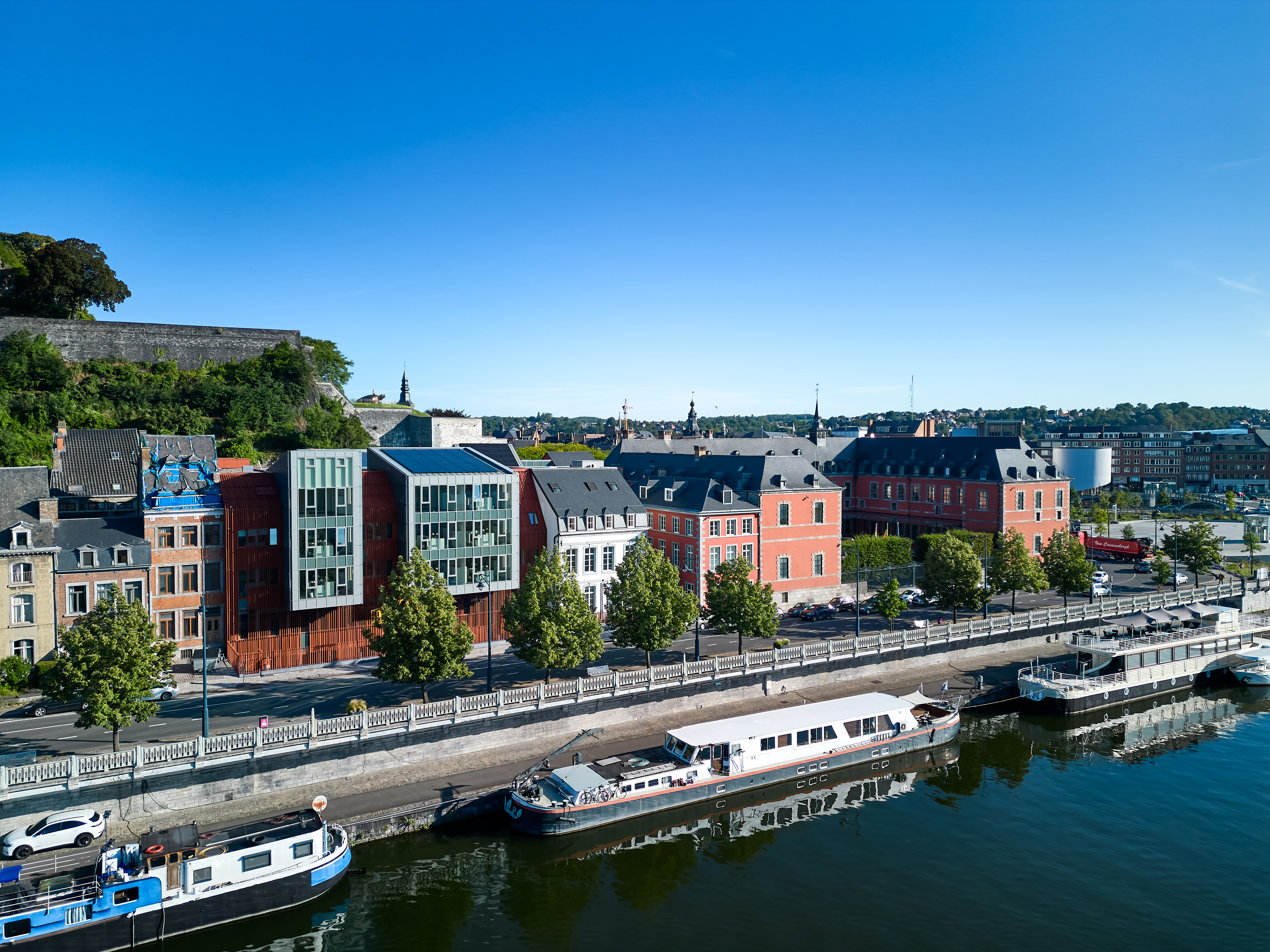
Le Parlement de Wallonie.

La notion de régions, et donc de Région wallonne, apparaît dans la législation belge en 1970, mais il faut attendre une dizaine d’années pour que l’article s’applique.
On peut voir le prémices de ce mouvement dès 1944, avec la création du Conseil économique wallon créé par les organisations patronales à Liège.
En 1979, la Wallonie se dote d'un Gouvernement wallon et, en 1980, il est confirmé que la Belgique est composée de 3 régions, dont la région wallonne, mais aucune capitale n'est fixée.
Le 12 juillet 1983, le gouvernement emménage à Namur.

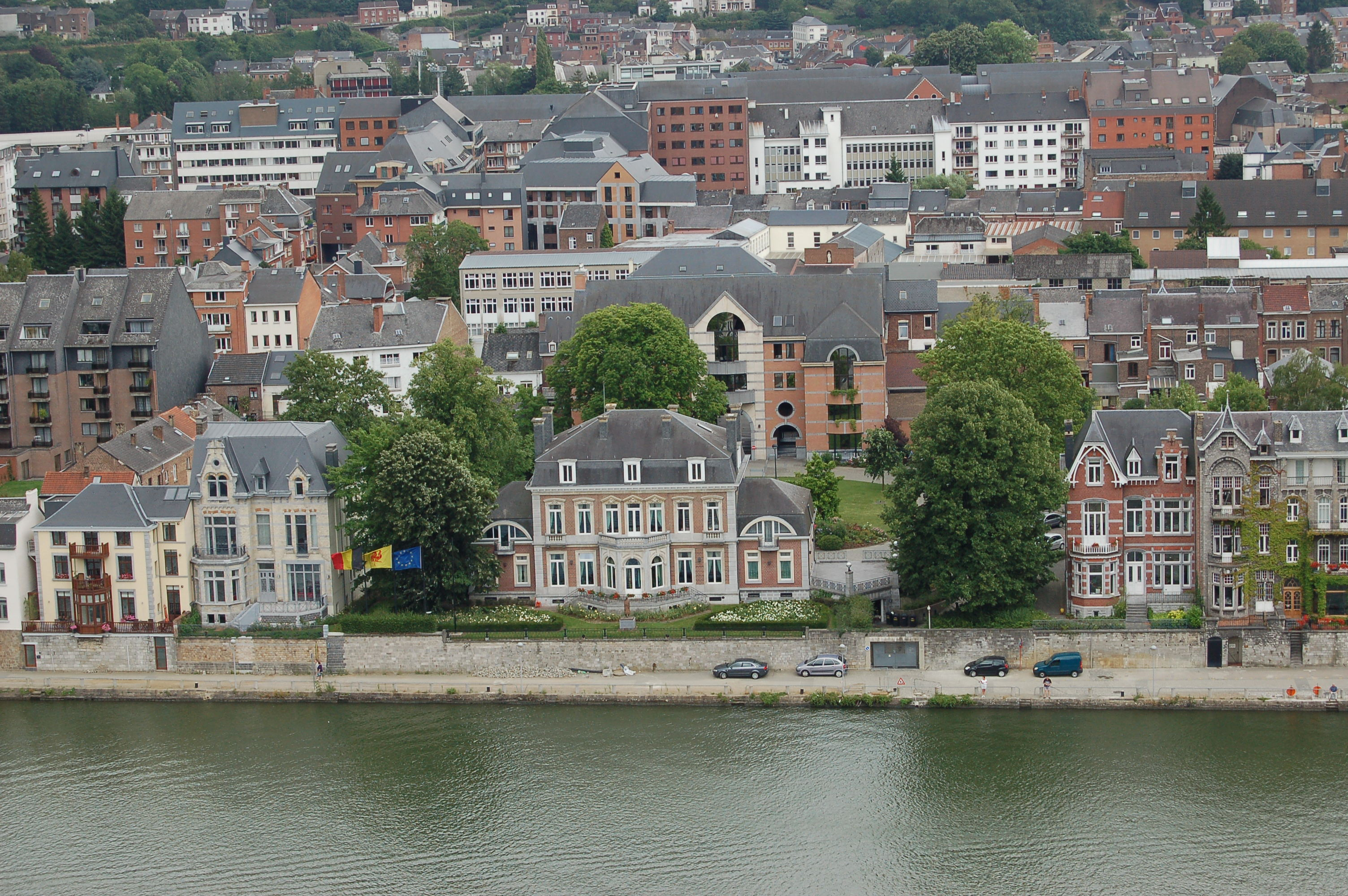
Photo de l'Élysette - Le siège du Gouvernement de Wallonie.

Depuis le 11 décembre 1986, de par le décret porté par Bernard Anselme, alors député (PS) de l'opposition, Namur est la capitale de la Région wallonne, chef-lieu de la province de Namur. Sur le site du Grognon, au confluent de la Sambre et de la Meuse, se trouve le Parlement de Wallonie, qui siège dans l'ancien hospice Saint-Gilles, rénové au début des années 1990. L'Élysette, qui abrite la présidence du Gouvernement wallon, lui fait face de l'autre côté du fleuve. Les cabinets ministériels du Gouvernement wallon se répartissent entre le centre de Namur (place des Célestines) et sa périphérie (Jambes, Beez ou encore Bomel-Heuvy).
Les différentes Directions opérationnelles chargées de l'administration de la Wallonie se répartissent pour l'essentiel entre le quartier de Bomel-Heuvy, derrière la gare (ancien ministère de l'Équipement et des Transports) et le faubourg de Jambes (ancien ministère de la Région wallonne).
En 2010, le décret du 11 décembre 1986 a été abrogé et remplacé par un nouveau décret, plus complet, à l'initiative du Ministre-Président du Gouvernement wallon Rudy Demotte : Namur est : 1° la capitale de la Wallonie ; 2° le siège du Parlement wallon ; 3° le siège du Gouvernement wallon (décret du 21 octobre 2010 instituant Namur comme capitale de la Wallonie et siège des institutions politiques régionales, Moniteur belge du 3 novembre 2010).

## Relations internationales
Namur se positionne dans une dynamique internationale en collaboration avec quelques villes auxquelles elle s'est liée par des ententes inter-municipales :
- Bandung (Indonésie)
- Bourg-en-Bresse (France) depuis 1996
- Cluj-Napoca (Roumanie)
- Hué (Vietnam)
- Lafayette (États-Unis)
- Pristina (Kosovo)
- District de Qixia (Chine)
- Québec (Canada)

Namur fait partie de réseaux internationaux :
- Association Internationale des Maires francophones (AIMF)
- Réseau des Villes Créatives de l’UNESCO - Arts numériques
- Réseau Vertech City -  Lafayette (États-Unis) |  Victoriaville (Canada)
- Observatoire international des Maires pour le Vivre ensemble -  Montréal (Canada)

Namur mène des actions en matière de Coopération Internationale Communale :
- Masina (République démocratique du Congo)

Des relations spécifiques sont entretenues avec :
- Charleville-Mézières (France) - matières culturelles
- Adrano (Italie) - amitié liée à l'immigration
- Belmont (États-Unis) - Notre Dame de Namur University
- Bordeaux (France) - Francophonie numérique
- Ōgaki (Japon) - échanges étudiants - protocole d'échanges à l'étude

Villes cousines de Namur :
- Namur (Canada)
- Namur (États-Unis)

Jumelages avec des communes du grand Namur avant la fusion des communes (1977) :
- Dave -  Longeau-Percey (France)
- Loyers -  Loyettes (France)
- Marche-les-Dames -  Pontailler-sur-Saône (France)
- Temploux -  Saint-Fargeau-Ponthierry (France)
- Vedrin -  Longuenesse (France)
- Wépion -  Ostdunkerque (Belgique) -  La Charité-sur-Loire (France) -  Biedenkopf (Allemagne) et  Neustadt an der Weinstraße (Allemagne)

### Les actes internationaux posés à Namur
- 23-25 septembre 2014 - Organisation Internationale de la Francophonie (OIF) - L'appel de Namur pour mobiliser les acteurs de l'innovation en francophonie ;
- 23-24 avril 2015 - Conférence des ministres du Conseil de l’Europe sur le Patrimoine - Déclaration de Namur
- 5 décembre 2016 - Déclaration de Namur visant à changer la manière dont l'Union européenne négocie les traités commerciaux internationaux
- 3 novembre 2017 - L'appel de Namur pour la mobilisation des acteurs de l'espace économique et numérique en Francophonie

### Les ambassadeurs de Namur

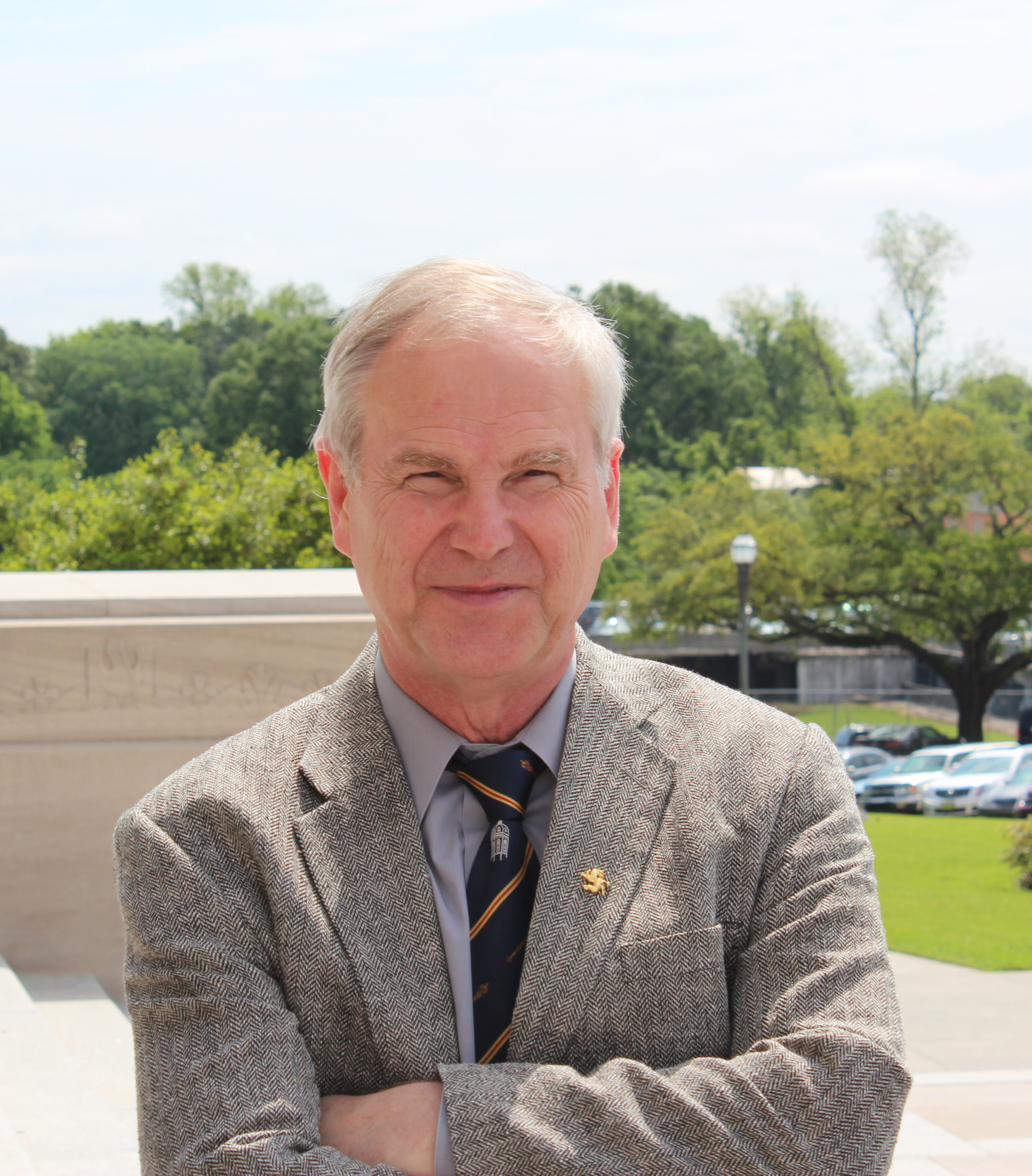
Philippe Gustin.

Le titre d’ambassadeur de Namur est une distinction officielle octroyée par le collège communal de la ville de Namur et remise à des personnes ayant servi la renommée de la ville de Namur. Elle met en avant certains acteurs travaillant dans le cadre de l’image de Namur à l’étranger. Elle est remise à toute personne physique ou morale qui œuvre pour la renommée de Namur à l’étranger et/ou au rayonnement international de Namur. Il peut s’agir d’une personne installée à l’étranger et qui assure par ses actions la renommée de Namur ou d’une personne résidant à Namur dont l’activité valorise la ville sur la scène internationale. Cette distinction officielle a un caractère purement honorifique et ne confère aucun privilège.
| Récipiendaire           | Date           | Motif de la distinction                                                                        |
| ----------------------- | -------------- | ---------------------------------------------------------------------------------------------- |
| Philippe Gustin         | 3 juillet 2014 | Pour son investissement dans les relations entre Namur et la Louisiane depuis des décennies    |
| Leonardo García Alarcón | 4 juillet 2018 | Pour son action en tant que chef de chœur et directeur artistique du Chœur de Chambre de Namur |

## Ville Marraine des forces armées

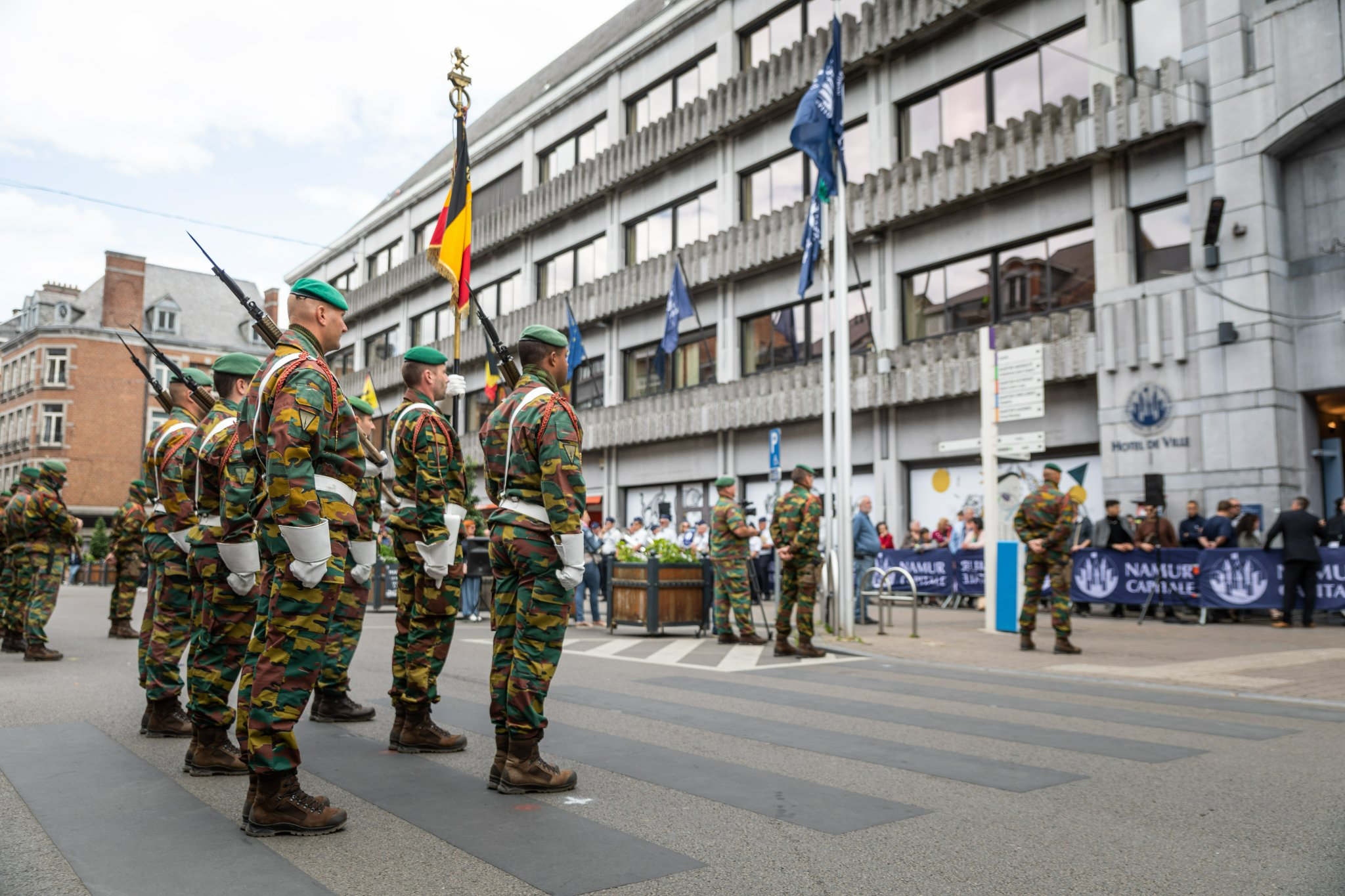
Photo du Droit de cité du 2e Bataillon de Commandos.

- La 350e escadrille de F-16 du 2e Wing tactique de la composante aérienne des forces armées belges
- Le Bataillon Léger 12e de Ligne Prince Léopold - 13e de Ligne unité d'infanterie de la composante terre des forces armées belges. Il fait partie de la Brigade Légère.
- Le Pollux (P902) patrouilleur de la composante marine de l'armée belge.
- Le Département Génie du Centre de compétence Terre.
- Le 2ème Bataillon de Commandos a signé une Charte de reconnaissance en 2022.
- Le 1er/3e Bataillon de Lancier et la Ville ont signé une Charte de reconnaissance en 2023.

## Culture

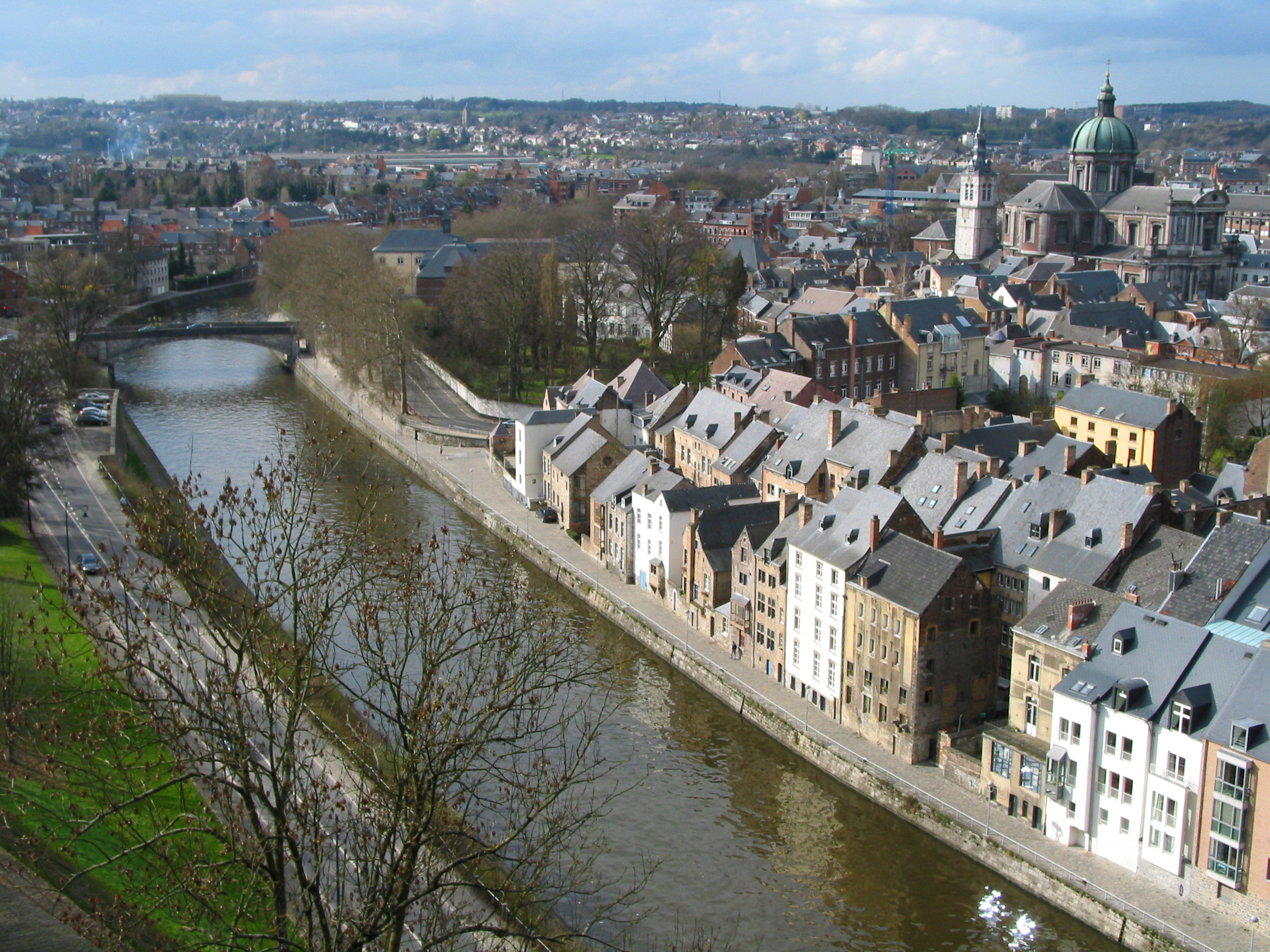
La Sambre, le quartier des Brasseurs et la cathédrale Saint-Aubain.

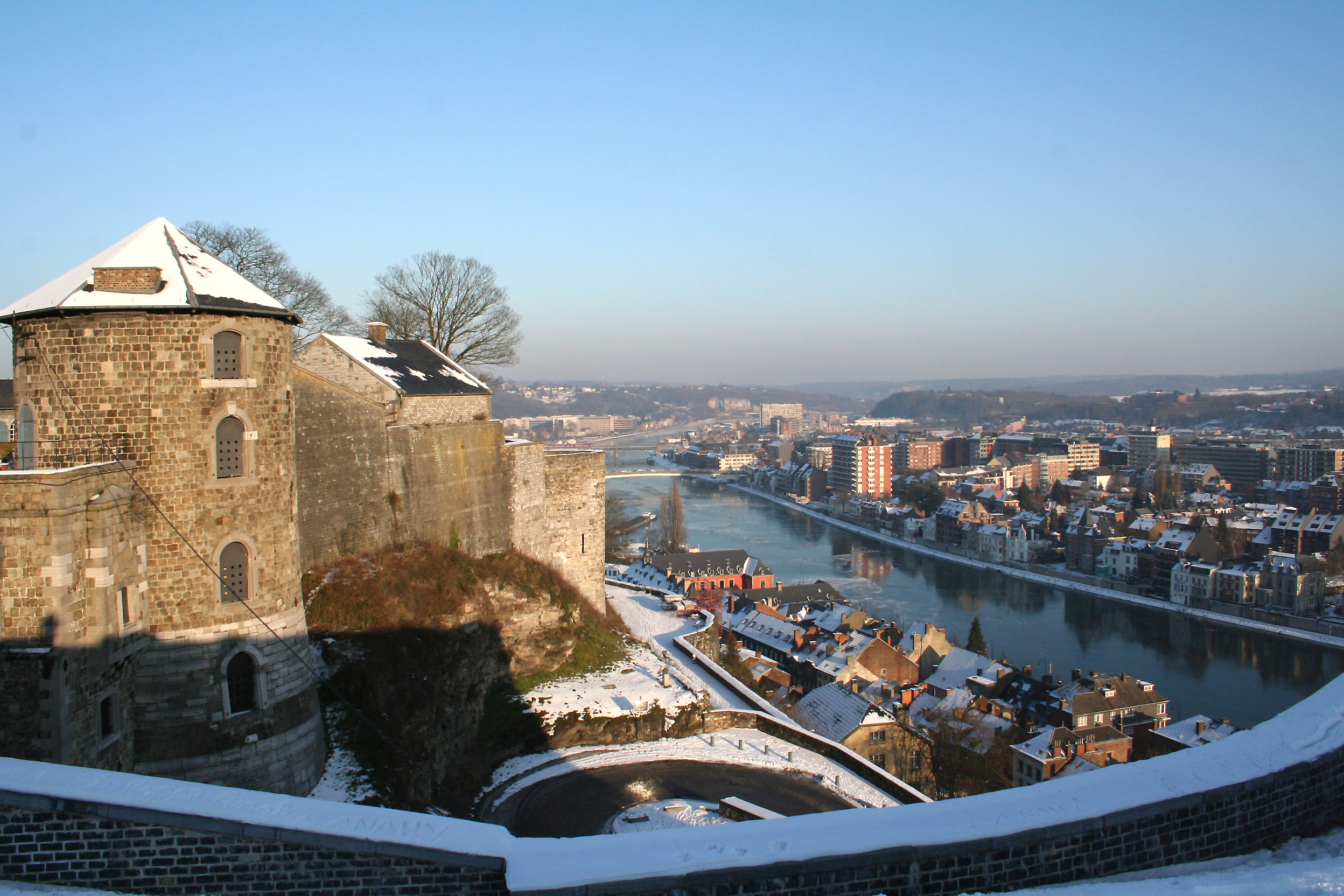
La citadelle, le Parlement de Wallonie, la Meuse et Jambes sur la rive droite.

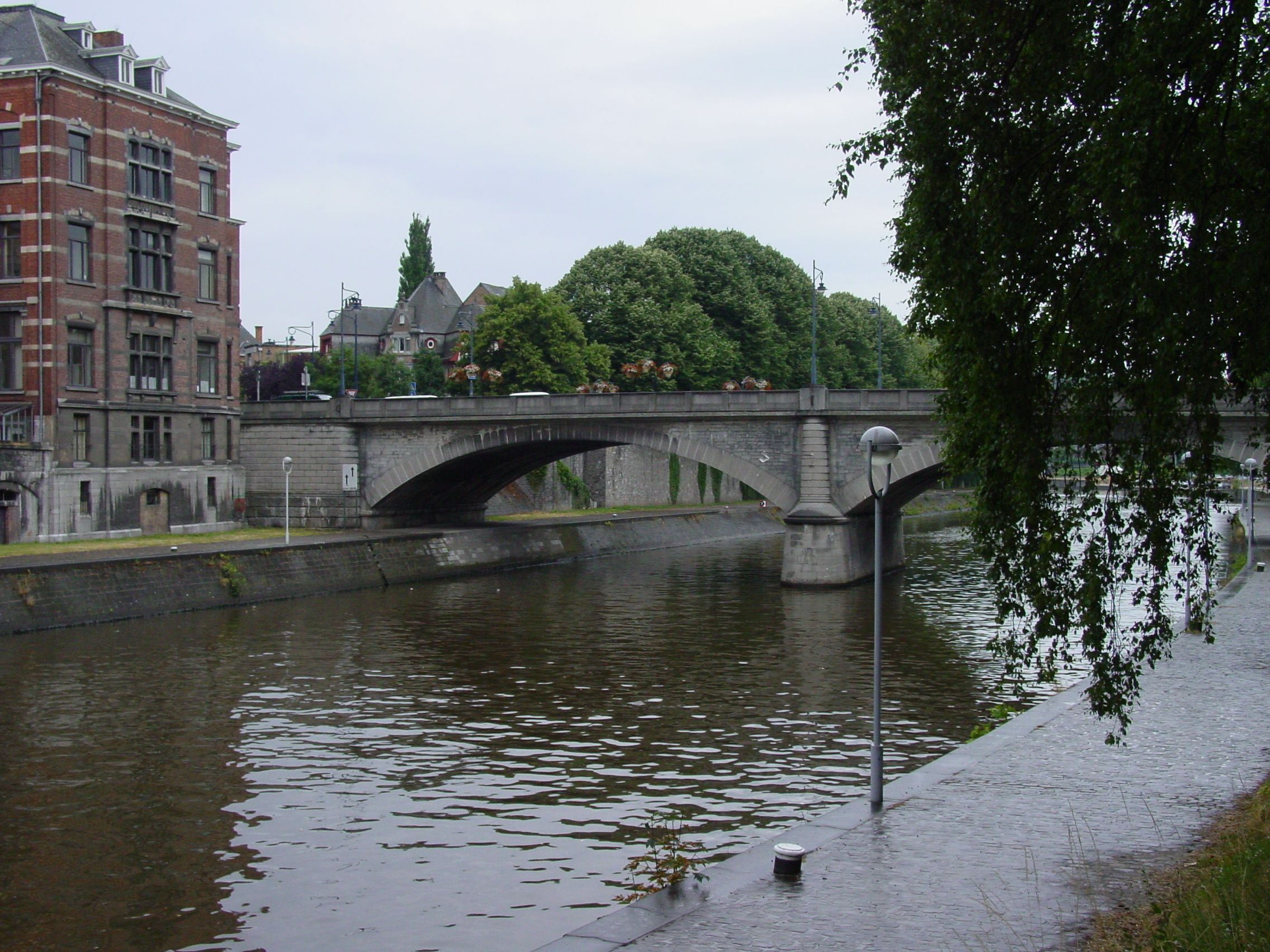
Le pont de la Libération sur la Sambre.

Namur est une Ville deux fois millénaire qui fut depuis toujours au carrefour des influences et en a acquis un riche patrimoine. Ci-après, un survol en image de son Folklore et de ses traditions, de ses musées et de son patrimoine, mais également des festivals et événements culturels qu'elle accueille.

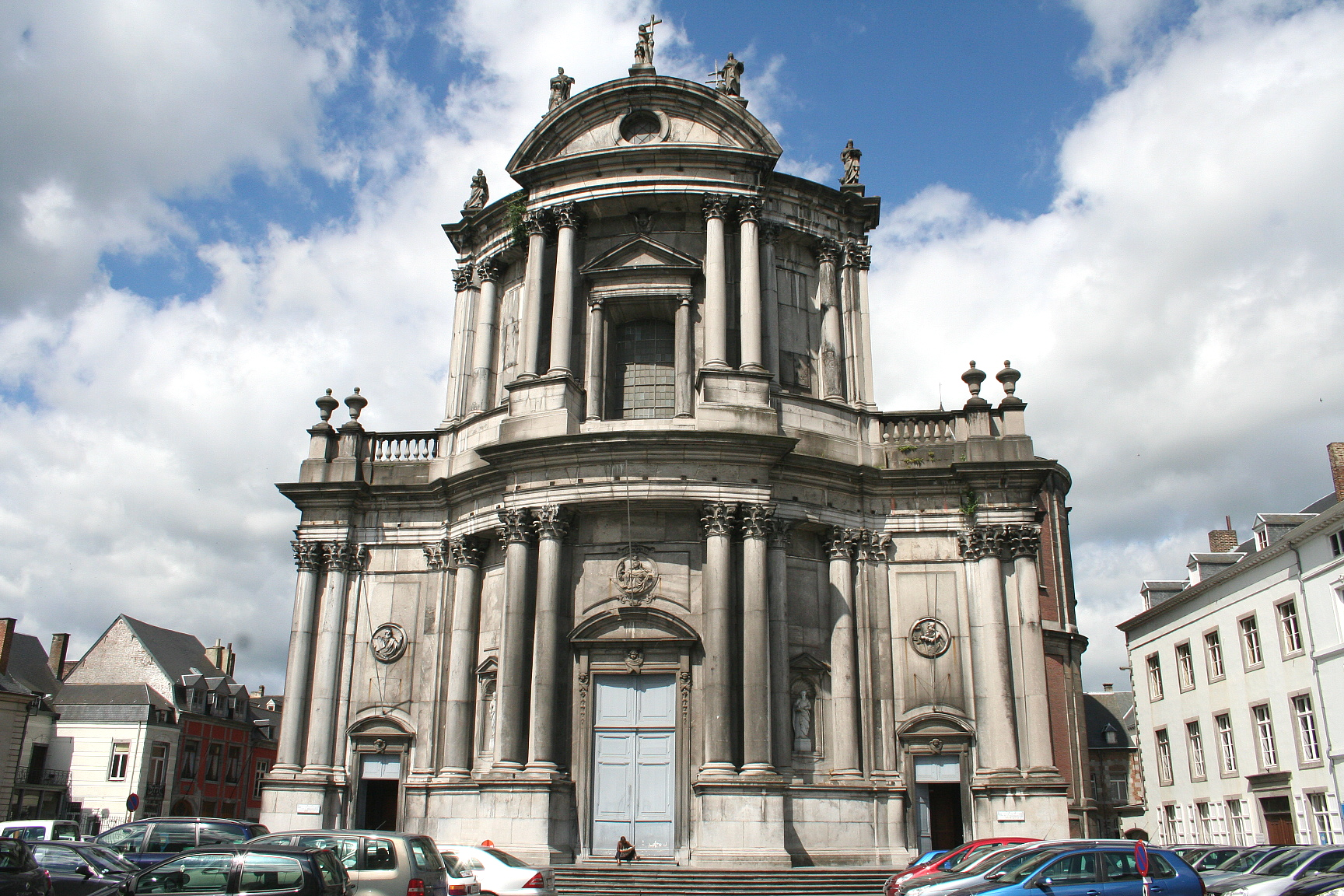
La cathédrale Saint-Aubain.
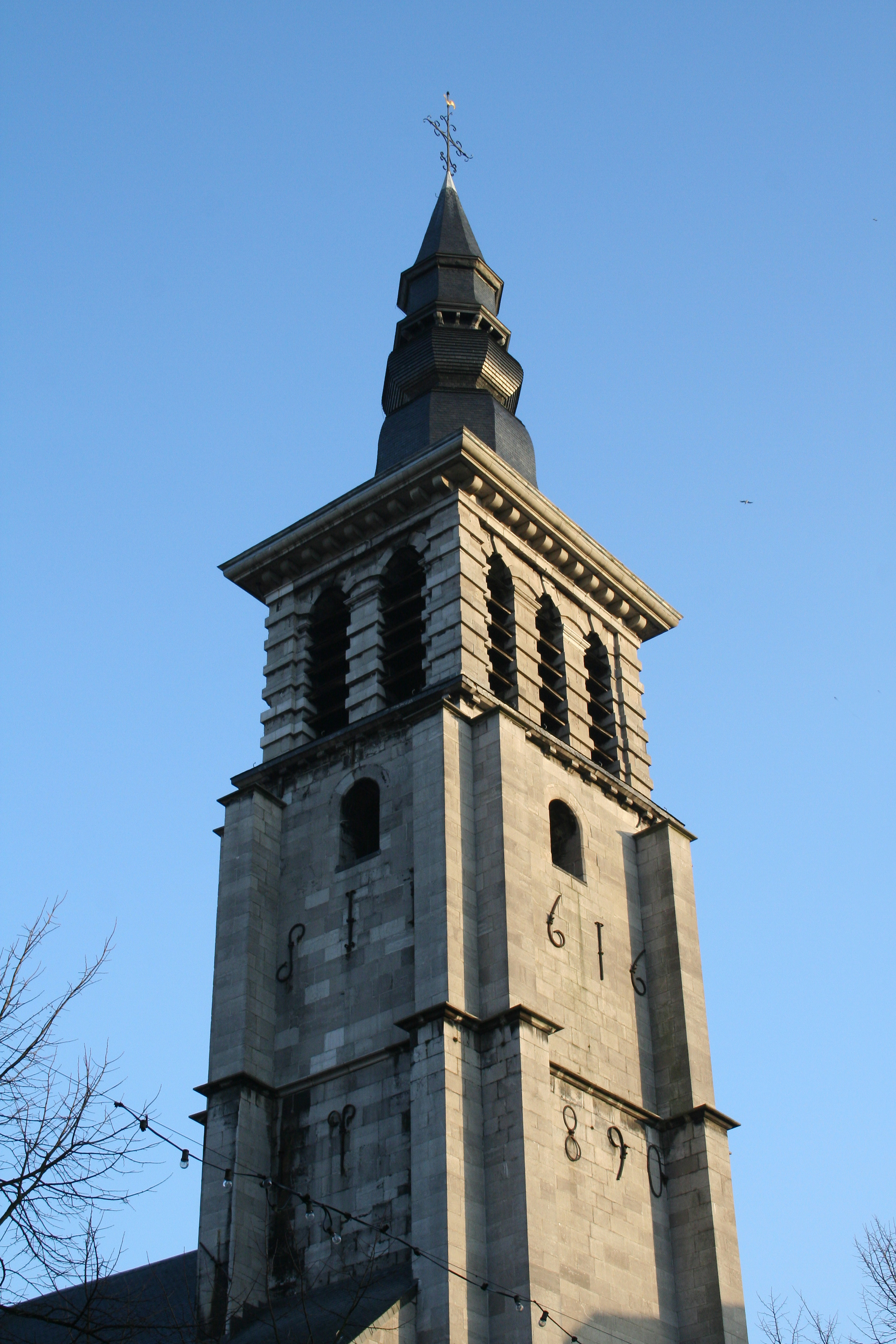
L'église Saint-Jean-Baptiste vue de la place Marché-aux-Légumes.
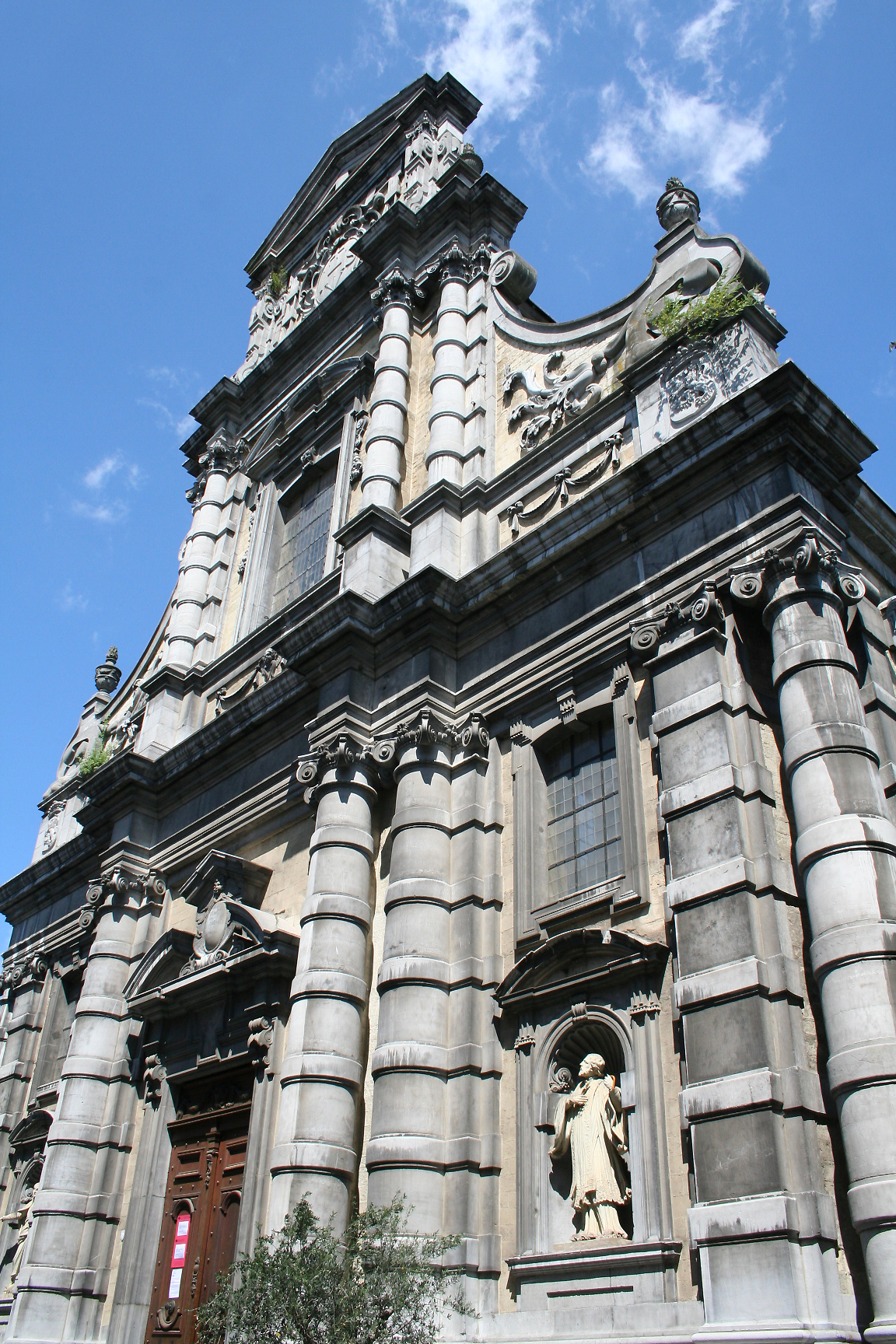
L'église Saint-Loup (1621-1645).
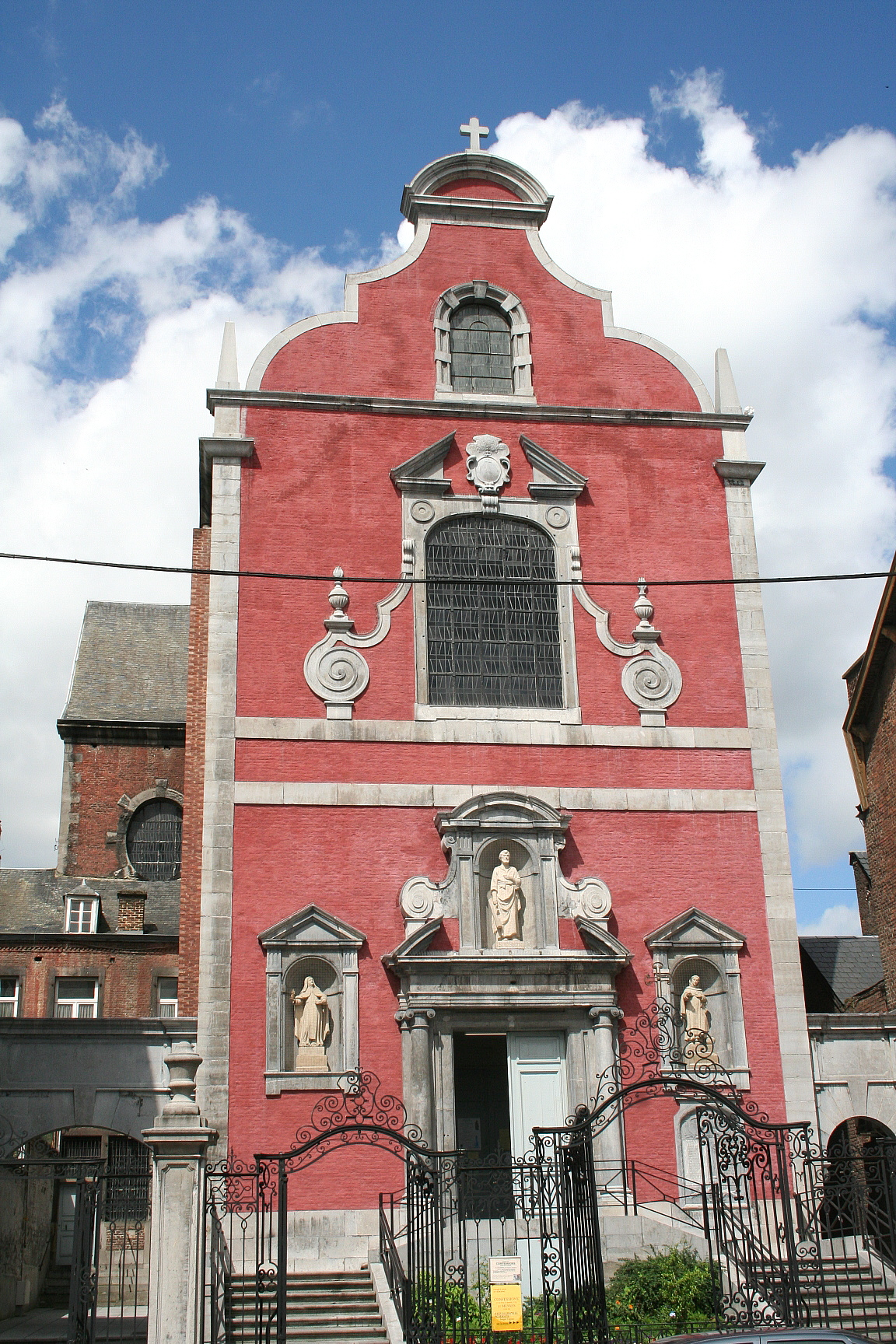
L'église Saint-Joseph (XVIIe siècle).
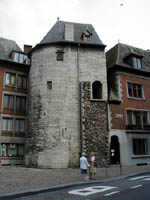
La tour Marie-Spilar.
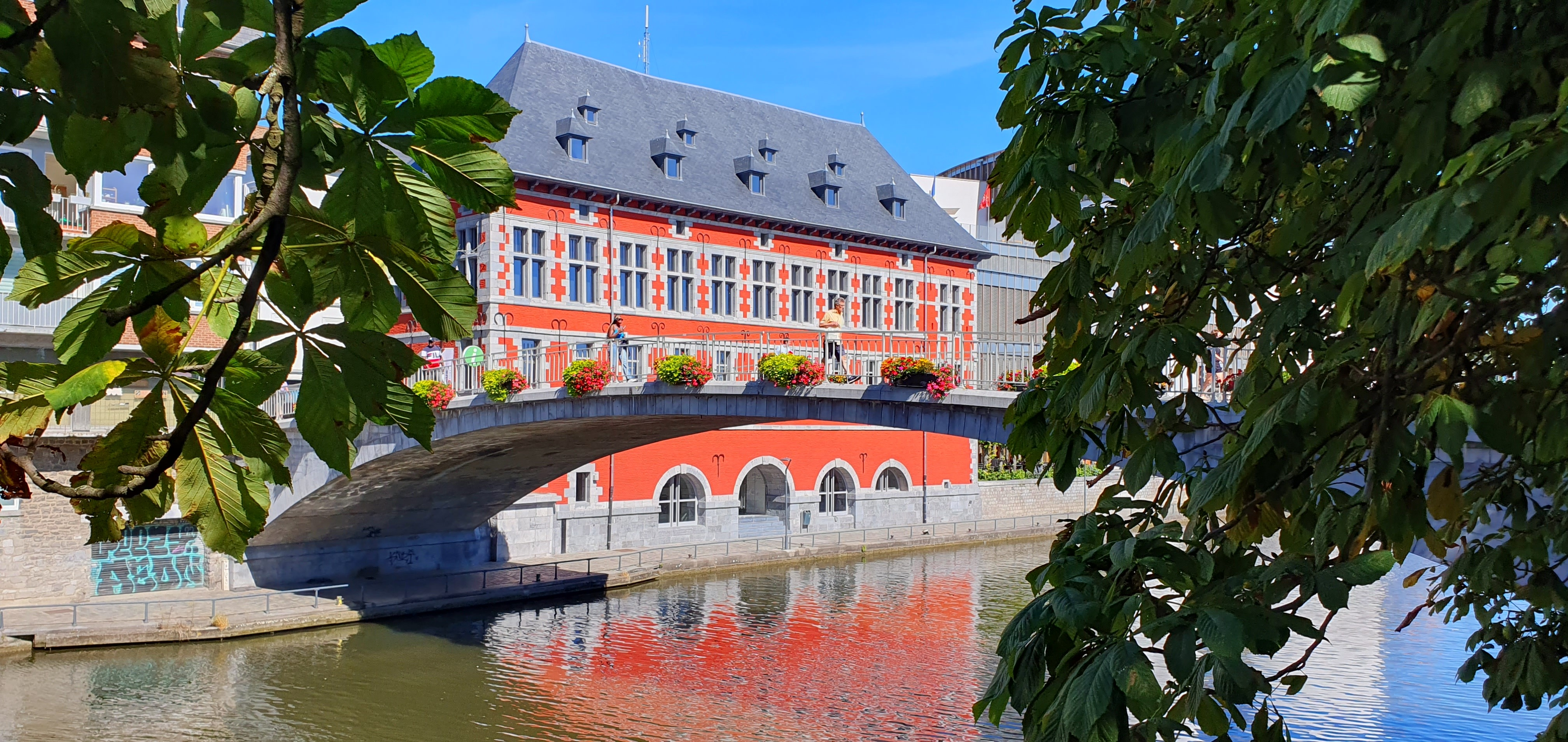
La Halle al'Chair.
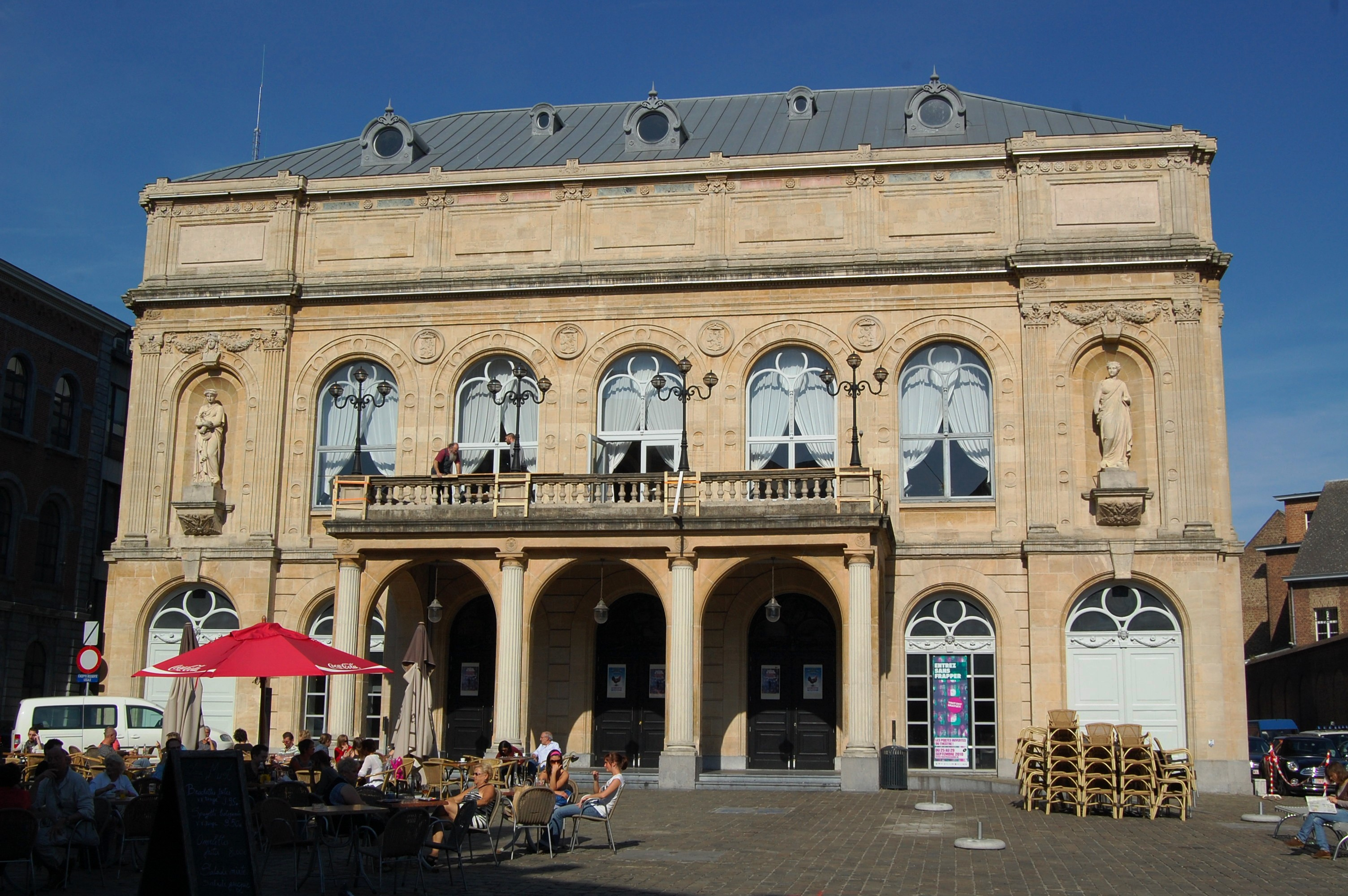
Théâtre royal de Namur.
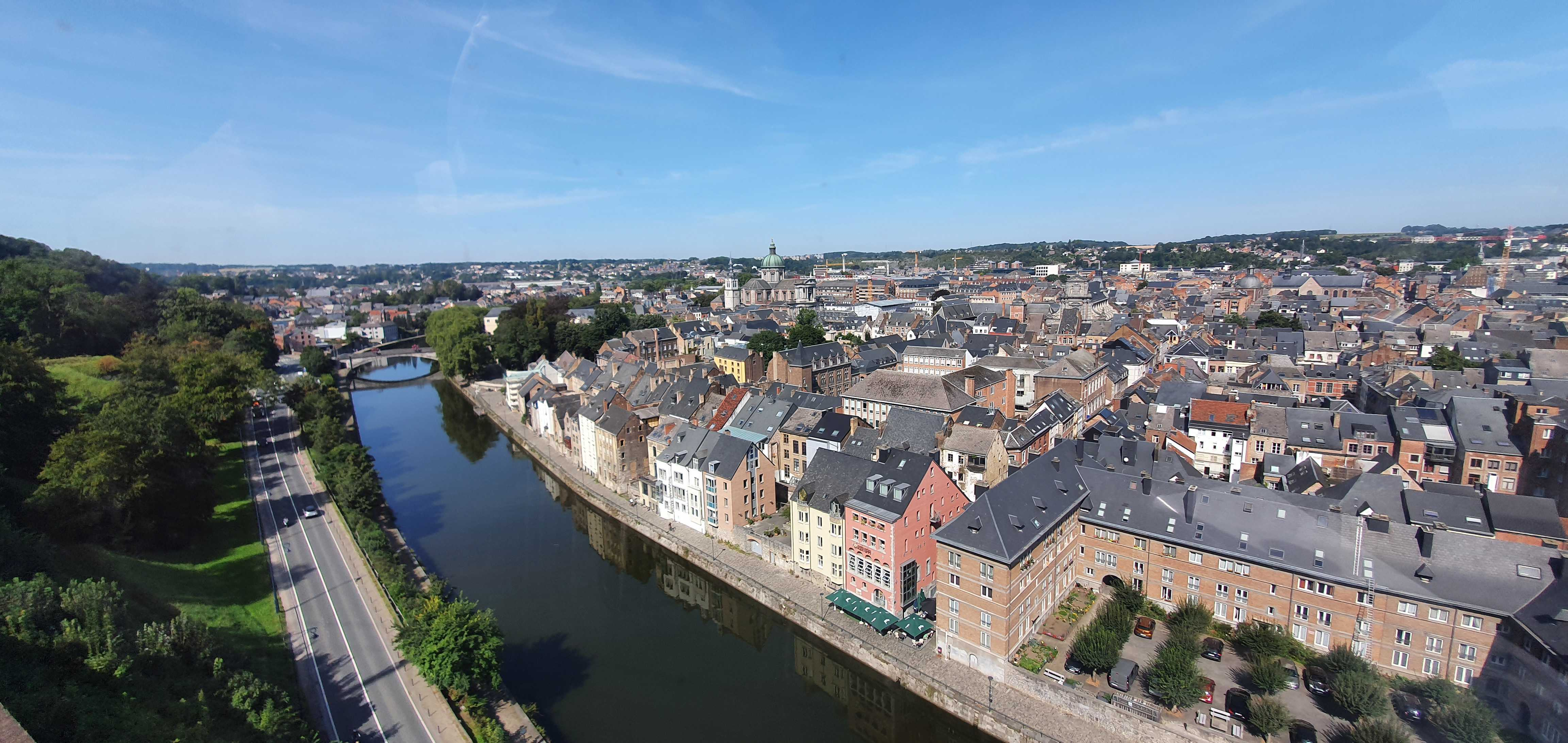
Quartier des Brasseurs
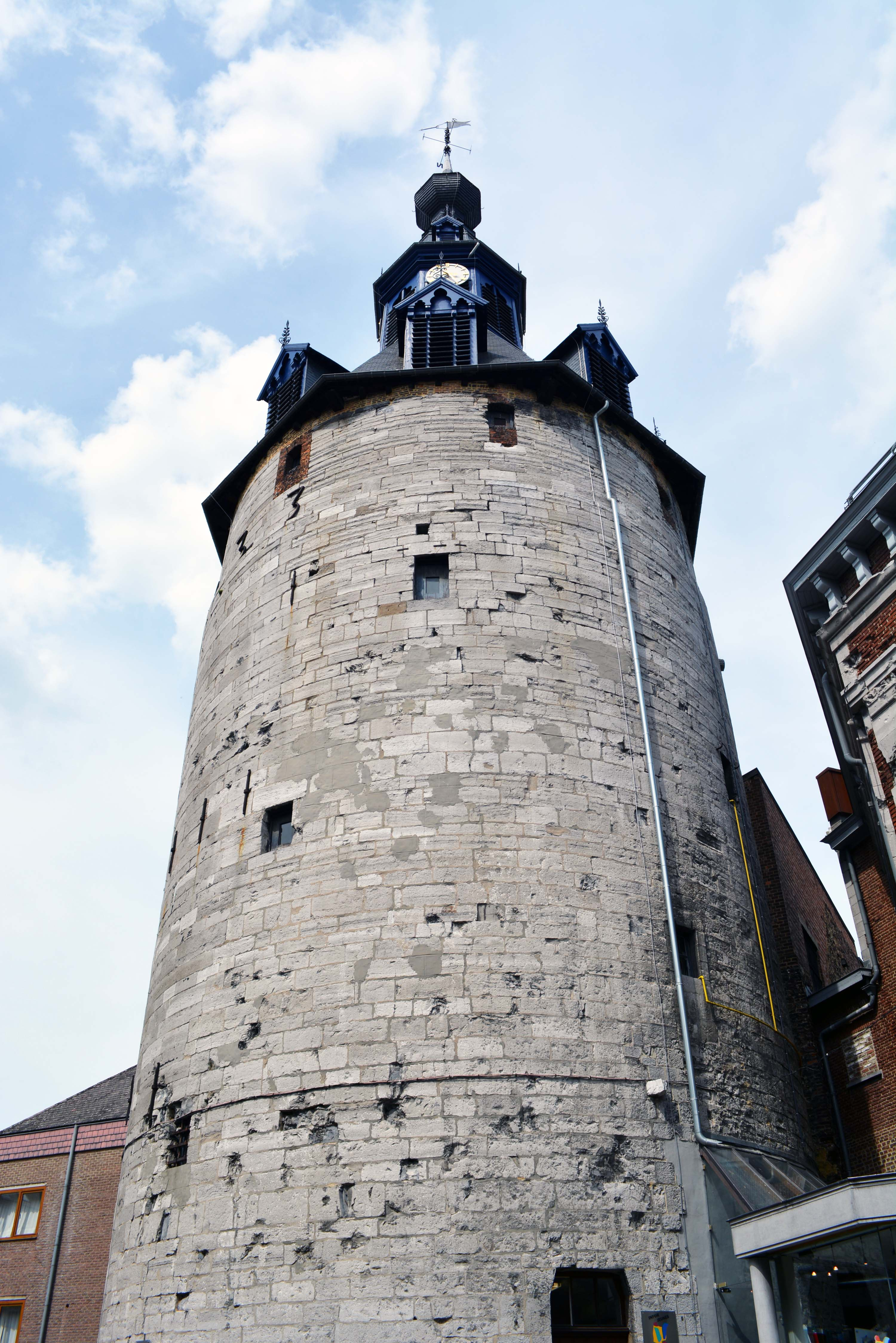
Le beffroi de Namur (XIe siècle).
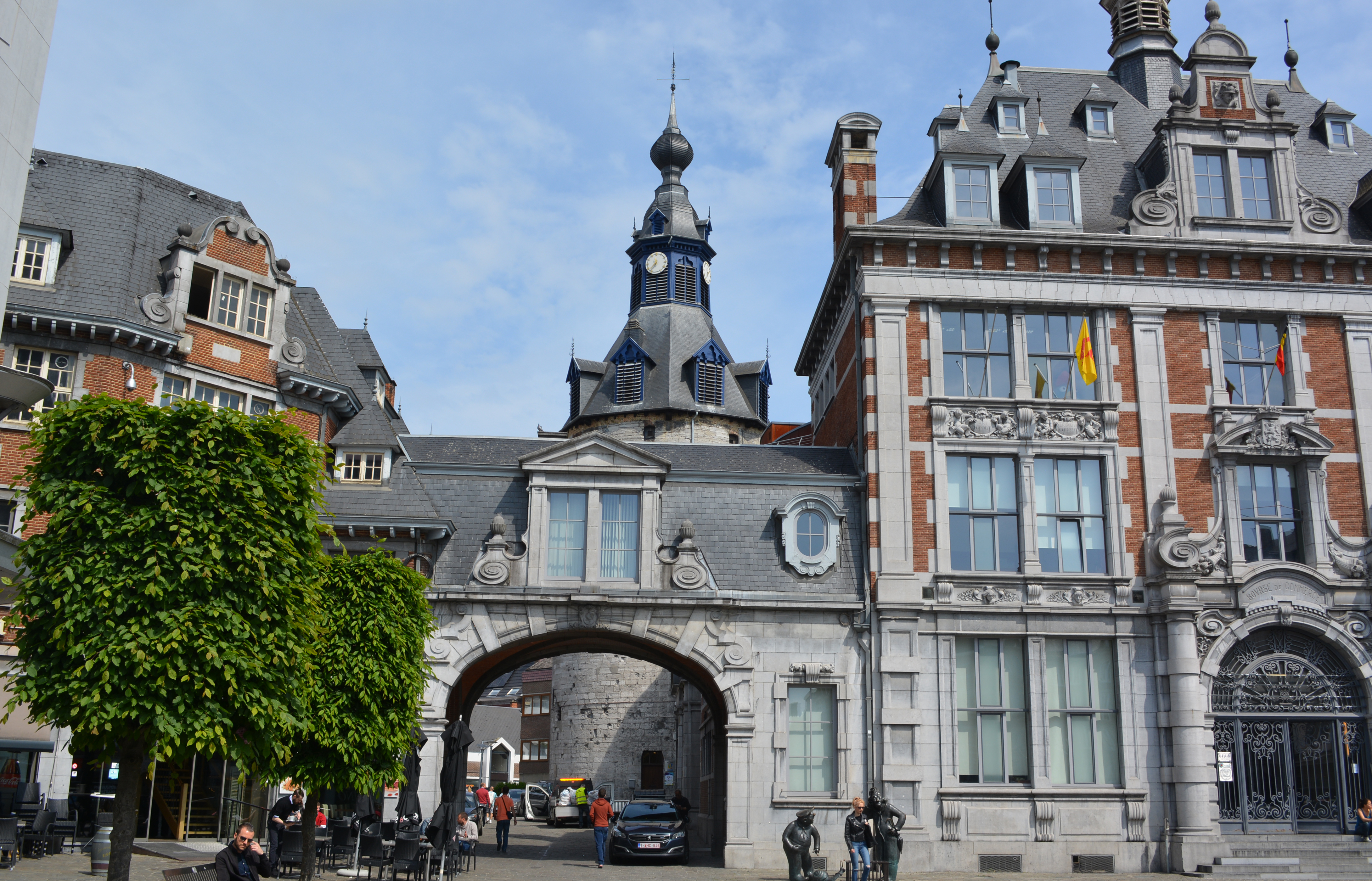
Le beffroi vu de la Place d'Armes.
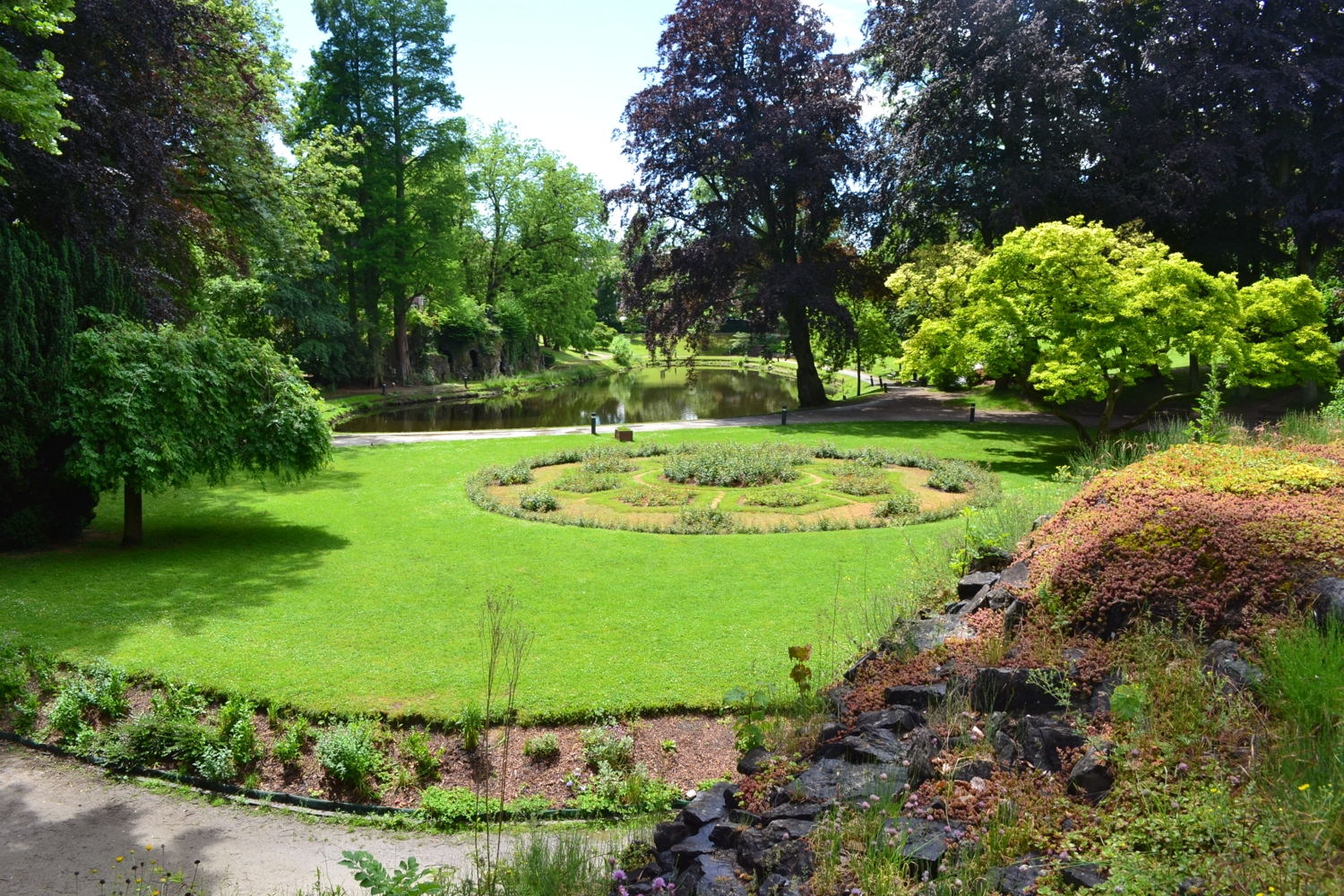
Le parc Louise-Marie.

### Patrimoine
Cité deux fois millénaire, Namur a beaucoup souffert des luttes européennes de la fin du XVIIe siècle ; l'essentiel de son patrimoine ne remonte donc pas au-delà de cette période. Néanmoins, quelques vestiges d'époque médiévale ou du début des Temps Modernes se laissent découvrir au hasard des rues. À l'ombre de la citadelle, elle-même conservant des bâtiments du Moyen Âge, le quartier piétonnier conserve ainsi quelques tours de la troisième enceinte médiévale, serrées dans un tissu urbain du XVIIe siècle et du XVIIIe siècle. Des hôtels de maître se laissent encore découvrir derrière de larges grilles, parfois ouvertes quand le bâtiment accueille un musée. Les églises ne sont pas en reste, de la modeste église Saint-Jean-Baptiste à l'imposante cathédrale italienne, en passant par la baroque église Saint-Loup.
Au nord de la « corbeille », le démantèlement des enceintes et des propriétés religieuses a permis à l'architecture néo-classique puis Art déco d'investir les quartiers périphériques de l'époque (rue des Carmes, rue de Fer, avenue Cardinal Mercier ou Reine Astrid à Salzinnes, par exemple). Sur la Meuse, ce sont enfin les Belles mosanes, les villas du XXe siècle. Le chemin de halage ou la Namourette sont deux bons moyens de découvrir quelques bijoux de la ville. Le long de la Sambre, ce sont les façades arrière de la rue des Brasseurs, en cours de restauration. Et les points de vue de la Citadelle achèveront le tableau.
L'ensemble souffre cependant d'un manque de mise en valeur, et l'iconoclasme des autorités communales, dans la deuxième moitié du XXe siècle, a largement endommagé le cœur historique de la ville et les bords de Meuse. Entre 1968 et 1973, au motif d'insalubrité, c'est tout le quartier du Grognon, berceau de la cité, qui fut rasé pour permettre le passage de larges avenues. Quelques années plus tôt, c'est la place Maurice Servais et la place d'Armes qui étaient « modernisées » au profit de l'automobile. Dans les années 1980 et 1990, le quartier du piétonnier est revitalisé, mais de très nombreux rez-de-chaussée originels des maisons ont disparu. À l'heure actuelle, la mise à jour de l'Inventaire du patrimoine est en chantier, à l'initiative du Service public de Wallonie. Cet outil pourrait servir à orienter une politique communale de promotion du patrimoine bâti et paysager.

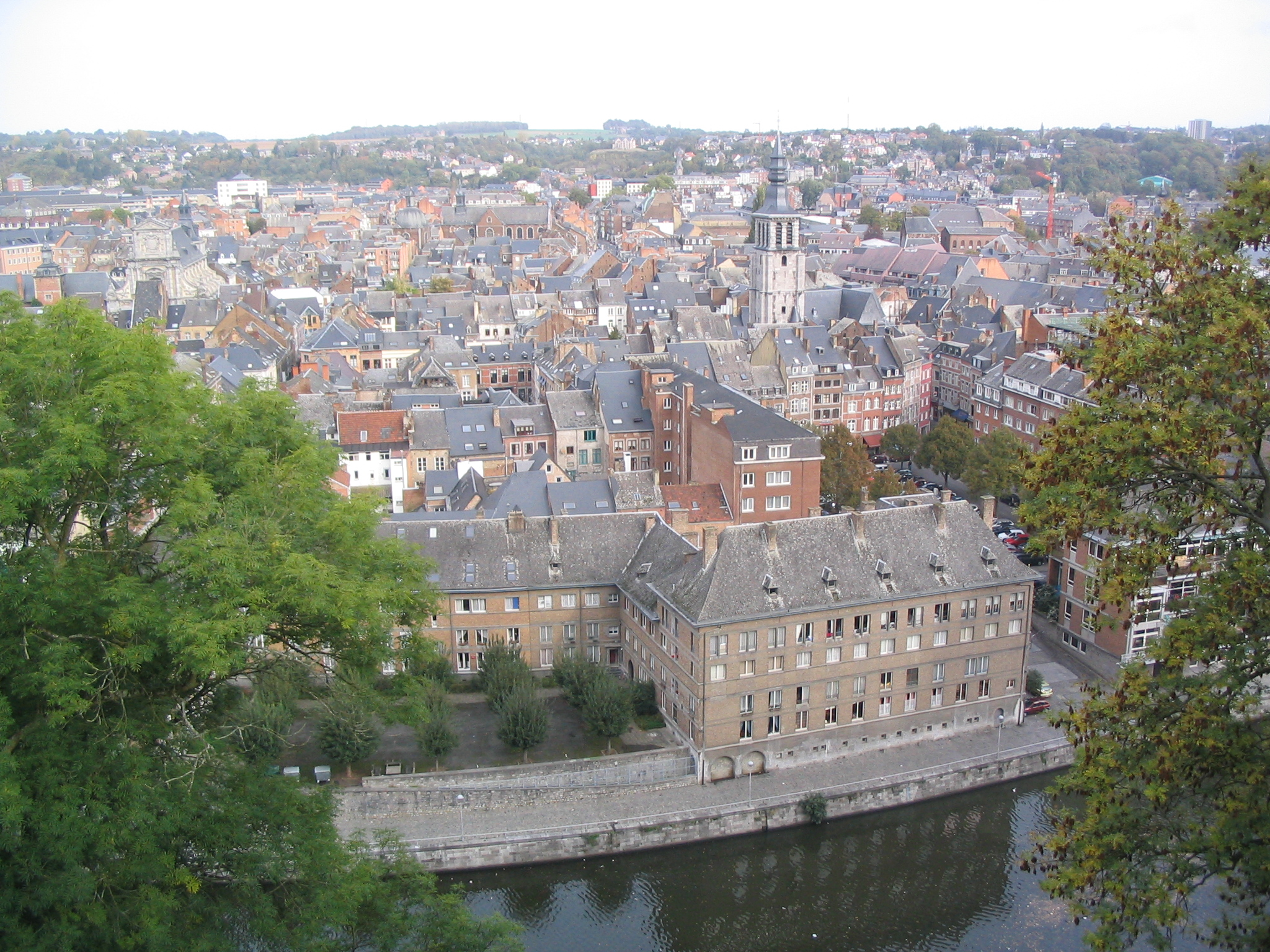
Vue de Namur depuis la citadelle.

#### Toutes périodes
- La citadelle (ensemble fortifié du XVIIIe siècle), le donjon de la citadelle (XIe siècle), le théâtre de Verdure, l'arboretum, etc.

#### Préhistoire et Antiquité
- L'administration du Service public de Wallonie conserve les éléments issus des fouilles menées sous sa direction (soit depuis 1989), au sein de ses services décentralisés (notamment à Namur) ainsi qu'au siège central, à Jambes.

#### Moyen Âge
- Chapelle Notre-Dame d'Hastimoulin, à Saint-Servais, ancienne propriété de l'abbaye d'Aulne (XIIIe siècle)
- Tour Marie Spilar (XIVe siècle) : ancienne tour de la troisième enceinte de la ville
- Beffroi (XIVe siècle) : ancienne tour Saint-Jacques de la troisième enceinte de la ville
- Seigneurie d'Anhaive, à Jambes (donjon médiéval et logis du XVIe siècle)

#### Temps Modernes

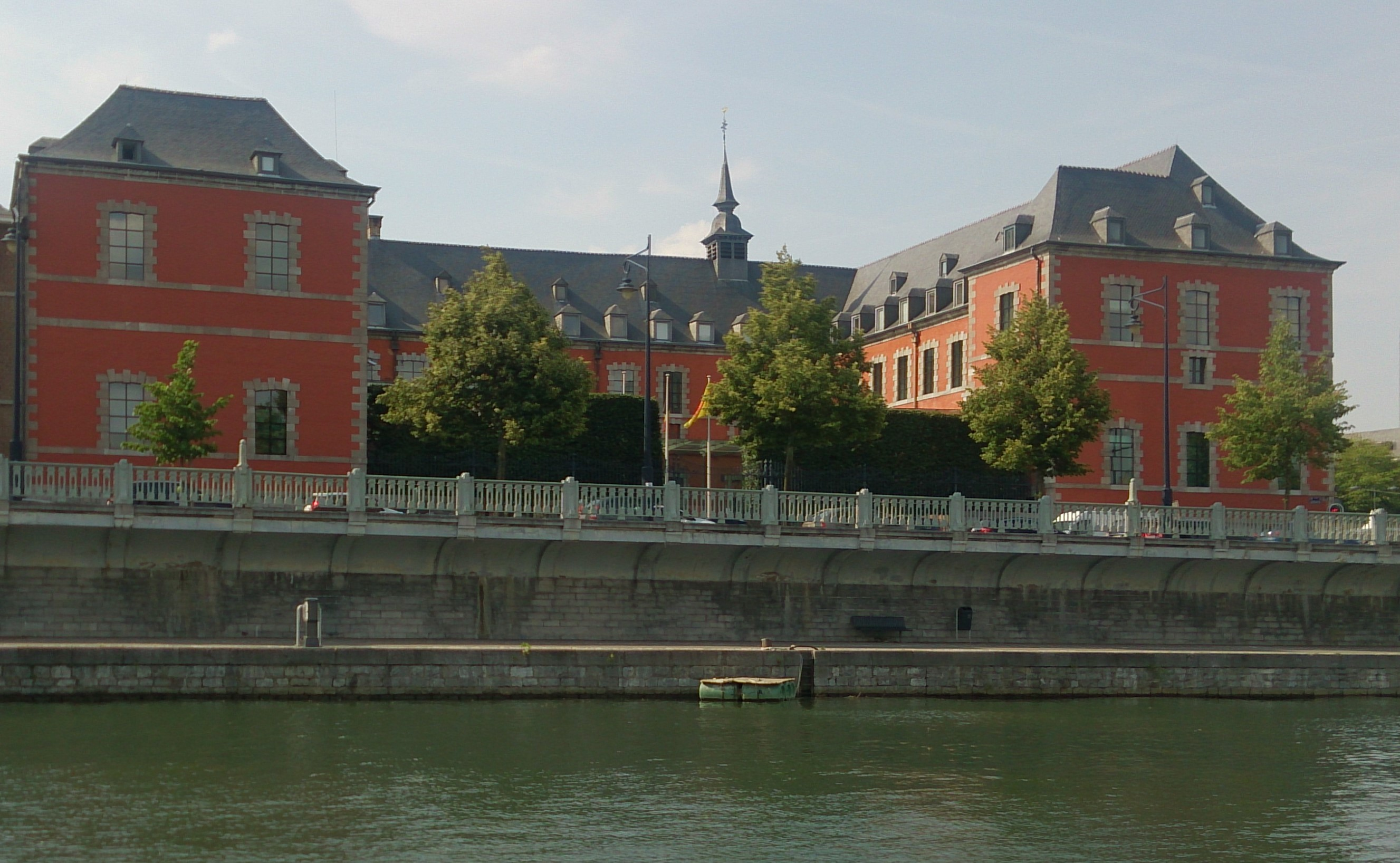
Hospice Saint-Gilles, actuel siège du parlement wallon.

- De nombreux bâtiments d'habitation, concentrés dans les zones piétonnes
- Halle al'Chair (XVIe siècle)
- Église Saint-Jean-Baptiste (XVIe siècle)
- Église Saint-Loup (XVIIe siècle) : chef-d'œuvre de l'art baroque en Europe
- Église Saint-Martin de Frizet à Vedrin (en ruines) (XVIe siècle)
- Arsenal (XVIIe siècle) (Patrimoine majeur de Wallonie)
- Hospice Saint-Gilles (siège du Parlement de Wallonie) (XVIIe siècle)
- Église Saint-Joseph (XVIIe siècle), ancienne église des Carmes

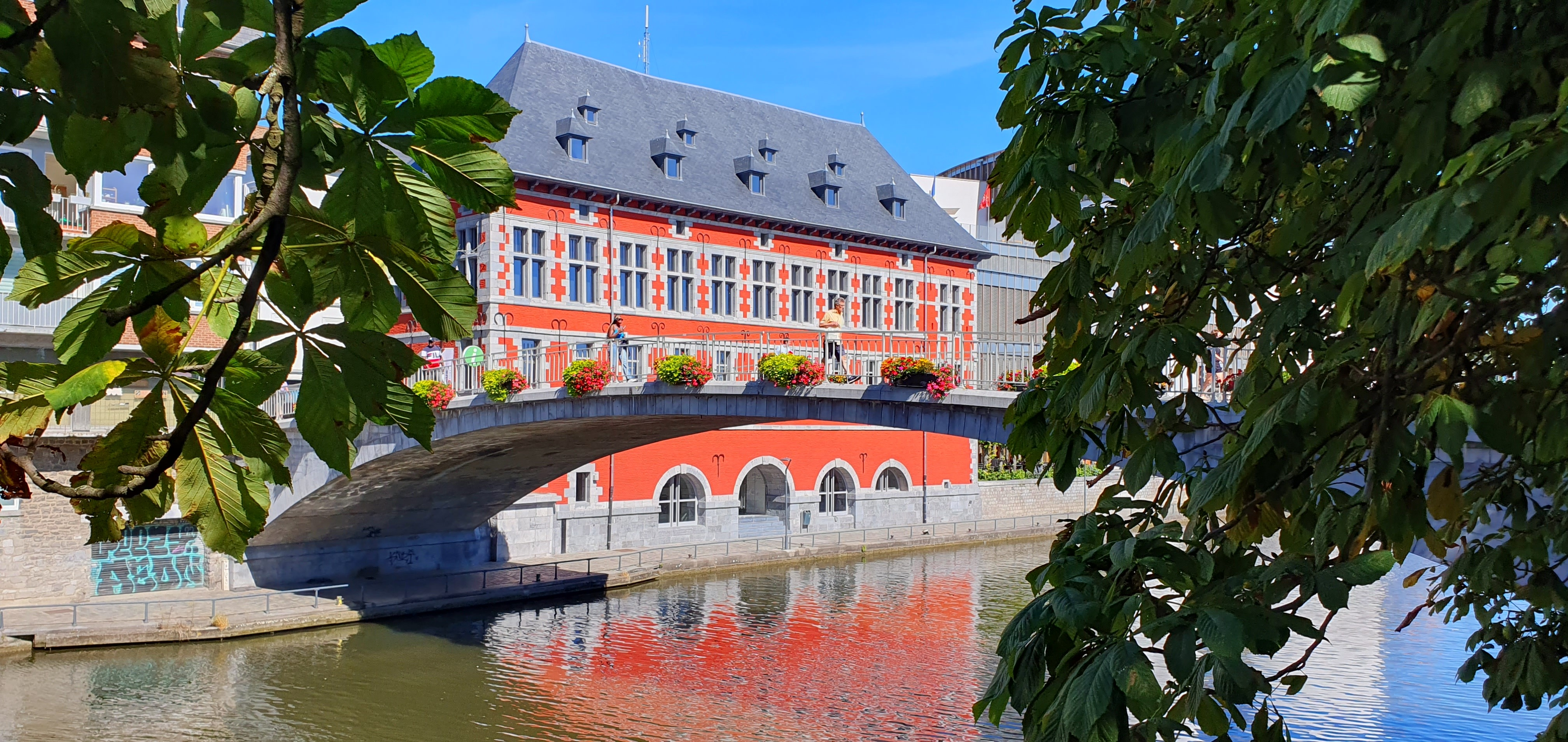
Halle al' chair.

- Palais des gouverneurs du Comté de Namur (XVIIe siècle), aujourd'hui Palais de justice
- Hôtel de Groesbeeck - de Croix (XVIIIe siècle)
- Hôtel de Gaiffier d'Hestroy (musée des Arts anciens du Namurois) (XVIIIe siècle)
- Porte Sambre et Meuse (XVIIIe siècle)
- Cathédrale Saint-Aubain (fondée en 1051 et reconstruite au cours du XVIIIe siècle)
- Palais épiscopal (XVIIIe siècle), aujourd'hui palais du gouverneur de la province
- Église Notre-Dame (XVIIIe siècle)
- Hôtel de maître Emmanuel de Fraula qui abrite la Maison de la Poésie et de la Langue française Wallonie-Bruxelles et dont le fronton de façade (en chapeau de gendarme) est unique à Namur (XVIIIe siècle).

#### Période contemporaine
- Position fortifiée de Namur[52], ensemble de neuf forts érigés à la fin XIXe siècle autour de la ville.
- Théâtre royal de Namur (XIXe siècle), restauré à la fin du XXe siècle.
- Chapelle Notre-Dame-du-Rempart (XIXe siècle)
- Château de La Plante (1838)
- Moulins de Meuse à Beez (XXe siècle) : minoterie construite en 1901, restaurée[53] pour accueillir en 1998 le Service des Archives régionales du Service public de Wallonie[54] (et transitoirement un cabinet ministériel, jusqu'en juin 2017)
- Casino de Namur : architecte Georges Hobé (1854-1936), restauration par l'architecte Georges Housiaux (1933-2013) en 1980.
- Villas du bord de Meuse (en amont de Namur, nombreuses villas Belle Époque).
- Maisons privées et édifices civils de style art-déco et art nouveau à Namur, Jambes, Salzinnes et Bomel.
- Cinéma Caméo, de style art-déco (1933-1934), architecte Jean Delooz ; rénové de 2013 à 2016 par le bureau d'architecture V+[55],[56]
- Cheval Bayard (sculpture monumentale d'Olivier Strebelle, 1958)
- Maison de la Culture, maintenant appelée "Delta" (architectes Victor Bourgeois, Jacques Colin, José Ledoux et Georges Lambeau, ainsi que René Péchère pour l’aspect paysager ; début de la construction en 1958, inauguration en 1964 ; des travaux de rénovation et d'agrandissement par Samyn et Partners architects & engineers ont été réalisés de 2017 à 2019[57],[58]).
- Collège d'Erpent (1971) : architecte Georges Housiaux (1933-2013).
- Cimetière militaire belge de Marchovelette : contient 491 tombes de soldats belges et 32 de soldats français morts durant la Première Guerre mondiale ainsi qu'un monument commémoratif.
- Position fortifiée de Namur (PFN) : neuf forts construits par le général Brialmont à la fin du XIXe siècle qui ont vaillamment défendu Namur lors de la Première Guerre mondiale et de la Deuxième Guerre mondiale. Seul le fort de Saint-Héribert se visite.

### Patrimoine immatériel
Parmi les nombreuses traditions et sociétés folkloriques namuroises, deux ont été reconnues comme « chefs-d’œuvre du Patrimoine oral et immatériel de la Fédération Wallonie-Bruxelles » :
- les joutes sur échasses de Namur sont inscrites sur la liste représentative du patrimoine culturel immatériel de l’humanité.
- Société Royale Moncrabeau de Namur

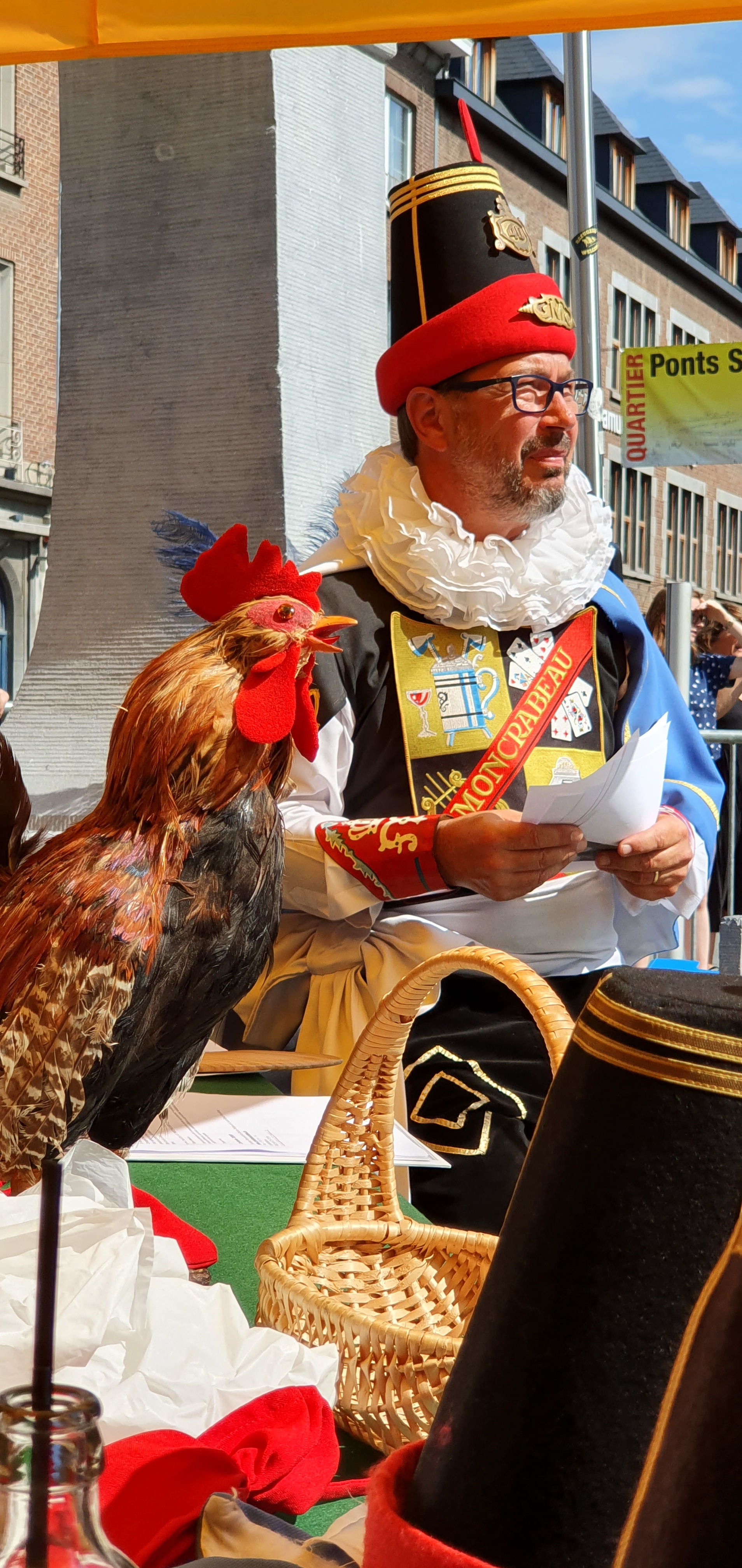
Société Royale Moncrabeau
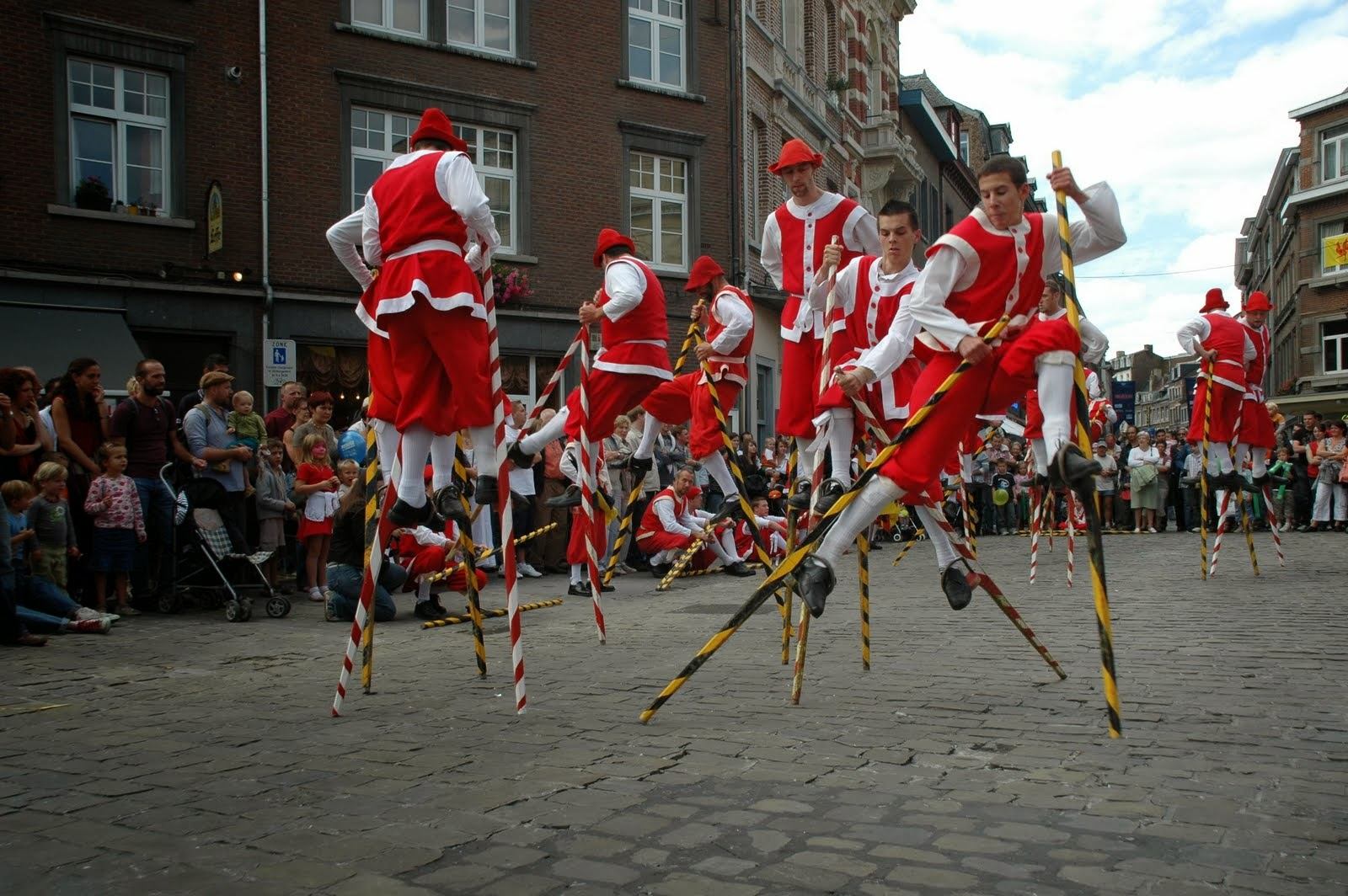
Joutes sur échasses

### Présence monastique
- Des bénédictines douaisiennes créèrent, en 1613, l'abbaye de la Paix Notre-Dame de Namur, sur l'emplacement occupé actuellement par l'Université de Namur (anciennement 'Facultés Notre-Dame de la Paix'), cette dernière faisant usage d'une partie des vieux bâtiments des XVIIe et XVIIIe siècles[60].
- L'hôtel de Croix fut primitivement un refuge de l'abbaye de Villers-la-Ville, reconstruit en 1752-1753 par le comte de Groesbeeck[60].
- La Porte de Gravière (1647) est un portail de l'ancien refuge de l'abbaye de Floreffe[60].
- Le palais épiscopal, édifié entre 1750 et 1780, servit de refuge à l'abbaye de Malonne[60].
- Près de la Place de l'Ange, quelques bâtiments, profondément transformés, ont fait partie de l'abbaye de Salzinnes, fondée au XIIIe siècle et plusieurs fois pillée et saccagée au cours des siècles[60]
- Abbaye Notre-Dame-du-Vivier à Marche-les-Dames.

### Musées

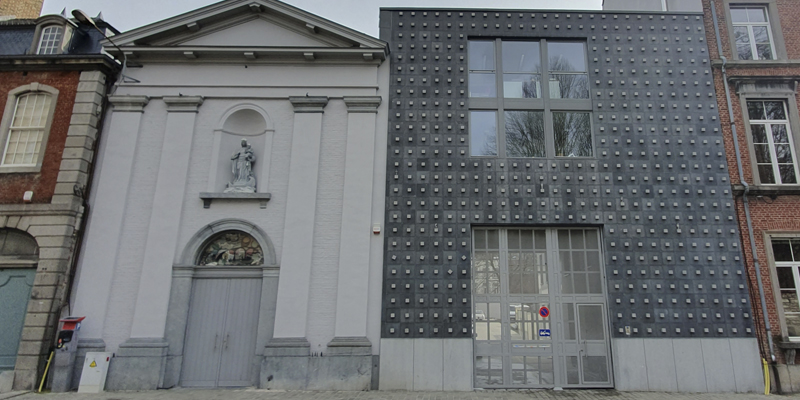
Pôle muséal des Bateliers

- Pôle muséal Les Bateliers, inauguré en septembre 2024 donne l'accès à deux musées : 
  - le musée archéologique de Namur : collection de pièces de la Préhistoire au Haut Moyen Âge (culture mérovingienne et carolingienne) issues de fouilles menées pendant près de 140 ans à Namur et dans la province de Namur et ses abords sous la direction de la Société archéologique de Namur depuis sa création[61] ;
  - le musée des arts décoratifs de Namur : installé dans l'aristocratique Hôtel de Groesbeeck - de Croix. Riches collections du XVIe siècle au XVIIIe siècle : peintures, lambris, tapisseries, parquets, statues, mobilier, céramiques, vases en cristal, orfèvrerie, faïencerie et porcelaines restituant l'atmosphère de l'Ancien Régime (période autrichienne en particulier)[62];
- Musée provincial Félicien-Rops[63] est consacré au caricaturiste et peintre Félicien Rops, bourgeois iconoclaste, pourfendeur de ses pairs et reflet d'un monde artistique à la Baudelaire. Il accueille également des expositions temporaires sur des thématiques aussi variées que le XIXe siècle et ses artistes, l’art graphique ancien ou contemporain, ainsi que certains aspects de l’œuvre ou de la vie de Rops.
- Musée provincial des Arts anciens du Namurois[64] est le pendant médiéval et moderne du musée archéologique. Géré par la Société archéologique de Namur, il conserve de nombreuses pièces architectoniques et historiques du grand Namurois. Depuis 2010, le musée présente le Trésor du prieuré d'Oignies, ensemble exceptionnel d'orfèvrerie médiévale mosane, aux côtés de collections d'art civil et religieux du Moyen Âge namurois.
- Musée diocésain et le Trésor de la cathédrale Saint-Aubain abritent de remarquables pièce d'orfèvrerie mosane.
- Musée africain de Namur. Essentiellement centré sur la présence belge au Congo, le musée recèle de petits trésors ethnographiques dans ses réserves.
- Musée du Génie et celui des Commandos.
- Trésor du Prieuré d'Oignies, autrefois situé dans la rue Notre-Dame, présente des pièces d'orfèvrerie mosane du Moyen Âge. Il a été transféré au début de l'année 2010 au Musée des arts anciens du Namurois.
- Musée de la Fraise célèbre la vie d'antan et la culture de la fraise, qui fait encore la réputation du village de Wépion, aujourd'hui un faubourg de Namur.
- ComputerMuseum NAM-IP, Musée de l'Informatique pionnière en Belgique[65].
- Centre du visiteur 'Terra Nova', une plongée multimédia dans le passé, le présent et le futur de Namur[66].

### Institutions culturelles
- Le Delta, la maison de la culture de la Province de Namur[67].
- Maison de la Poésie[68], elle organise régulièrement des activités sur le thème de la littérature française : conférences, spectacles, concerts, rencontres littéraires, etc.
- Bibliothèque Moretus-Plantin, fait partie de l'Université de Namur
- Bibliothèque Baie des Tecks, un lieu consacré à la bande dessinée depuis 1983[69].
- Réseau namurois de lecture publique, il compte 9 bibliothèques réparties sur le territoire de la Ville de Namur[70].
- Théâtre de Namur propose des spectacles pour enfants, des concerts de musique classique, de la chanson française, du théâtre amateur, des créations et des classiques européens. Ailleurs en ville, des concerts de musique classique sont régulièrement organisés, notamment à l'église Saint-Loup (dans le piétonnier).
- Centre Culturel de Namur (CCN), est un lieu d'expositions, de spectacles pour le jeune public et les familles, de concerts, d'ateliers créatifs, stages et workshops, de résidences d'artistes en création, de débats citoyens, de projets avec les associations et les écoles. Sans oublier l'espace public avec sa plaine de jeux et la Baie des Tecks. Le CCN est un carrefour d'inventions artistiques, culturelles et sociales.
- CEC (Centre d'expression et de créativité), est un lieu où l'on peut découvrir des ateliers. Des rencontres sont organisées avec plusieurs artistes pour partager, rêver, raconter des histoires, éveiller sa curiosité ainsi que confronter des points de vue au sein d'un groupe. Les adultes et les enfants y sont les bienvenus.
- Grand Manège et son Namur Concert Hall : consacré à la musique classique, il est le siège du Conservatoire Balthasar-Florence, du CAV&MA. Le Namur Concert Hall dispose de 800 places[71].
- Deux cinémas : Acinapolis est un grand complexe commercial, situé à proximité de la gare de Jambes. L'Eldorado qui était installé dans un bâtiment de style éclectique du XIXe siècle rue de Fer, a été fermé en décembre 2016. Le Caméo 2, ainsi nommé en raison de la fermeture temporaire du premier Caméo, propose une sélection du réseau Europa Cinemas, à l'instar de ce que faisait jusqu'alors le Forum à Salzinnes. Le 5 mars 2016, après deux ans de travaux, l'ASBL Les Grignoux inaugure le nouveau Caméo[72] qui succède au provisoire Caméo 2. La Maison de la culture projette hebdomadairement des classiques en copie numérique, sélectionnés par la Cinémathèque royale de Belgique, dans ses locaux, rue Golenvaux.
- La Maujone do walon èt do folklôre (« Maison du walon et du folklore »), située au no 24 de la rue Saint-Nicolas : elle abrite les locaux des Échasseurs namurois, de la Royale Moncrabeau, des Rèlîs Namurwès et des Alfers namurois.
- Quelques endroits plus confidentiels peuvent également être relevés. Ainsi en va-t-il de l'espace d'exposition situé en face du beffroi (à la place d'Armes), qui propose des expositions temporaires de photographies ou de peintures ; de la Maison de la Culture, qui présente des expositions temporaires d'affiches ou de photos ; de la Bibliothèque universitaire Moretus Plantin (BUMP), où se tient régulièrement une exposition de livres anciens, d'incunables ou de photographies inédites du Namurois.

### Animations culturelles et festivals
En tant que ville de la Grande Région, Namur a participé au programme de l'année européenne de la capitale de la culture 2007 grâce, notamment, à sa maison de la culture. En 2008, dans le cadre des projets européens INTERREG, Namur a initié un partenariat culturel transfrontalier avec Charleville-Mézières.

#### Festivals récurrents
Chaque année, plusieurs festivals ont lieu à Namur. Les festivités débutent généralement en mars avec le parcours Chambres avec Vues qui met à l'honneur les artistes namurois tous les deux ans depuis 2010. Fin mars, le festival d'humour Namur is a Joke, porté par GuiHome, anime la ville depuis 2022. Suit la journée du folklore, en avril. À l'initiative de l'ASBL Folknam, le troisième samedi d'avril voit se tenir, en matinée sur la place d'Armes (centre-ville) un rassemblement des groupes et confréries locales, lesquelles s'ébrouent l'après-midi, en un vaste cortège à travers la ville, pour terminer leur agapes en un rondeau final sur ladite place. Ensuite vient le Saint-Louis festival fin avril, un festival de musique éclectique et tremplin de jeunes talents.
Namur en Mai prend ses quartiers à l'Ascension ; ce festival des arts de la rue réunit conteurs, jongleurs, musiciens et artistes de tout poil dans les rues piétonnières de la ville, dans des spectacles tantôt gratuits, tantôt payants. Il est suivi du Tattoo festival, un regroupement international consacré aux musiques militaires et de Namur en chœurs, un événement réunissant plus de 50 chorales dans divers lieux emblématiques de Namur.
En juin, se déroulent le Festival international et Marché de Poésie et Verdur, un festival gratuit de musiques actuelles.
En juillet, suivent les Médiévales, tous les deux ans, à la citadelle : spectacles et animations sur le thème (large) du Moyen Âge. Dans le cadre des Festivals de Wallonie, le Festival Musical de Namur prend place début juillet depuis 1964. L'Été mosan, festival itinérant de musique classique, s'arrête régulièrement à Namur pour les mélomanes. La capitale wallonne accueille également Namur capitale de la Bière, un rassemblement consacré aux bières artisanales.
L'Intime Festival (Poésie et littérature), les Solidarités (musique) et le Festival mondial du Folklore se déroulent à Namur durant le mois d'août.
Durant chaque été, les œuvres d'un·e artiste contemporain·e sont exposées sur les places et dans des jardins de Namur à l’occasion de Sculptures dans la Ville (Charlotte Marchal en 2007, Sabine Guillaume en 2008, Liliane Bourgeat en 2019, Nicolas Eres en 2020).
En septembre (week-end du 3e dimanche de septembre), Namur vibre au rythme des Fêtes de Wallonie. Au début du mois d'abord, la Société royale Moncrabeau plus communément appelée « Les Quarante Molons », organise sur la place du Théâtre, sur le siège du menteur adossé au monument à Nicolas Bosret, un concours de "menteries". Les "menteries" sont proposées en français ou en wallon par les candidats au titre annuel de « Prince-Président des menteurs ».
Du jeudi au lundi des Wallonie, les rues de la ville sont envahies par la liesse populaire. La bière et le peket y coulent à flots. On peut y voir de nombreuses manifestations culturelles (des concerts dans tous les quartiers et sur les places publiques, des expositions), mais aussi des défilés et animations folkloriques, comme le combat des échasseurs. On y entend souvent Li Bia Bouquet (chant officiel de la Ville depuis 1856) et Viv Nameur po tot, chant de ralliement des Namurois. Chaque année, autour de 200 000 personnes affluent pendant les cinq jours de festivités.Côté cinéma, le mois de septembre attend le Festival international du film francophone (FIFF, créé en 1986), octobre est le mois du Festival international Nature Namur. C'est aussi le moment des Beautés soniques, festival qui allie musique et expositions.
Début novembre, le KIKK Festival s'installe dans Namur, cet événement promeut les cultures numériques et créatives.

#### Festivals ponctuels
- 1967 et 1982 : Europa Cantat
- 2009 : Festival Tintin (8-10 mai 2009)
- 2016 : Européade (festival européen de folklore)
- 2019 : Graffiti Pshitt Festival (arts urbains)

#### Autres animations
Depuis 2008, des concerts électro-rock ont également lieu au Belvédère de la citadelle, tandis que le théâtre de Namur propose de brefs concerts rock pendant l'été. Et toute l'année, dans les cafés, s'improvisent des concerts folk, rock, jazz. Enfin, quelques concerts sont organisés par les groupes désireux de se produire eux-mêmes ou par des particuliers, le plus souvent au Cinex (rue Saint-Nicolas) ou au Belvédère (citadelle).
De nombreuses brocantes se tiennent régulièrement, dans le centre de Namur le samedi matin (en même temps que le marché) ou en périphérie : le 1er mai à Bomel, le 21 juillet au Grognon, tous les dimanches à Jambes…
De nombreux salons sont organisés à Namur comme Bois et Habitat, Valériane et Antica.

### Fresques
Depuis 2004, la Fresque des Wallons, trompe-l'œil monumental situé dans les Jardins du Maïeur, présente quelque 250 Wallons illustres et références à l'histoire de la Wallonie. Par la suite, Namur a vu fleurir des fresques sur une série de façades aveugles du centre ville:
- Eyes-Be, Hôtel de Ville
- Propaganza, impasse des écoliers
- Annia Zuber et Sébastien Gairaud, Ceci n'est pas un arbre, Musée des Arts anciens

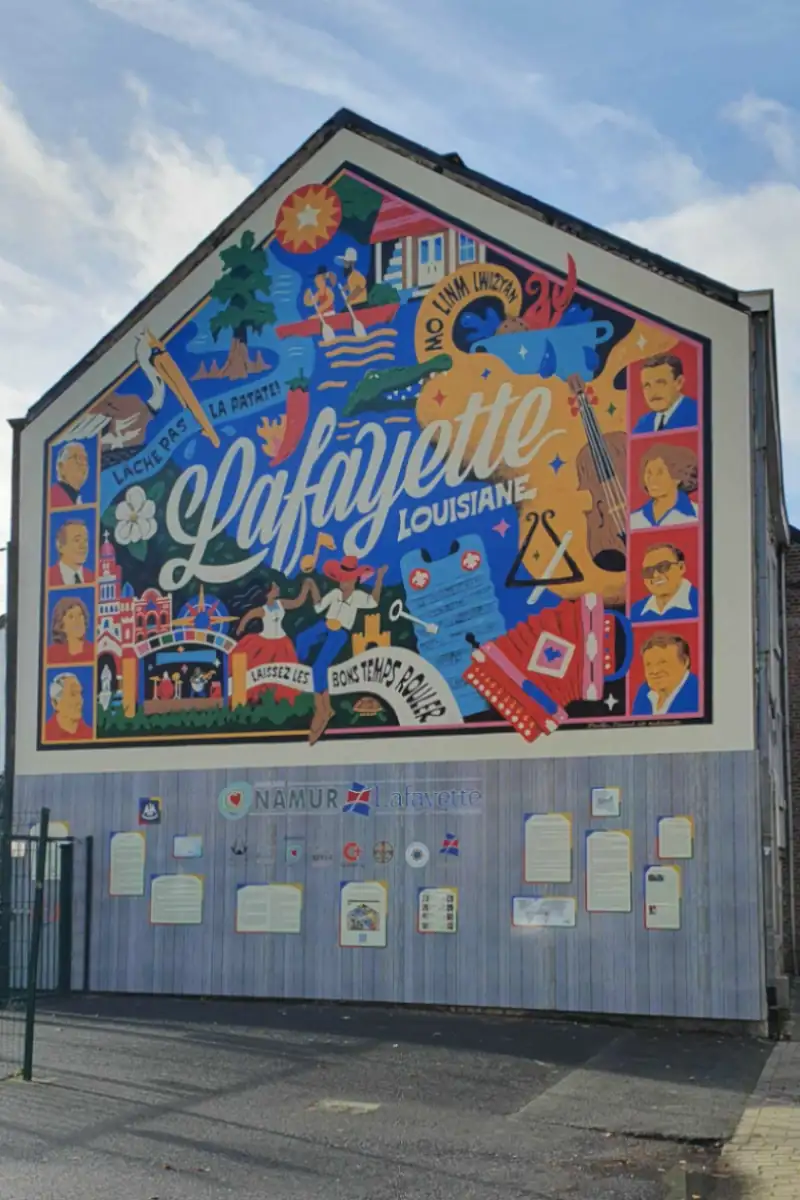
Fresque Namur-Lafayette, inaugurée en 2023.

- Fresque Namur-Lafayette, inaugurée en 2023.Kahef, Viv Nameur po tot, rue Basse Marcelle
- Jean-François Octave, Hommage à Evelyne Axell, Rue du Lombard
- Demosthene et Maxime Lambert, Skills, Rue Courtenay
- Demosthene, Rue Mazy (Villa Balat)
- Dan Brault et Propaganza, Des Fleurs pour Namur, Place de Québec
- Alice Janne, Rue du Beffroi
- Sam Laloux, Quai 22
- Tamar Kasparian, Chaos végétal, Maison de la Poésie
- Leon Keer, Boulevard Cauchy
- Mona Caron, Rue Lucien Namêche
- Telmo et Miel, Pont de Louvain
- Gala Caki, Rue du Belvédère 41
- Proganza, Rue des Bosquets 24
- Néan, Avenue Sergent Vrithoff 173
- Fresque Namur-Lafayette, Rue Mazy 12 : Cette œuvre présente une double particularité, c'est la première fresque imprimée sur une bâche tendue et la première fresque numérique !

### Musique
Plusieurs groupes de musique electro, pop, folk, rock ou metal ont vu le jour à Namur, certains avec succès :
- Asphalte Martyres - Oi Trad
- The Banging Souls - Rock[88]
- Camping sauvach - Musique festive
- Citadel Lost Kids - Rap music
- Jesse Clack - Pop indie
- Down To Insanity - Metal
- Yves Dulieu et les Bières qui Roulent - Chanson française festive
- Flexa Lyndo - Electro rock
- De Frigobox Toeristen - Rock festif
- Glauque - Collectif Rap[89]
- Hippolyte - Pop/rock
- Kosmos Festival - Musique festive[90]
- Krakin'Kellys - Rock[91]
- Little X Monkeys - Folk pop
- Melody Dalton - Chanson française
- Ceilí Moss - folk-rock
- Sam et les Orphelins - Chanson française
- Les Sax à Fond - Groupe musical composé uniquement de saxophones, qui a représenté la Belgique culturelle à l'exposition universelle de Shanghai.
- Swimming Poules - Trio Jazz[92]
- Symphonie Cubique - Rock alternatif
- Trio14 - Folk[93]
- La Vierge Du Chancelier Rolin - cold-wave progressif
- Erwin Vonvox[94]
- Marie Warnant - Chanson française
- Wolves Scream - Metalcore
- Claire Laffut - auteure-compositrice-interprète et plasticienne

Divers ensembles de musique classique existent à Namur :
- Les Agrémens, créés en 1995 (Chef Guy Van Waas) ;
- Le Chœur de Chambre de Namur, créé en 1987 (Chef : Leonardo Garcia Alarcon) ;
- Le Chœur symphonique de Namur, créé en 1990 (Chef : Patrick Baton) ;
- L'Orchestre symphonique de Namur « la Concorde », créé en 1887 - orchestre de l'Université de Namur (Chefs : Raphaël Feye, Romain Corbisier, Michel Déom) ;
- Le Chœur royal « Les Compagnons du Champeau », créé en 1959 (Chef : Bernard Coulon) ;
- Le Chœur et l'Orchestre symphonique Terra-Nova, créés en 1989 (Chef : Etienne Rappe) ;
- Millenium Orchestra, créé en 2014 (Chef : Leonardo García Alarcón).

Le chant choral est très présent à Namur. Les chorales sont regroupées au sein de la fédération des chorales A cœur Joie. Un festival est consacré au chant choral amateur chaque année, Namur en chœurs.
En musique traditionnelle aussi, plusieurs groupes animent la place namuroise.
L'ASBL Folknam Musique Trad rassemble les musiciens du milieu folk et coordonne animations et productions discographiques à caractère patrimonial.

### Films et séries tournés à Namur
- 1972 : La Chambre rouge de Jean-Pierre Berckmans avec Maurice Ronet et Christian Barbier.
- 1992 : C'est arrivé près de chez vous de Rémy Belvaux, André Bonzel et Benoît Poelvoorde
- 1995 : Le Roi de Paris (Théâtre de Namur)
- 2001 : Le Vélo de Ghislain Lambert (Citadelle de Namur, rue Eugène Hambursin)
- 2009 : Sœur Sourire de Stijn Coninx
- 2014 : La French (Palais provincial)
- 2014 : Le Tout Nouveau Testament (Espace culturel d'Harscamp)
- 2015 : Les Visiteurs 3 : La Terreur
- 2016 : Ennemi Public (Citadelle de Namur)
- 2016 : La Folle Histoire de Max et Léon (Palais provincial, Musée des Arts décoratifs)
- 2016 : Les Visiteurs : La Révolution (Palais de Justice, Palais provincial, Musée des Arts décoratifs)
- 2017 : Raid dingue (Brasserie François)

### Tourisme vert

#### Promenades
- Afin de développer l'écotourisme sur le territoire de la ville, un nouveau maillage de 370 kilomètres de balades pédestres et cyclistes a été balisé. Une carte IGN des promenades est disponible à l'Office du Tourisme, situé place de la station (gare de Namur). Des vélos sont à louer chez Provélo également situé place de la station et à l’Empreinte belge situé rue des Carmes.
- Alternative aux transports en commun roulants, la Namourette est une navette fluviale (petite embarcation d'une capacité de douze personnes) organisée à Namur. Elle relie Jambes (port de plaisance Henri-Hallet, rive droite de la Meuse) et Salzinnes, rue de Tabora (rive droite de la Sambre). Le trajet dure environ 30 minutes. La navette ne fonctionne que pendant l'été (du 1er mai au 30 septembre).
- Depuis 2016, un service de pousse-pousse propose aux touristes et aux Namurois de parcourir la ville. Les trajets sont accompagnés par des commentaires touristiques prodigués par le chauffeur. Les pousse-pousse circulent tous les jours en juillet et août et les week-ends et fériés en avril, mai, juin et septembre[97].
- Namur compte près d'une centaine de caches dans un rayon de 15 km, accessibles à pied, en bus ou à vélo[98] ; ainsi que de nombreuses cistes[99].
- Les sentiers de GR 125, 126, 412 et 575 passent dans Namur ou à proximité immédiate, ainsi que plusieurs circuits du RAVeL.
- Namur est depuis plusieurs siècles une étape du pèlerinage à Saint-Jacques de Compostelle (les 'chemins de Compostelle'). Un parcours balise le trajet reliant la gare à la citadelle, au moyen de coquilles de bronze insérées dans le pavage. L'église Saint-Jacques en était plus particulièrement l'étape.
- Li bia velo, un service de vélo en libre service en fonctionnement depuis mars 2012.

#### Parcs
- Parmi les quelques parcs arborés de la ville, celui du Champeau, sur la citadelle de Namur, avec son arboretum reste incontournable. Tout le sommet et le flanc nord-ouest de la citadelle est en réalité un vaste espace vert. Elle dispose également, depuis 2007, d'un « Jardin des senteurs », à l'école hôtelière, et du « Jardin des deux tours », d'inspiration médiévale, situé à mi-hauteur de la Route merveilleuse. Directement contigus au site fortifié, les bois de la Marlagne se développent vers l'ouest.
- Le parc Louise-Marie, parc romantique créé au XIXe siècle par le comblement des fossés de la quatrième enceinte (à l'extrémité de la Rue de Bruxelles), est un vestige de la zone de mouillage des bateaux qui avaient accès à la Sambre. Le dessin du parc est né d'un concours organisé par le Conseil communal de Namur qui vit l'architecte Constantin Schmits gagner.
- Le parc de l'Étoile, situé dans le quartier des Célestines, a été créé à la fin du XXe siècle rue de l'Étoile.
- Les jardins du Maïeur, derrière l'hôtel de ville, sont un parc sur terrasse créé en 1997. On y trouve des essence d'arbres et d'arbustes variées : tilleuls, massifs en cercle, magnolias haute tige, cornouillers à fleurs, camélias, diverses, variétés d’hortensias, viorne parfumée, etc.
- Le parc de La Plante, en amont de Namur, est le plus ancien des espaces verts namurois. C'est à l'ombre de ces tilleuls que Léopold Ier choisit de venir fêter en 1856, le 25e anniversaire de l'Indépendance belge. On y entend pour la première fois, l'hymne namurois le « li Bia Bouquet ». L'endroit, classé en 1984, est à voir pour la beauté de ses arbres centenaires dont un magnifique tulipier, quelques vieux ifs et un marronnier pleureur très rare à feuilles laciniées[100].
- Le parc des Sources, ancienne propriété de l'abbaye de moniales cisterciennes de Salzinnes, est ouvert depuis 1996 dans la rue Salzinnes-les-moulins (Flawinne).
- Le parc Astrid, à Jambes, développe ses courbes à côté de l'avenue Jean Materne.
- Le parc Attractif Reine Fabiola, situé sur les hauteurs de la citadelle.
- Le jardin du Musée Félicien Rops dont l'agencement s’est largement inspiré des plans réalisés par Rops pour le jardin du château de Thozée.
- Le jardin du Musée des Arts décoratifs, d’inspiration française, est une création entreprise par Hector Mathieux, lauréat d’un concours lancé en 1934.

#### Autres écrins de verdure
- La poudrière de Jambes comporte des biotopes aussi rares qu’intéressants, une prairie de fauche et une roselière, notamment[101].
- L'ancienne carrière du Piroy à Malonne[102].
- L'Arboretum de la Citadelle rassemblant des arbres remarquables dont des sapins, mélèzes, cèdres ou épicéas[103].
- Les anciennes carrières d'Asty-Moulin dans le quartier de Bomel, offrent un décor minéral propice aux observations de reptiles et de rapaces[104].
- Les bords de Meuse regorgent d'un patrimoine végétal qui colonise la rive droite de la Meuse entre le parc d’Amée et le confluent[105].

### Médias

#### Presse écrite
- Capitale de la Wallonie, Namur compte plusieurs antennes de rédaction. Les journalistes des deux quotidiens francophones « nationaux », La Libre Belgique (groupe Saipm) et Le Soir (groupe Rossel), sont présents à Namur, ainsi que ceux de quotidiens régionaux, tels que La Meuse (groupe Sudpresse) et La Dernière Heure/Les Sports (groupe saipm). Un quotidien régional est publié à Namur depuis le 19 novembre 1918 (il succédait à L'Ami de l'Ordre, 1839-1918) : Vers L'Avenir, qui a donné naissance à un important groupe de presse Les Éditions de l'Avenir.
- Deux périodiques sont édités à Jambes ; Confluent et Wallonia Nova présentent respectivement des articles namurois et wallons, sans exclusive cependant, au sein de la même maison d'édition.
- Depuis le 26 septembre 2008, le magazine Namur Capital fait partie de la vie namuroise. Un bimestriel gratuit que tout le monde peut trouver à Namur et dans sa région. Des découvertes magnifiques des gens qui font bouger Namur.
- Les collections de revues et journaux namurois anciens (1829-1981) de la Société archéologique de Namur ont été mis en dépôt en 1999 au Service des Archives régionales du Service public de Wallonie aux Moulins de Meuse à Beez (Namur). Un inventaire complet en a été publié en 2000.
- La presse gratuite est également bien présente, via l'hebdomadaire Publi-Namur, ainsi que les publications communales (Namur Magazine), provinciales (Emmène-Mois), régionales, universitaires (Libre cours), associatives, etc.

#### Presse radiotélévisée
- La télévision publique (RTBF) est présente à Namur, ainsi que la télévision locale de Boukè et la chaîne privée RTL-TVI.
- La radio dispose également de rédactions décentralisées, avec la RTBF, Bel RTL, Nostalgie, RCF, NRJ, Fun Radio, etc.

#### Radios associatives
- La Radio universitaire namuroise émet ses émissions musicales (pop, rock, électro) à partir du quartier de l'Arsenal ; gérée par des étudiants, elle est captée à Namur uniquement (88.1 FM).
- La radio Equinoxe, « Equinoxe, la radio découverte » émet depuis Erpent, son siège social étant à Champion ; elle diffuse un programme musical en journée entrecoupé de capsules (pop, rock, électro, artistes de la Fédération Wallonie-Bruxelles…) les soirées et week-ends, de nombreuses émissions à thème et/ou culturelles sont présentées ainsi que des décrochages à partir de festivals musicaux. Cette radio fait partie du réseau francophones FERA Rock, n'est perceptible en FM qu'à Namur (106 FM) et depuis juillet 2012, Equinoxe est perceptible également en streaming via leur site internet.
- Hit Radio est radio locale généraliste de proximité.
- Radio Studio One est une radio locale thématique électronique.
- Le siège de RCF, pour la zone Sud-Belgique est situé depuis 2017 dans la rue Julie Billiart.

## Transports
Voir section Voies de communication.

### Trains
Namur est depuis 2018 la première gare de Wallonie selon les comptages de mouvements de voyageurs publiées par la SNCB. Elle est située à l'intersection de plusieurs lignes : d'une part l'axe nord-sud Bruxelles - Namur - Arlon - Luxembourg, d'autre part l'axe est-ouest dit « dorsale wallonne » et enfin l'axe (essentiellement affecté au fret) « Athus - Meuse ». La gare de Namur est desservie quotidiennement par 400 trains de voyageurs. Elle devient de plus en plus une gare moderne, accessible et intermodale. Elle voit passer 21 000 voyageurs (train) par jour en semaine, soit environ 42 000 passages en tenant compte des retours des navetteurs, sans compter les personnes qui traversent la gare sans prendre le train.

### Bus
La desserte de la ville est principalement assurée par l'Opérateur de transport de Wallonie sous le nom usuel "le TEC" (les initiales de Transport En Commun). L'offre est structurée autour de trois types de services :
- les lignes dites "urbaines", proposent des fréquences élevées (jusqu'à 8x/heure en pointe) et desservent un rayon de maximum 10km autour du centre ville
- les lignes dites "périurbaines", incluant des dessertes parfois très rurales, proposent des fréquences plus faibles (souvent 2x/heure en pointe) sur des distances plus longues (jusqu'à 40 km)
- les lignes dites "express" assurent des liaisons interurbaines avec un nombre limité d'arrêts (un par village au maximum, plus les principaux pôles économiques) sur des relations où la demande est suffisante et où l'alternative "train" n'existe pas ou est pénalisée par un trajet moins direct; La fréquence est généralement horaire, parfois renforcée en heure de pointe ou au contraire limitée à celle-ci sur les trajets les plus ruraux[106].

Pour favoriser les correspondances, le cœur du réseau est situé à proximité de la gare ferroviaire de Namur. Les lignes urbaines ont leurs quais sur la place de la gare alors que les lignes périurbaines et express utilisent la gare multimodale de Namur, implantée sur le toit de la gare des trains. Inaugurée le 1er mars 2023, cette gare permet aux voyageurs de passer rapidement d'un mode de transport à un autre, optimisant ainsi leurs correspondances. Une rampe d'accès depuis le rond-point Léopold guide les bus TEC vers les 8 quais aménagés à l'intérieur de la gare.

### Téléphérique
Le 8 mai 2021, la ville de Namur a inauguré le téléphérique de la citadelle de Namur reliant la place Maurice Servais à l'esplanade de la Citadelle en moins de quatre minutes offrant un panorama tant sur la ville que sur la citadelle. Son but est essentiellement touristique, bien que la ville incite les navetteurs entrant en ville par l'avenue de la Vecquée ainsi que les étudiants résidant sur les hauteurs à garer à la citadelle puis à l'emprunter pour venir en ville. A cette fin, l'horaire touristique (de 10h30 à 17 heures) initialement convenu fut élargi dès septembre 2021 (de 7h à 18h30), à la suite d'une négociation avec l'exploitant assortie d'une intervention financière de la ville.
L'installation actuelle est la deuxième du genre dans la capitale Wallonne. Un premier téléphérique a circulé de 1957 à 1997 le long du flanc mosan de la citadelle.
Avant cela, un éphémère funiculaire a fonctionné de 1898 à 1912 en vue de desservir le grand Hôtel de la citadelle de Namur depuis le site réservé pour accueillir le nouveau casino de Namur à l'aval.

### Tramway
Avant l'avènement des autobus, la ville disposait d'un réseau de trams. Les premières lignes voient le jour en 1892, à l'époque en traction vapeur. L'objectif initial est d'assurer une desserte périurbaine vers les zones qui ne sont pas desservies par le "grand" chemin de fer au moyen d'une infrastructure plus légère et moins onéreuse, adaptée au potentiel moindre de ces zones. Rapidement, il apparait que la fréquentation est plus importante à proximité de la ville et mettre en place une offre renforcée sur les premiers kilomètres s'impose. Par ailleurs, l'opportunité d'électrifier ces relations "urbaines", plus densément desservies, a tout son sens.
Après la Seconde Guerre mondiale, et malgré une électrification quasi intégrale du réseau périurbain, la réputation du tram est mauvaise, la population et les autorités locales ayant jeté leur dévolu sur l'autobus qui promet plus de flexibilité, un confort et une vitesse commerciale supérieure à des tramways souvent assez anciens. Les lignes sont fermées au rythme de la livraison des autobus et de l'écolage des conducteurs.

## Enseignement

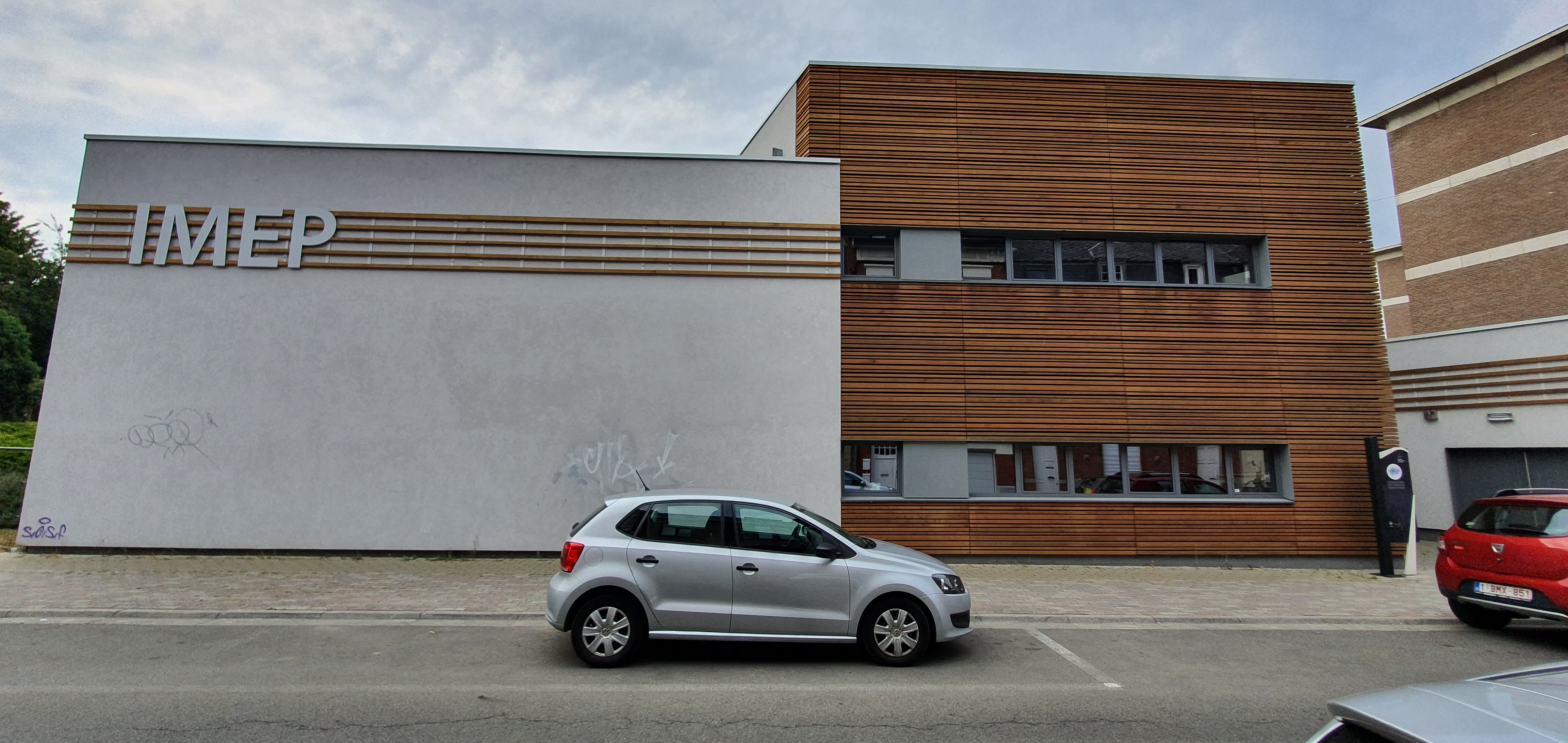
L'IMEP.

De nombreuses écoles assurent l'enseignement maternel, primaire, secondaire, spécialisé, technique et professionnel. La communauté scolaire Sainte-Marie à Namur, avec l'aide de l'ASBL École et Surdité, propose le seul enseignement « bilingue-biculturel » français-langue des signes de Belgique francophone de la maternelle aux études secondaires en Belgique : des groupes d’élèves sourds et malentendants en intégration dans un milieu entendant au sein d'une école classique, l’acquisition des deux langues français et langue des signes de Belgique francophone et l’obtention d’une formation comparable à celle des entendants sanctionnée par le même diplôme.
Namur est également une ville universitaire. Elle abrite l'université de Namur, fondée par la Compagnie de Jésus en 1831. Elle compte aujourd'hui plus de 6 000 étudiants. L'université accueille une majorité d'étudiants dans le premier cycle des études. Sur six facultés, quatre organisent un second cycle : Sciences économiques (sociales et de gestion), Sciences (mathématiques, physique, biologie, chimie…), Médecine (Sciences biomédicales) et Informatique. L'université organise également des formations pour adultes (bac, master, master de spécialisation, certificats), notamment en horaire décalé. D’autre part, toutes les facultés organisent des études de troisième cycle (PhD - Doctorats).
L'université catholique de Louvain possède aussi plusieurs implantations dans la ville via son CHU UCLouvain Namur.
Les hautes écoles (enseignement supérieur non universitaire) y sont aussi très présentes : Haute École Albert Jacquard, Haute École de la Province de Namur (HEPN), Haute école de Namur-Liège-Luxembourg (HENALLUX), offrant de nombreuses filières d'études supérieures.
Namur possède également un institut supérieur des arts : l'Institut de Musique et de Pédagogie (IMEP) d'où sortent des artistes comme la soprano Jodie Devos.
Depuis 2014, le Pôle académique de Namur rassemblent 14 établissements d'enseignement supérieur namurois, soit plus de 19 000 étudiants. On y retrouve l'Université de Namur, Gembloux Agro-Bio Tech, quatre hautes écoles, sept institutions de promotion sociale et l'IMEP.

## Religions
Traditionnellement catholique, la ville de Namur est depuis 1559 le siège du diocèse homonyme qui couvre les provinces de Namur et de Luxembourg. La ville compte de nombreuses paroisses. La paroisse primitive de Namur n'a pas été identifiée formellement ; peut-être s'est-il agi de Saint-Martin de Frizet (Vedrin), à moins que ce ne fût Notre-Dame, au Grognon[réf. nécessaire].
Parallèlement, il existe plusieurs temples protestants et plusieurs mosquées et depuis 1966, une loge maçonnique.

## Sports

### Principaux clubs de Namur
Les clubs cités évoluent au plus haut niveau de leur sport, soit en division 1.
| Club              | Sport            | Fondé en | Ligue              | Stade             |
| ----------------- | ---------------- | -------- | ------------------ | ----------------- |
| BC Namur-Capitale | Basket-ball      | 2010     | Division 1         | Hall Octave Henry |
| Namur Angels      | Baseball         | 1989     | Division 1         | Wépion            |
| Hockey Namur      | Hockey sur Gazon | 1912     | Division d'honneur | Hastedon          |
| TT Malonne        | Tennis de table  | 1970     | National A         | Malonne           |
| TT VedriNamur     | Tennis de table  | 1970     | National A         | Vedrin            |

Deux clubs de pétanque : un à Jambes, et l'autre à Saint-Servais.

### Liste des clubs[112]
- Sambre et Meuse Athlétique Club (athlétisme)
- Namur Angels (baseball)
- BC Namur-Capitale (basket)
- Dexia Namur (basket)
- Union Royale Namur (football)
- Union Royale Namur (basket)
- New BC Alsavin Belgrade
- Basket Club Loyers (basket)
- Royale Entente Sportive Jamboise (football)
- Wallonia Association Namur (football)
- Étoile Jaune d'Erpent (football)
- Royal Arquet Football Club (football)
- Royal Hockey Club Namur (hockey sur gazon)
- Royal Club Nautique de Sambre et Meuse (aviron, voile, tennis)
- Namur Olympic Club (natation)
- Rugby Namur XV (Rugby)
- TC de la Citadelle (tennis)
- Namur Volley (volley)
- BC Namur (badminton)
- Nambad (badminton)

### Principales compétitions nationales ou internationales
- Belgian Open de Tennis en fauteuil roulant – Tennis – Tennis Club de Géronsart[113]
- Challenge des joggings de Namur: regroupement, sur une année, des joggings se déroulant sur le territoire de Namur, d'Eghezée et de Gesves afin de fidéliser les amatrices et amateurs de courses à pied sur ces épreuves
- Coupe du Monde de cyclo-cross (UCI) – Cyclo-cross - une manche se tient à la Citadelle
- Motocross Grand prix of Belgium (1950 à 2007): chaque premier weekend d'août, entre 20 et 50 000 spectateurs se rassemblaient pour supporter les stars belges du motocross. Joel Robert, Roger Decoster, Gaston Rahier, André Malherbe, Georges Jobé, Eric Goeboers & Stefan Everts ont brillé sur ce circuit atypique, surnommé le Monaco du motocross[114].
- Grand prix de Wallonie - Cyclisme
- Marathon international de Namur[115]
- Tour de France (ville étape en 1952-1955-1959-2004)
- Rallye de Wallonie – Rallye automobile
- Xterra Belgium[116]

### Infrastructures[117]

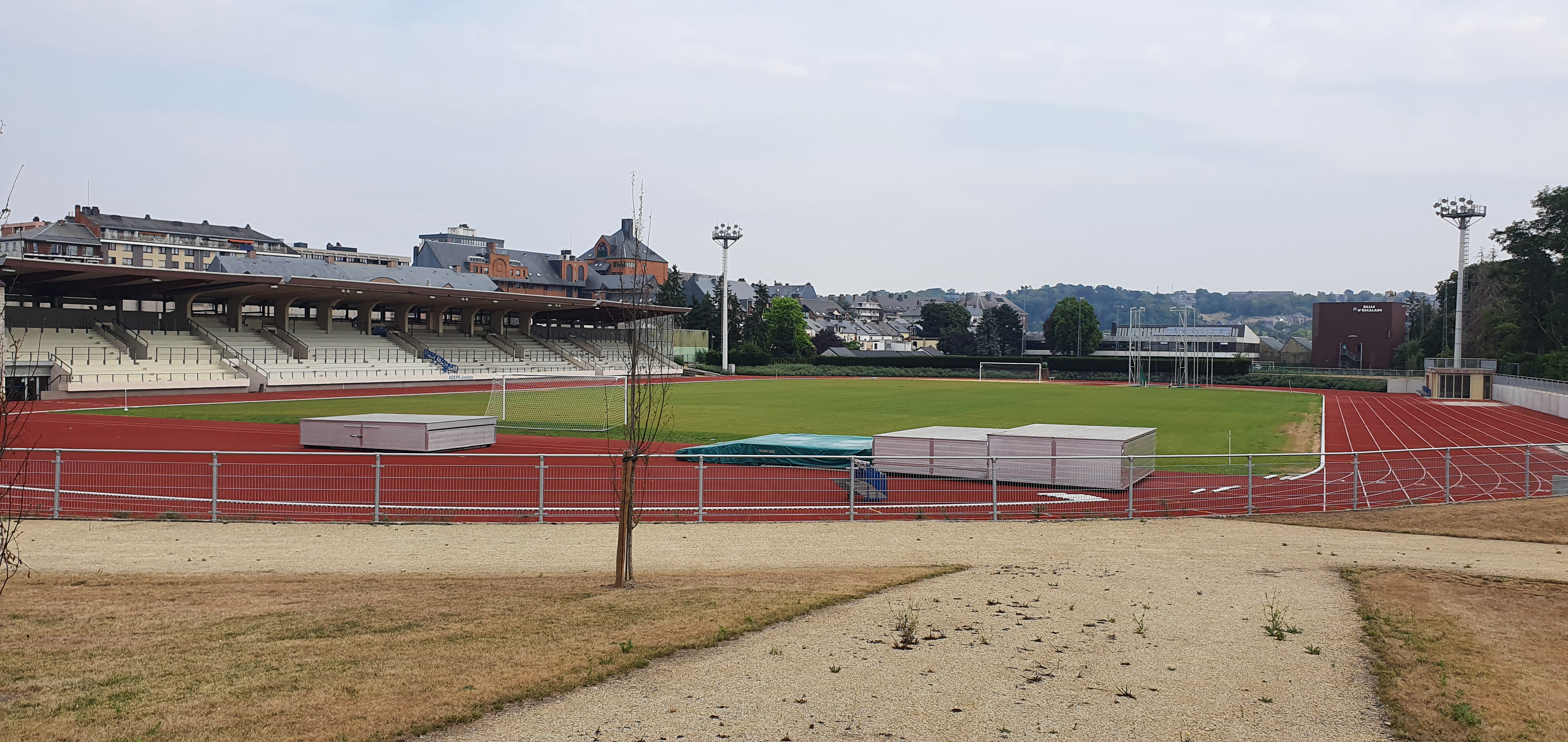

- Aérodrome de Namur (parachutisme, planeur, aviation)
- Be Bloc (salle d'escalade de 700 m2)
- Complexes footballistiques de Flawinne et de Jambes Mascaux
- Hall Octave Henry (1 500 places)
- Piscine communale de Jambes (25 m × 15 m et 15 m × 6 m)
- Piscine communale de Salzinnes (25 m × 14,5 m et 14 m × 8 m)
- Piscine communale de Saint-Servais (25 m × 15 m et 15 m × 6 m)
- Roc évasion (salle d'escalade de 1 100 m2)
- Stade communal de Namur (3 500 places)
- Stade ADEPS de Jambes (4 000 places dont 1 500 assises)

## Loisirs
- EnigmaLock, escape game
- Les Apéros namurois
- Le Quai Novèle au bord de Meuse (de juin à août les week-ends et fériés)
- Les croisières sur l'eau[118]
- Namur Go Club
- Royal Namur Échecs (échecs)
- La Rock's cool
- Le RKM asbl
- De nombreuses unités de guides, de scouts et de patronage
- L'Escargotite est un club de minéralogistes
- La Parfumerie Delforge (Citadelle)[119]
- Le parc attractif Reine Fabiola, au sommet de la citadelle
- Deux clubs de Scrabble Duplicate : l'un rue Saint-Nicolas, un autre à l'école communale de Jambes[120].

## Gastronomie
La ville de Namur que l'on surnomme « Namur li glotte » (« la gourmande », en wallon) a ses lettres de noblesse, on peut citer :
- la Houppe (bière) : la brasserie artisanale de Namur a jeté son dévolu sur l’ancienne Brasserie Balon-Perin[pas clair] (datant de 1812) située en bord de Meuse à Namur ;
- la Blanche de Namur (bière) et plusieurs recettes de bières artisanales dans un rayon de 25 km (Floreffe, Maredsous, La Gauloise, Applebocq, Gribousine, Malonne, etc.) ;
- les avisances (saucisses enroulées de pâte feuilletée) ;
- la fricassée (Dispouille, bas morceau du cochon cuit au court bouillon avec épices et sauce) : plat typique qui est servi lors des fêtes de Wallonie le troisième fin de semaine de septembre ;
- la sauce « entre Sambre et Meuse » ;
- les petits-gris (escargots) ;
- la skinée à l'étuvée (porc) ;
- la schubertine (truite à la crème) ;
- les gosettes aux pommes ;
- les biétrumés (caramels) ;
- les fraises de Wépion ;
- la bière Philomène de la Brasserie du Clocher[121] ;
- le Peket.

D'après l'historien Jo Gérard, la frite daterait d'avant 1680 et serait originaire des bords de la Meuse et donc en bonne partie de Namur, cité mosane par excellence. Il en veut pour preuve un manuscrit familial écrit par un de ses ancêtres, Joseph Gérard, intitulé Curiosités de la table dans les Pays-Bas Belgiques et daté de 1781, dont voici un extrait : « Les habitants de Namur, Andenne et Dinant ont l'usage de pêcher dans la Meuse du menu fretin et de le frire pour en améliorer leur ordinaire, surtout chez les pauvres gens. Mais lorsque le gel saisit les cours d'eau et que la pêche y devient hasardeuse, les habitants découpent les pommes de terre en forme de petits poissons et les passent à la friture comme ceux-ci. Il me revient que cette pratique remonte déjà à plus de cent années. »

## Personnalités
- Gérard de Namur (?-1155, clerc)
- Joseph André (1908-1973, prêtre du diocèse de Namur, Juste parmi les nations)
- Evelyne Axell (1935-1972, peintre)
- Catherine Barreau (1965, écrivaine, prix Rossel 2020)
- Roger Bastin (1913-1986, architecte)
- Denis-Georges Bayar (1690-1774, sculpteur, architecte)
- Rémy Belvaux (1966-2006, acteur, réalisateur, producteur, scénariste)
- Lucas Belvaux (1961-, acteur, réalisateur, producteur, scénariste)
- Francy Boland (1929-2005, musicien)
- Jules Borgnet (1817-1872, archiviste et archéologue)
- François Bovesse (1890-1944, politicien)
- Éric Brogniet (poète, directeur de la Maison de la poésie, Membre de l'Académie royale de langue et de littérature françaises de Belgique)
- Jean Chalon (1846-1921, photographe, botaniste, écrivain)
- Charles-Urbain de Chanclos de Rets de Brisuila (1686-1761), maréchal des Pays-Bas autrichiens
- Albert Dandoy (1885-1977, peintre impressionniste)
- Jeanne Dandoy (1974, actrice et metteur en scène)
- Louise-Marie Danhaive (1923-1978, romancière, poète, dramaturge, journaliste)
- Olivier Gourmet (1963, comédien)
- Adrien Deghelt (1985, athlète olympique)
- Edouard De Rechter (1859-1891, officier)
- Cécile de France (1975, actrice)
- Félix Godefroid (1818-1897, harpiste et compositeur)
- Jules Godefroid (1811-1840, harpiste et compositeur)
- GuiHome (1992, humoriste)
- Jean Guillaume (prêtre jésuite, philologue et poète wallon)
- Florence Hainaut (journaliste)
- Nicolas Jomouton (1816-1877, peintre décorateur, créateur du costume des Molons)
- Franz Kegeljan (1847-1921, peintre)
- Carlo Lambert (sculpteur)
- Nathalie Loriers (1966-, musicienne)
- Benoît Mariage (réalisateur)
- Albert Marinus (1886-1979, folkloriste)
- Henri Maus (1808-1893, ingénieur)
- Cédric Melotte (1978-, pilote de motocross)
- Henri Michaux (1899-1984, écrivain, poète, peintre)[122]
- Anne Malherbe (1968, première dame d’Équateur, épouse du Président Rafael Correa)
- Théo Mathy (journaliste sportif)
- Louis Namèche (député, ministre et premier bourgmestre du Grand Namur après la fusion des communes de 1976)
- Claude Piron (1931-2008, psychologue et écrivain espérantiste né à Namur)
- Benoît Poelvoorde (1964, comédien et humoriste)
- Félix Ravaisson (1813-1900, philosophe, archéologue)
- Raoul Richard (1885-1962, ministre)
- Félicien Rops (1833-1898, peintre, lithographe, dessinateur, illustrateur, graveur)
- Félix Rousseau (1887-1981, historien)
- Anne de Rupplémont (1583-1640, philanthrope)
- Goswin de Stassart (1780-1854, premier gouverneur de la province de Namur)
- Félicien Stéphenne (1851-1917, industriel, créateur de la dolomie frittée en Belgique et conseiller communal à la Ville de Namur)
- Julie Taton (1983, Miss Belgique 2003 et présentatrice TV)
- Antoine Thomas (1644-1709, jésuite, missionnaire et astronome en Chine)
- Marie Warnant (chanteuse)
- Thierry Zéno (cinéaste)
- Charles Zoude (1794-1860, député membre de la commission qui élabore la Constitution belge, bourgmestre de Namur et président du Conseil Provincial de la province de Namur)
- Sébastien Zoude (1707-1779, industriel et inventeur)
- Éliane Tillieux (Présidente de la Chambre des représentants depuis 13 octobre 2020 - Première femme Présidente depuis 1830)
- Barry Baltus (2004-), pilote de vitesse moto

### Sources
- Martin Barros, Nicole Salat et Thierry Sarmant, Vauban - L’intelligence du territoire, Paris, Éditions Nicolas Chaudun et Service historique de l'armée, 2006.  (ISBN 2-35039-028-4)
- Jules Borgnet, Promenades dans Namur, Namur, ASAN, 1851-1859.(réunion d’études parues dans les Annales de la Société Archéologique de Namur) ; réédition Namur, Mosa, 1964.
- Philippe Bragard, Le château des comtes de Namur : autopsie d'une forteresse médiévale, Namur, Les Amis de la citadelle de Namur, 1990.
- (Collectif) : Art, histoire et archéologie en Namurois : volume publié à l'occasion du 150e anniversaire de la Société archéologique de Namur, Annales de la Société archéologique de Namur, Tome 69, 1995.
- (Collectif) : Chronique de l'archéologie wallonne, volumes 1 à 15, Namur, Ministère de la Région wallonne, 1993-2008.
- (Collectif) : 1692 : Louis XIV à Namur : histoire d'un siège, Namur, Ed. Erasme, Les Amis de la citadelle de Namur, 1992,  (ISBN 2-87127-446-0).
- (Collectif) : Namur : le site, les hommes : de l'époque romaine au XVIIIe siècle, Bruxelles, Crédit communal, 1988,  (ISBN 2-87193-061-9).
- (Collectif) : Le patrimoine monumental de la Belgique, volume 5 : Province de Namur. Arrondissement de Namur, tomes 1 et 2 (Liège, Solédi, P. Mardaga, 1975,  (ISBN 2-8021-0008-4)), tome 3 (Liège, P. Mardaga, 1988,  (ISBN 2-8021-0051-3)).
- (Collectif) : La vie à Namur au temps du Roi Albert, Bruxelles, Crédit communal, 1984 (catalogue d'exposition).
- (Collectif) : La vie à Namur en 1830, Bruxelles, Crédit communal de Belgique, 1980 (catalogue d'exposition).
- Jean Plumier (dir.), Cinq années d'archéologie en province de Namur : 1990-1995, Namur, Ministère de la Région wallonne, DGATLP, 1996,  (ISBN 2-930112-30-1).
- Thérèse Cortembos, Saint-Gilles, de fond en comble, Namur, Parlement wallon, 1999.
- Maurice Culot, Éric Hennaut, Marie Demanet, Caroline Mierop, Le bombardement de Bruxelles par Louis XIV et la reconstruction qui s’ensuivit 1695 – 1700, éditions Archives d’Architecture Moderne, Bruxelles, 1992,  (ISBN 2-87143-079-9).
- Maurice Culot, Les moulins de la Meuse, Namur : patrimoine et création en Wallonie, Bruxelles, Archives d'architecture moderne, 1998,  (ISBN 2-87143-106-X)
- Pierre De Spiegeler et Michel Weyssow, Inventaire de la collection de presse de la Société archéologique de Namur déposée au Centre des Archives de la Région wallonne, in Annales de la Société archéologique de Namur, Tome 74, 2000, pages 303-333.
- Philippe-Edgar Detry, Pierre-Paul Dupont et Daniel Franquien, Archives photographiques namuroises de la fin du XIXe siècle et du début du XXe siècle, Namur, Archives photographiques namuroises, 2000.
- Cécile Douxchamps-Lefèvre, Une province dans un monde : le comté de Namur, 1421-1797, Namur, Musée des Arts anciens du Namurois, 2005, coll. Monographies, no 29.
- Liliane Henderickx et Jean Plumier, Namur, le Grognon : archéologie d'un port entre deux rives, Namur, Ministère de la Région wallonne, DGATLP, 2007.
- Jean-Pol Hiernaux, Namur, capitale de la Wallonie, in Encyclopédie du Mouvement wallon, Tome II, Charleroi, Institut Jules Destrée, 2000, pages 1161-1169 (ou 2e édition sur CD-ROM, 2003).
- Jean-Pol Hiernaux, Le 15e anniversaire de Namur capitale de la Wallonie - 1986, la Wallonie en danger, in Toudi, revue culturelle et politique, no 45-46, avril-mai 2002, pages 25–32.
- Philippe Jaquet, René Noël et Guy Philippart (coord.), Histoire de Namur : nouveaux regards, Namur, Presses universitaires de Namur, 2005,  (ISBN 2-87037-489-5).
- Diederick Legrain, Namur gourmande, Namur, Les éditions namuroises, 2007, 160 p.  (ISBN 978-2-930378-51-0)
- Julien Maquet (dir.), Le patrimoine médiéval de Wallonie, Namur, Institut du Patrimoine wallon, 2005,  (ISBN 2-9600421-2-3).
- Omer Marchal, Namur, mon beau pays : Namur par les Namurois, Bruxelles, Didier Hatier, 1985,  (ISBN 2-87088-551-2).
- Louis Petit, Namur… histoire d'une capitale. Un siècle d'hésitations wallonnes (1886-1986), Bruxelles, Luc Pire, 2005,  (ISBN 2-87415-484-9).
- Marc Suttor, Vie et dynamique d'un fleuve : la Meuse de Sedan à Maastricht (des origines à 1600), Bruxelles, De Boeck, 2006,  (ISBN 2-8041-5041-0).
- Emmanuel Bodart, Le patrimoine de Namur, Agence Wallonne du patrimoine, coll. « Carnets du patrimoine » (no 150), 2017, 64 p. (ISBN 978-2-87522-018-9)